# Història d'Estònia

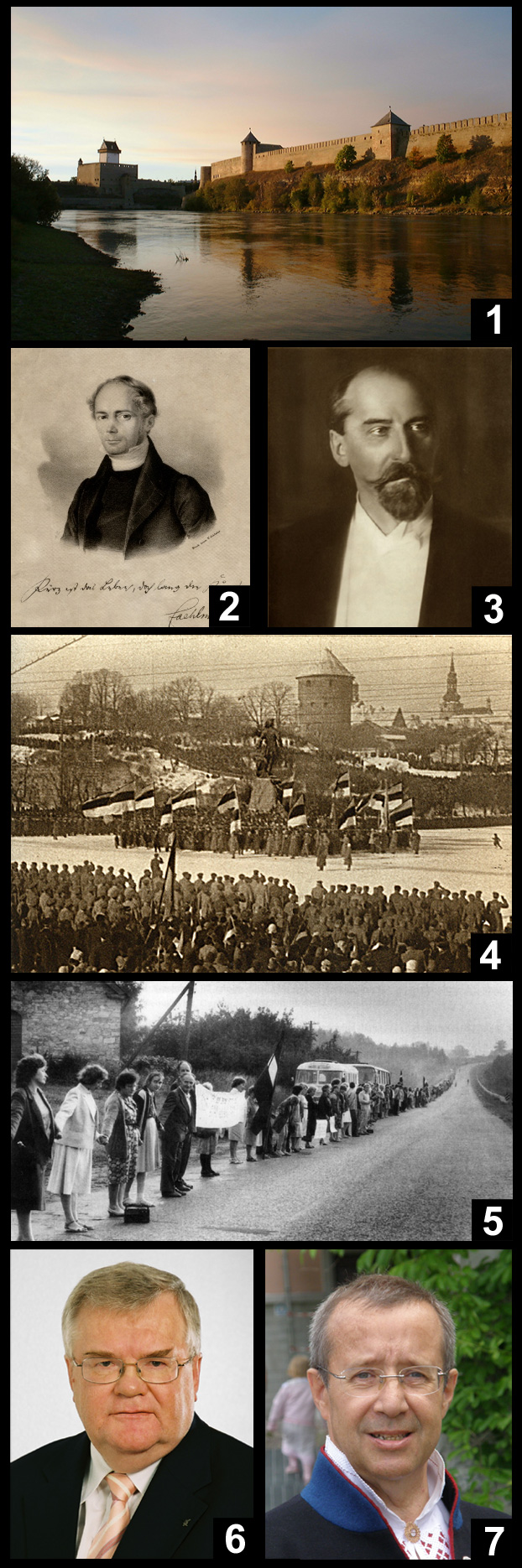
De dalt a baix i d'esquerra a la dreta : 1 La fortalesa de Narva construïda davant de la d'Ivangorod al costat rus - 2 Friedrich Faehlmann (1839) fundador de la Societat científica estoniana - 3 Jaan Tõnisson (1868-1941?) un dels fundadors de l'Estat estonià - 4 El primer aniversari de la celebració de la independència el 24 de febrer de 1919 - 5 La Via Bàltica, manifestació per la independència dels països bàltics (1989) - 6 Edgar Savisaar comunista reformador que va negociar la transició cap a la independència - 7 Toomas Hendrik Ilves president d'Estònia el 2010.

La història d'Estònia, país situat sobre la riba sud-est de la mar Bàltica que va accedir a la independència el 1918, comença al mil·lenni IX aC, quan les primeres poblacions nòmades penetren sobre el seu territori alliberat per l'última glaciació. Segons la teoria més estesa, el poble ugrofinès, del qual descendeix la major part dels estonians contemporanis, arriba a la regió vers el mil·lenni IV aC, tot introduint la ceràmica de la pinta comuna a diversos pobles lligats a la mateixa família lingüística.
Al començament del segle xiii, les ribes sud del mar Bàltic constitueixen una de les últimes comarques paganes d'Europa. Les Croades Bàltiques (1200-1227), dutes a terme sobre el territori per un orde de soldats templaris alemany, els Germans Livonians de l'Espasa, realitzen la conquesta del país, els habitants del qual són convertits a la fe cristiana. Es constitueix un Estat dominat conjuntament per prínceps-bisbes i l'orde dels monjos soldats sobre el territori que correspon a Estònia i a Letònia modernes. Es crea una societat amb les classes socials particularment marcades: la minoria d'origen alemany constitueix l'elit política, militar, religiosa, intel·lectual i monopolitza el comerç i la propietat predial. Aquests germano-bàltics dominen la població indígena, ugrofinesa, del territori estonià, la condició de la qual es degradarà amb el pas dels segles. Aquesta divisió perdura fins a 1917. Entre 1418 i 1562 la regió forma la Confederació Livoniana. El país és afectat per la Reforma Protestant al començament del segle xvi i opta pel luteranisme. És el teatre de conflictes que l'oposen a veïns cada vegada més poderosos : Rússia, Lituània, la República de les Dues Nacions i Suècia. Finalment aquesta última s'annexiona la regió el 1595. De manera inicial, els sobirans suecs no qüestionen la supremacia de la noblesa bàltica d'origen germànic descendent dels cavallers livonians de l'espasa. Aquesta política canvia amb Carles XI de Suècia, però les temptatives de reformes són interrompudes per la derrota de Suècia enfront de Rússia en el transcurs de la Gran Guerra del Nord. A partir de 1710, el territori estonià esdevé durant dos segles una regió de l'Imperi Rus.
Al segle xviii la noblesa predial germanòfona, a qui els dirigents russos deixen una gran autonomia, manté els pagesos ugro-finesos en el servatge. Aquest no és abolit més que al començament del segle que segueix, en part sota la pressió del poder rus, en part gràcies a alguns germanòfons il·lustrats. Alguns d'aquests últims, qualificats d'estoniòfils, s'interessen per la llengua, la cultura i la història dels autòctons. Diversos intel·lectuals, membres de la classe mitjana estoniana, que es comença a formar en aquesta època, prendran el relleu fent un treball de col·lecta de la memòria popular i afinant la llengua; aquests treballs permeten l'aparició dels primers diaris i obres de ficció en estonià. Al final del segle, la llengua estoniana, afectada per una temptativa de russificació, comença a substituir l'alemany, que fins aquí era només utilitzat per les elits. A la mateixa època la proporció de pagesos propietaris creix fortament. Al començament del segle xx apareixen els primers partits polítics estonians, les reivindicacions dels quals es limiten a una autonomia limitada i a la igualtat d'estatut amb els germanòfons que conserven una gran part dels poders.
El 1920, al final de la Primera Guerra Mundial que havia endegat l'esfondrament de l'Imperi Rus, Estònia aconsegueix, com els seus veïns bàltics, la seva independència després d'una guerra de curta durada contra l'Exèrcit Roig. Les terres agrícoles, encara en poder de la noblesa germanòfona són redistribuïdes als pagesos i s'hi instaura un règim parlamentari. Aquest, amenaçat durant la Gran depressió per l'ascens d'un moviment populista, es transforma en règim semiautoritari a partir de 1934. En vigílies de la Segona Guerra Mundial, les clàusules secretes del Pacte germano-soviètic signat entre l'Alemanya nazi i la Unió Soviètica, permeten a aquesta última d'ocupar Estònia. El país és destrossat pel seu ocupant. La minoria germanòfona abandona el país que dominava des de feia set segles per respondre a la crida de les autoritats nazis. Quan Alemanya declara la guerra a la Unió soviètica el 1941, Estònia és envaïda pels alemanys, i després reconquerida per l'Exèrcit Roig el 1944. Una part de la població fuig llavors de l'ocupant per temor de represàlies i se'n va definitivament del país. Estònia, malgrat una llarga resistència clandestina d'una part dels seus habitants, és transformada en una república socialista integrada en l'URSS. La societat estoniana i la seva economia són profundament transformades per l'invasor. Nombroses indústries són instal·lades i l'agricultura és col·lectivitzada. Una forta minoria russa s'instal·la per proveir de mà d'obra aquestes noves activitats. L'explosió de la Unió soviètica el 1991 permet a Estònia retrobar la seva independència al final d'un procés pacífic. El nou Estat es transforma ràpidament gràcies a un fort creixement de l'economia i la implantació d'institucions polítiques i econòmiques modernes. Preocupada per conservar la seva independència de cara a un veí rus que accepta malament el nou ordre de les coses, Estònia s'adhereix a l'OTAN i s'integra la Unió Europea el 2004.

## Protohistòria

### El període Mesolític

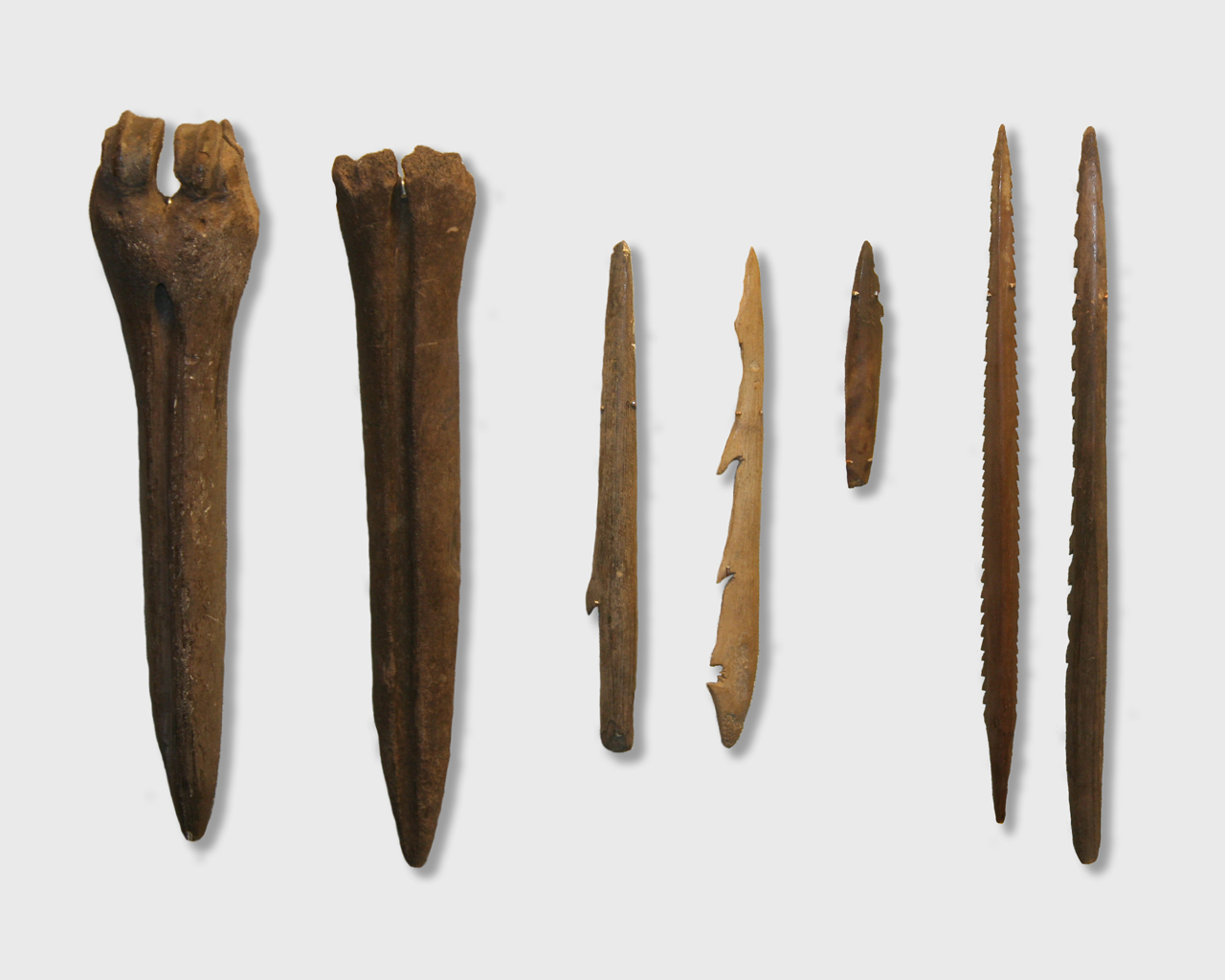
Utensilis de la cultura de Kunda (museu d'història d'Estònia).

Les primeres incursions humanes sobre el territori d'Estònia alliberat tardanament per l'última glaciació es produeixen al mil·lenni IX aC. En aquesta època, una part de les zones litorals són encara sota les aigües de la mar Bàltica, sobretot l'illa de Saaremaa: l'elevació general de la regió, alleujada del pes dels gels, les farà progressivament emergir en el transcurs dels mil·lennis següents. Les glaceres, en retirar-se, han deixat morrenes que bloquegen l'escolament de les aigües i són a l'origen dels llacs i aiguamolls que recobreixen un 20% del territori. La coberta vegetal es limita en aquell temps a una tundra. Els primers rastres d'establiment humà han estat descoberts sobre el curs inferior del Riu Pärnu; formen la cultura anomenada «de Kunda», pel nom de la ciutat més propera. Aquests precursors, vinguts del sud, són seminòmades que viuen a la vora dels llacs, dels rius, i posteriorment del mar; practiquen la collita, la caça i la pesca amb arpó, amb ham i amb xarxa.

### El Neolític
El començament del Neolític és marcat per l'aparició de la ceràmica, anomenada de Narva (pel nom de la ciutat prop de la qual es van efectuar les primeres troballes), les més antigues de les quals es remunten al 4900 aC. El clima d'aquella època s'ha tornat més suau i els boscos de caducifolis han estat substituïts per la tundra. Els primers atuells són realitzats amb argila espessa, barrejada amb palets, petxines i plantes. Les ceràmiques d'aquesta cultura han estat trobades al llarg de tota la costa i en les illes. Les eines de pedra i d'os són semblants a les produïdes per la cultura de Kunda.

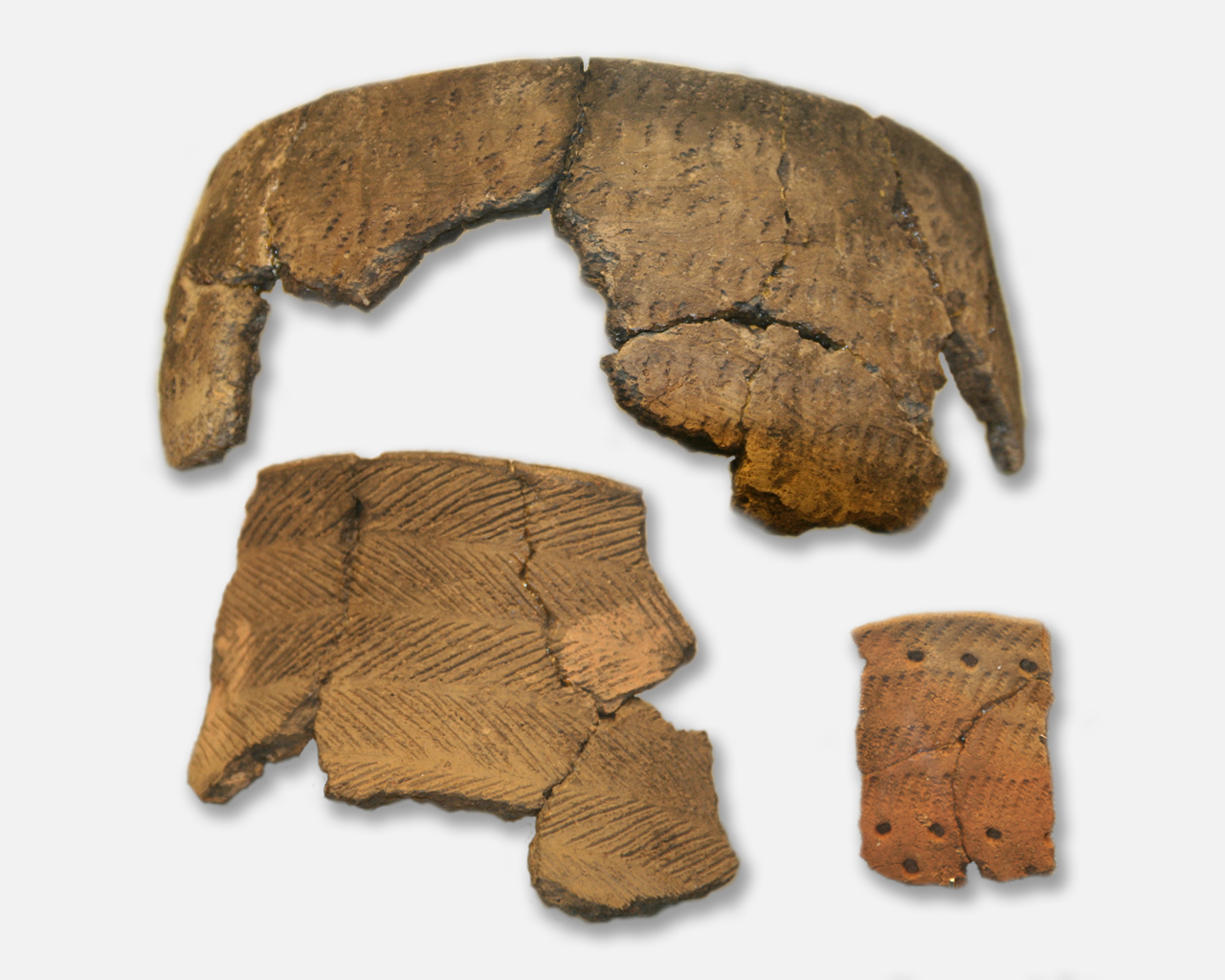
Ceràmica de la pinta (Museu d'Història d'Estònia).

Vers el mil·lenni IV aC apareixen les ceràmiques de la pinta (la decoració consisteix en estries fetes amb una pinta) que coexistiran durant diversos segles amb les ceràmiques de Narva. Aquest tipus de ceràmica sembla una especificitat dels pobles de llengua ugrofinesa, ja que se la troba igualment a Finlàndia i als Urals on vivien sens dubte pobles que parlaven una llengua emparentada. És doncs possible que el poble, del qual descendeixen els estonians de llengua ugrofinesa, contràriament als seus veïns del sud (letons) i de l'est (russos), hagi arribat en aquesta època. Les anàlisis genètiques efectuades contradiuen tanmateix en part aquesta última teoria, ja que, si bé els estonians tenen un patrimoni genètic ben particular, el comparteixen amb els letons i els lituans. Segons les teories més recents, basades en l'anàlisi de l'ADN, el bressol dels ugrofinesos, que se situava fins fa poc cap a Sibèria o al peu del massís de l'Ural, estaria més aviat localitzat a la regió del Dnièper i del Don. Aquest ha estat, junt amb la zona franco-cantàbrica, un dels dos refugis de la Humanitat a Euràsia durant l'última glaciació.

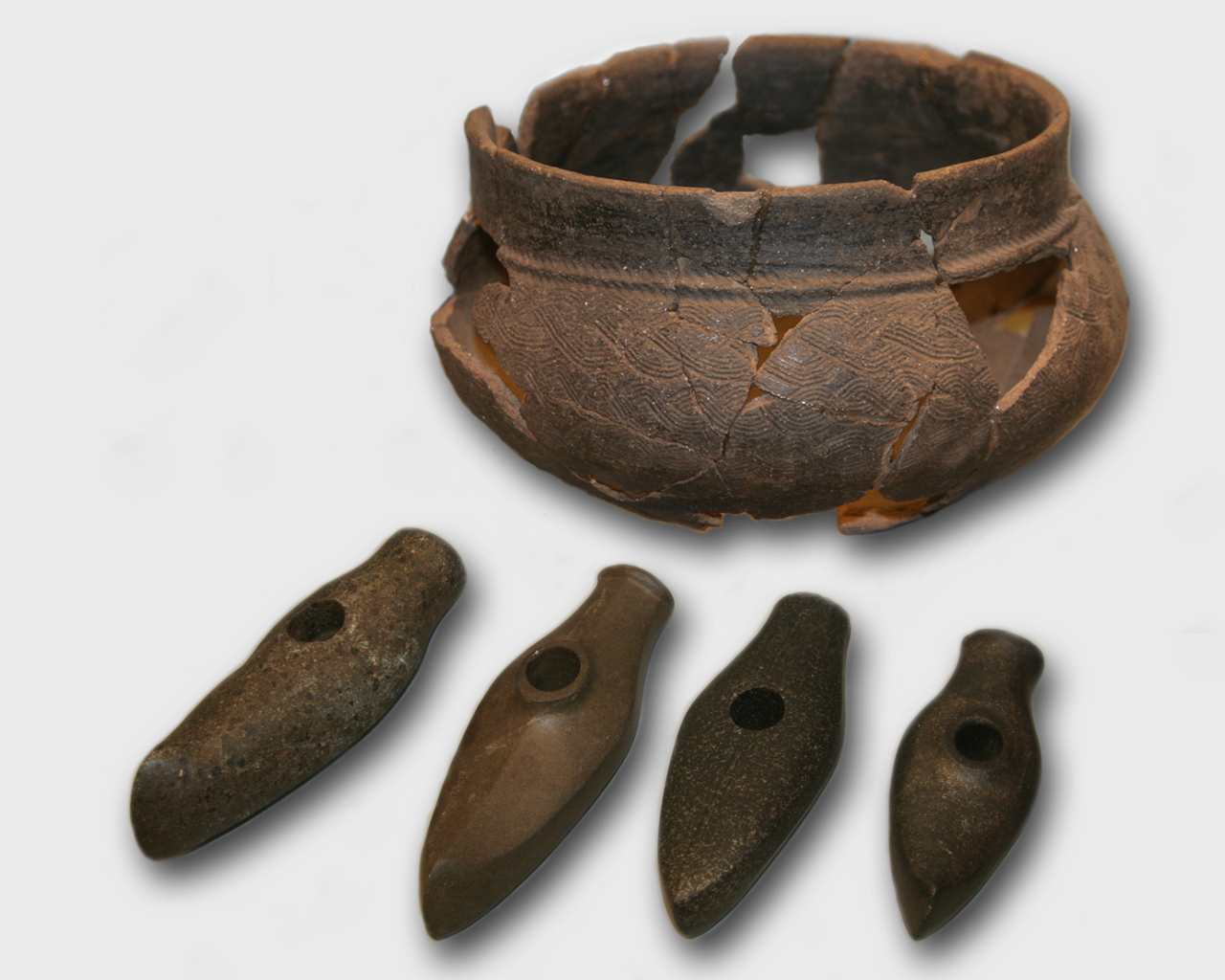
Atuell i destrals de la cultura de la ceràmica torçada.

Vers el 3200 aC, arriba una pobliació a la regió, sens dubte d'origen indoeuropeu, donat que utilitzen una llengua lligada a una branca completament a la ugrofinesa: la seva aparició es tradueix en l'aparició de la ceràmica cordada, destrals de pedra particularment ben acabades (atxes naviformes) i per l'inici d'una activitat agrícola i ramadera. Les primeres granges són construïdes en aquesta època. Sembla que després d'un període de coexistència que arriba fins al mil·lenni II aC, la llengua ugrofinesa s'imposa al territori d'Estònia, al nord i sud de Letònia, mentre que la parla dels nouvinguts s'imposa al territori d'Estònia i més al sud. De tota manera, cada llengua manlleva en aquesta època, sens dubte, una fracció del seu vocabulari a l'altra. Després d'això, cap altre moviment massiu de població no sembla haver tocat el territori d'Estònia. La població estoniana i la seva llengua semblen descendir, doncs, directament, dels habitants d'aquesta època.

### L'edat del bronze

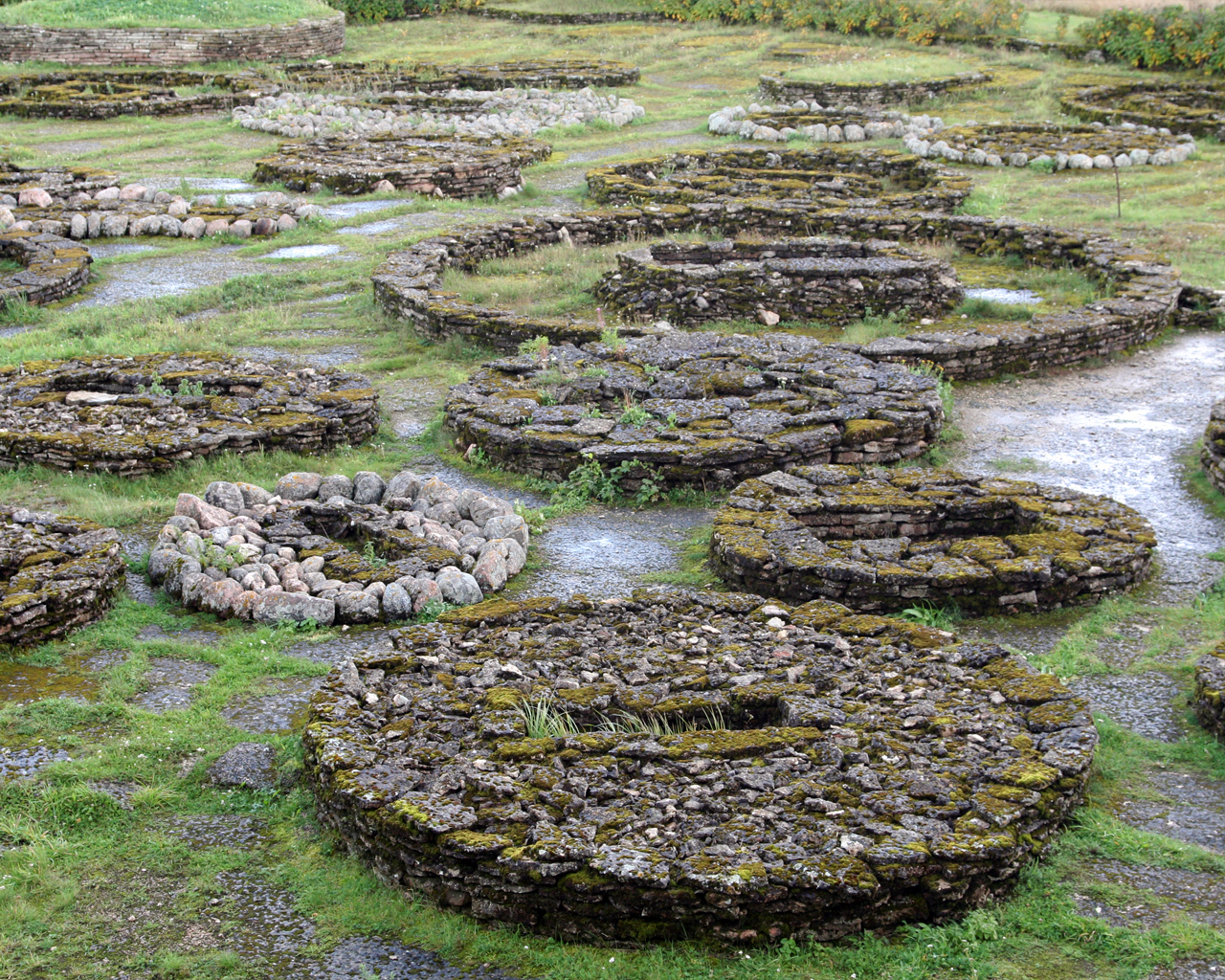
Cementiri de l'edat del bronze.

L'edat del bronze comença a la regió cap al 1800 aC. L'estil de vida continua sent de manera inicial sempre nòmada però es comencen a desenvolupar l'agricultura i la ramaderia. Apareixen objectes de bronze, procedents sens dubte procedent del sud. Entre el 1500 i el 1000 aC, els objectes de bronze són importats d'Escandinàvia, amb la qual s'ha pogut establir un corrent d'intercanvi gràcies als progressos de la navegació. La influència cultural dels pobles del nord de la Bàltica o potser un començament de colonització pot ser detectat per l'aparició sobre el sòl estonià de noves sepultures de tipus escandinau: aquestes són constituïdes per sarcòfags en pedra de forma circular o oval. La cremació apareix però coexisteix amb la inhumació. La llengua sembla haver pres en aquesta època certs termes escandinaus. A la regió que ocupa avui Tallin, l'ordi comença a ser cultivat en camps delimitats per murs de pedra a partir de l'any 1000 aC; la utilització de l'arada sembla escampar-se mentre que la cultura del lli per al teixit apareix sens dubte a la mateixa època. La població, fins aquí concentrada al llarg dels rius i dels llacs, s'escampa a l'interior del país. Apareixen els primers oppida, la qual cosa indica una inseguretat creixent vinculada a un començament d'acumulació de riqueses.

### L'edat del ferro
Vers el segle IV aC apareixen sobre el territori d'Estònia els primers objectes de ferro: són essencialment armes i joies importades del sud. D'aquesta època daten els «camps cèltics» de forma quadrangular i envoltats de tanques, així com les pedres de cavitat artificial que havien de servir per a ritus màgics de fertilitat. Comencen a aparèixer diferències entre l'Estònia del nord, sota influència escandinava, i l'Estònia meridional, en contacte amb els pobles del Sud i de l'Est. S'estableix un artesanat local vers el segle ii aC. L'Imperi Romà, malgrat el seu allunyament, fa sentir la seva influència entre l'any 50 i l'any 450; els intercanvis són sens dubte afavorits per la Ruta de l'ambre que permet portar aquesta resina fòssil molt preuada a Roma i que abunda sobre la costa del Mmar Bàltic. S'han descobert sobre el territori estonià nombrosos objectes d'origen romà: joies, llànties, monedes. Les fíbules dels vestits tradicionals estonians tenen sens dubte un origen romà. El nombre d'oppida augmenta al nord i al nord-oest de l'Estònia actual, així com els amagatalls d'armes i de joies, el que reflecteix una inestabilitat creixent. Les sepultures conserven el seu estil escandinau però creixen en mida i en riquesa i són envoltades per un tancat; les ofrenes que hi són col·locades ja no estaran constituïdes per armes, però sí per joies.. El país és eixarmat, l'agricultura i la cria es generalitzen, i es creen pobles, de forma circular a l'oest o lineals en un altre lloc, a tot el territori. La població, creixent, ateny potser els 20.000 o 30.000 habitants al territori de l'actual Estònia, al final del mil·lenni.
Com en la resta d'Europa, les grans invasions s'acompanyen d'un declivi econòmic. Aquest període, anomenat de l'edat del ferro mitjana (450-700), és marcat per la generalització dels oppida i de les sepultures d'un estil menys elaborat, simples munts de pedra o túmuls de terra en els quals es troben de nou armes. Els eslaus que progressen pacíficament des de la seva regió d'origen prenen sens dubte contacte durant aquest període amb els habitants que ocupen el territori d'Estònia, i s'instal·len en les regions veïnes que esdevindran més tard els principats russos de Pskov i Nóvgorod. La frontera lingüística entre les dues poblacions es fixa pràcticament en aquesta època.
A partir de 800, els escandinaus, anomenats varegs a l'est d'Europa i de Turquia, que havien experimentat un eclipsi, retorne sobre la riba sud-est de la Bàltica: aquests comerciants guerrers estableixen una nova via comercial entre Escandinàvia, d'una part, i l'Imperi Romà d'Orient i el món àrab de l'altra; aquesta pren el riu Daugavà, avui en territori letó. La República de Nóvgorod i la Rus de Kíev, embrió de la futura Rússia, de la qual els Varègues són els fundadors, els serveixen de relleu i contribueixen a alimentar el trànsit. Les mercaderies d'aquests intercanvis són sobretot sal i objectes de metall, teixits, esclaus, pells i mel. Encara que no està situada en la via principal que passa més al sud, els ocupants del territori estonià aprofiten aquest corrent comercial com ho testimonia el descobriment de nombroses monedes àrabs.

### A trenc d'alba de la història
A partir del 1050, els comerciants alemanys comencen a competir amb els escandinaus. Els esdeveniments durant aquest període tenen pogut ser reconstituïts gràcies a les primeres fonts escrites fiables que es refereixen a la regió. En aquesta època, l'est del territori ocupat per les tribus letones i estonianes cau en l'àrea d'influència dels principats russos de Pskov, Plotosk i Nóvgorod : segons les cròniques russes de l'època, aquests organitzen regularment expedicions per arrabassar tributs als txuds, un terme que engloba els pobles letons, estonians, livonians, ingrians i vòtics.
En el transcurs d'una d'aquestes expedicions, Iaroslau I de Kíev, príncep de Kíev, funda el 1030 la ciutat d'Iurev; aquesta desapareixerà una trentena d'anys més tard, però sobre el seu emplaçament serà construïda llavors Tartu (Dorpat en alemany) que esdevindrà la segona ciutat d'Estònia. Les sagues noruegues de l'època indiquen que certes regions de l'oest de l'actual Estònia ingressen un tribut de manera regular als escandinaus o són l'objecte de raids armats. Però els indígenes no es troben sense defensa i altres relats testimonien atacs regulars dels autòctons contra Pskov, la més propera de les ciutats russes, o raids sagnants contra l'illa danesa d'Öland (1170) o la ciutat de Sigtuna, en aquella època capital de Suècia.

### La societat estoniana s'estructura

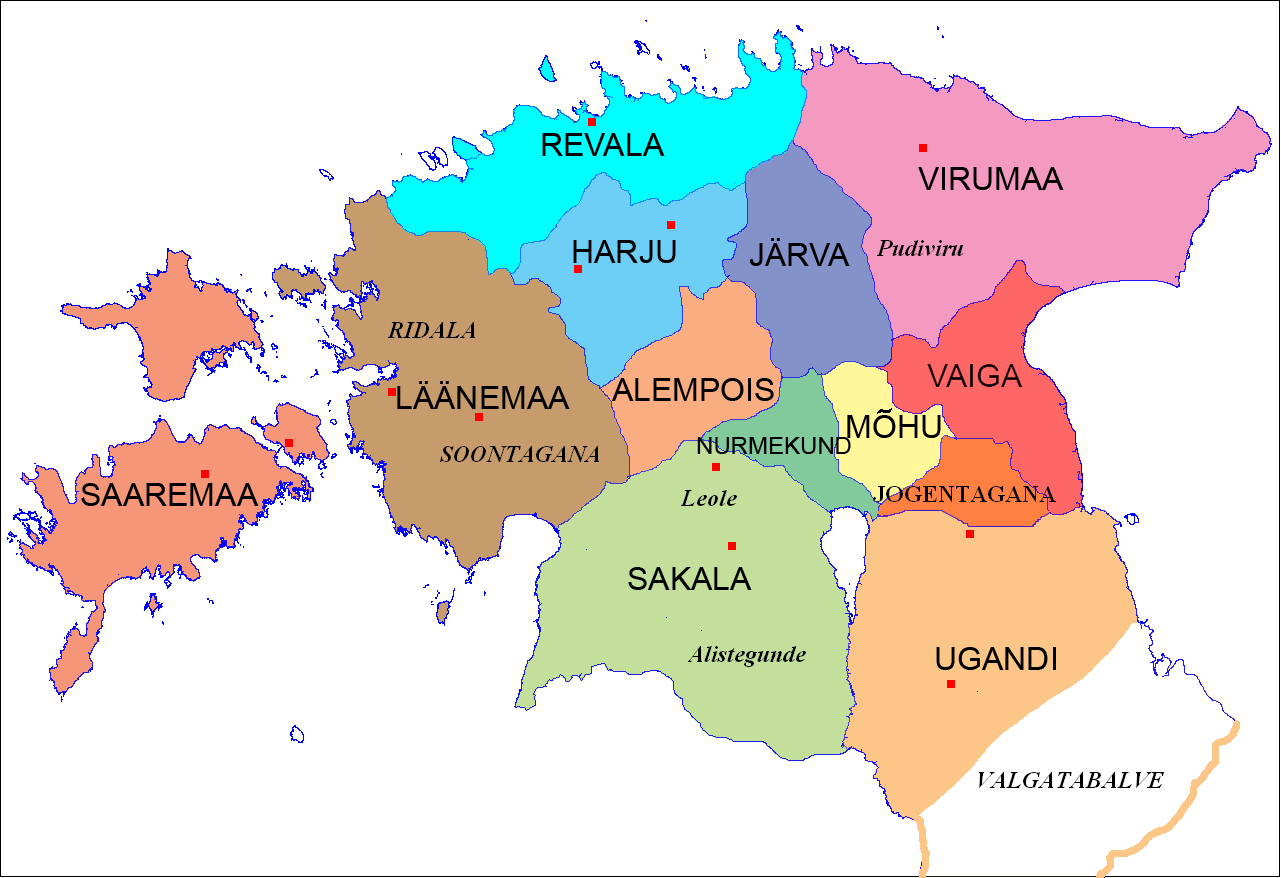
Divisió del territori estonià cap al 1200.

Malgrat aquest clima de violència, la població autòctona augmenta fortament i ateny els 150.000 habitants vers el 1200. La superpoblació és particularment forta a l'illa de Saaremaa, el que explica potser la reputació de niu de pirates que adquireix en aquesta època. L'agricultura es desenvolupa: s'adopta un nou tipus d'arada que es conservarà fins al segle xix; la cultura de l'ordi agafa importància mentre que la ramaderia substitueix definitivament la caça en tant que font de proteïnes. Els pobladors viuen en cabanes, d'una sola peça per a la gent més pobres, desproveïdes de finestres, per conservar la calor, amb un llindar realçat, una petita entrada no escalfada i una llar coberta avantpassat de l'estufa-forn. L'època comtempla l'aparició de fortaleses cada cop més ben fortificades, que de vegades protegeixen de manera permanent la població local, signe de temps tumultuosos. Comencen a aparèixer petites aglomeracions: la més gran, Varbola, compta en aquell temps pot ser amb 900 habitants.
Aquest període de la història ha estat fortament idealitzat al segle xix pels nacionalistes estonians, ja que precedeix la invasió alemanya que transformarà completament la regió. Tanmateix, tot duu a pensar que s'estableix una societat desigualitària, de la qual es troben rastres a través de la riquesa de certes sepultures i habitatges. Els membres d'una elit politico-militar, designats amb el terme d'Antics, de Senyors o de Poderosos (en la literatura contemporània els vanemad és a dir antics), es recluten sens dubte entre els principals propietaris predials i utilitzen el clientelisme per assentar el seu poder. Aquest comprèn sobretot la justícia, la recaptació d'impostos, les corvees i el servei militar. Els esclaus, en part autòctons, són nombrosos. No hi ha, segons sembla, entitat política en l'àmbit d'Estònia, però hi ha estructures locals amb contorns difusos i inestables. Sobre el territori d'Estònia, trobem dos nivells d'assentaments humans: el kihelkonnad comprèn alguns milers d'habitants i, sobre una part de la regió, el maakoonad que engloba de 3 a 7 kihelkonnad. Cap al 1200, hi ha aproximadament 45 kihelkonnad 7 maakoonad. El més vast dels maakoonnad és el d'Ugandi que es troba al sud-est de la regió, a cavall del territori ocupat per les poblacions de llengua indoeuropeua. Cap al sud-oest, el Sakala se centra sobre el lloc ocupat avui per la ciutat de Viljandi. El maakond de Râvala s'estén a la regió de Tallin (el nom alemany de la ciutat Reval, en deriva). Cap al nord-est es troba el Virumaa que ha donat el nom finès d'Estònia (Viro) i sobre la costa oest el Läänemaa. Al sud del Rävala i del Virumaa es troben el Harjumaa i el Järvamaa. Finalment l'illa de Saaremaa forma igualment un maakond. El centre-est i la regió situada al nord de Tartu no comprenen, sembla, cap maakond. Sabem per l'estudi de les llengües i de les restes arqueològiques que en aquesta època les parles i costums es diferencien. Durant el conflicte que seguirà al començament del segle xiii, els maakoonad no constituiran mai un front unit de cara a l'invasor.
En l'aspecte religiós, malgrat l'absència de fonts fiables, es poden deduir indicis disponibles que els indígenes adoraven déus que representen les forces de la naturalesa i els sacrificaven animals i de vegades humans, que honoraven els morts i practicaven l'endevinació. Edificaven santuaris amb imatges de les divinitats i veneraven bosquets sagrats. Totes aquestes pràctiques són molt properes a les de Scandinavie abans de la seva cristianització.

## La cristianització dels països bàltics (1186-1227)

### El context de les croades

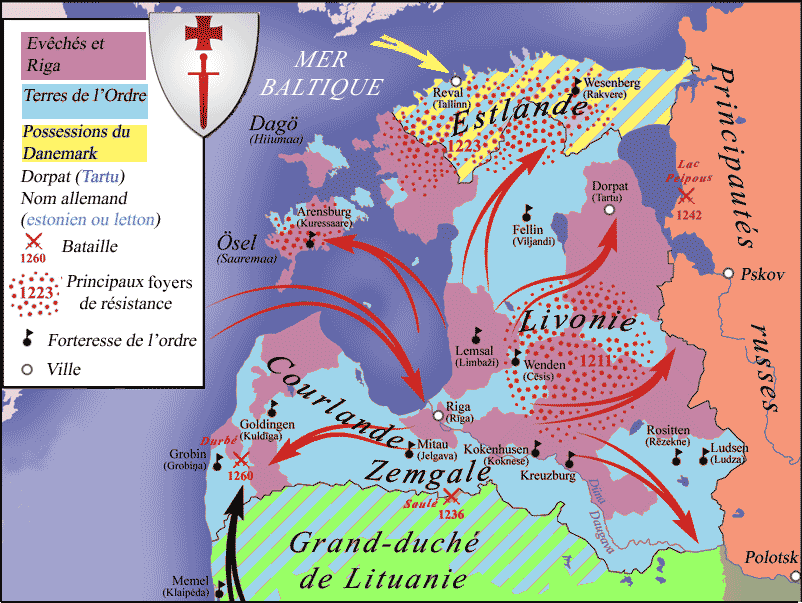
Conquesta dels territoris letó i estonià i repartiment d'aquests entre els bisbats, Dinamarca i l'orde (1202-1260)

El segle xii és a Europa el període de les croades que tenen com a objectiu convertir a la fe cristiana els pobles pagans, si cal per la força de les armes. Encallades entre l'Escandinàvia catòlica i la Rússia ortodoxa, les regions que voregen la costa sud del mar Bàltic, de Prússia a Estònia, constitueixen en aquell temps les últimes comarques paganes del continent europeu. Als segles xi i xii, diverses missions de conversió havien partit vers aquestes regions, procedents d'Escandinàvia, sense aconseguir l'èxit. L'interès comercial i lesperit de croada convergiran per posar en marxa un moviment que portarà a la colonització germànica dels països bàltics : el moviment migratori alemany xoca aviat amb les tribus paganes que viuen més a l'est a Lituània. Els cavallers del Sacre Imperi Romanogermànic, a la recerca d'una terra de croada, ja que estan marginats a Terra Santa, llançaran el seu corresponent sobre aquest últim territori pagà.

### La conquesta dels territoris bàltics

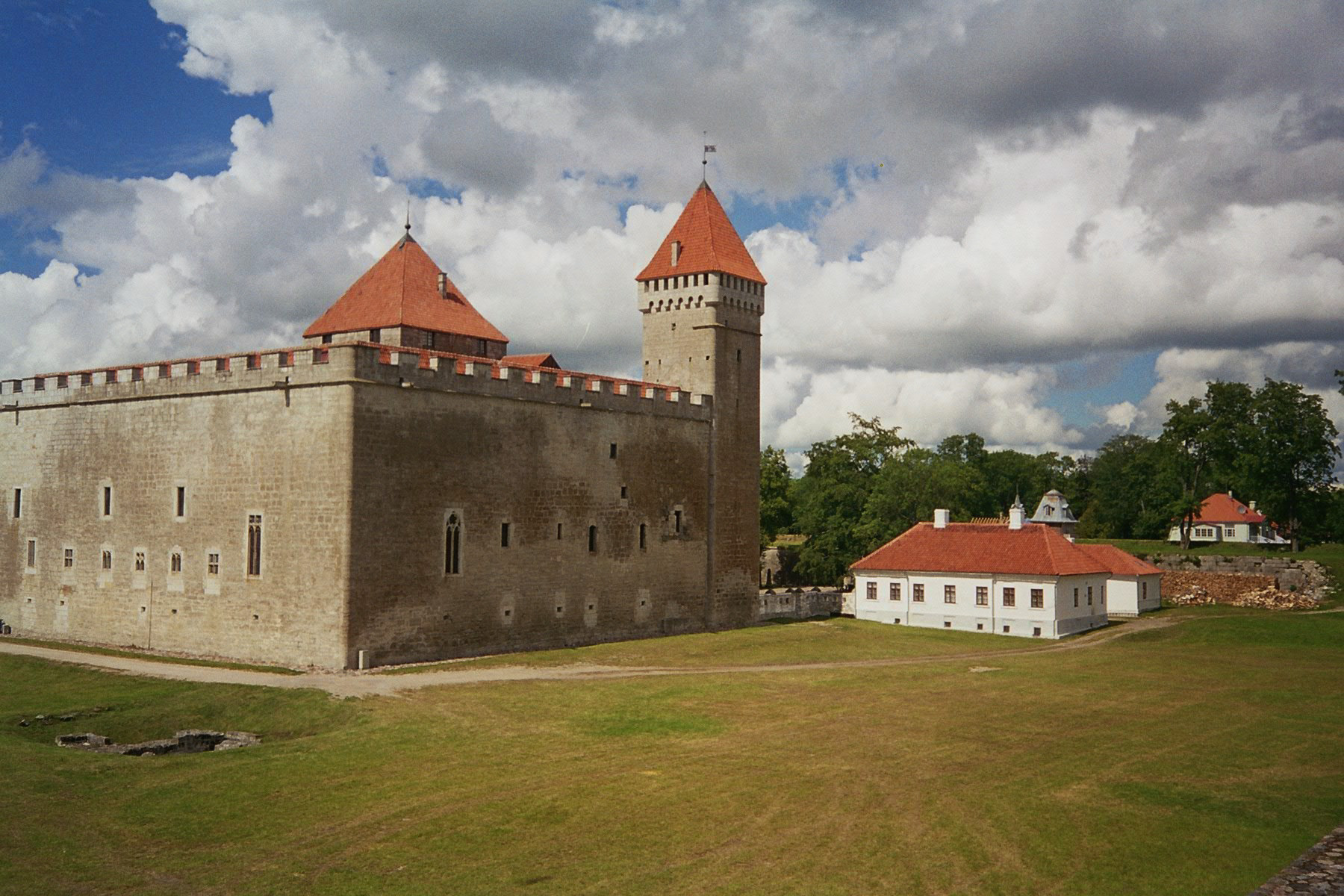
La fortalesa del bisbe a Kuressaare en l'illa de Saaremaa és l'exemple més ben conservat d'arquitectura defensiva desenvolupat per defensar-se dels atacs dels autòctons

El 1186, un religiós alemany, de nom Meinhard de Holstein, crea un primer assentament, anomenat Üxhüll (avui Ikšķile a Letònia. sobre el Daugava i funda un bisbat en el territori dels livonians, un poble pagà que ocupa llavors una part de zona costanera de la Letònia actual. La regió és batejada pels invasors com a Livònia (Livland en alemany país dels livonis) encara que aquesta població no n'ocupa més que una petita part. L'empresa de conversió després d'un èxit inicial xoca aviat amb resistències, ja que els pobles bàltics estan molt lligats a les seves creences paganes : veneren roures sagrats i practiquen el culte a nombroses divinitats com ara Pērkons, Laima, Auseklis o Māra. Davant aquest fracàs, el papa Celestí III llança el 1193 la primera croada bàltica per tal d'imposar-hi el cristianisme per la força. Però Berthold de Hanover, que comanda l'expedició és mort poc després de la seva arribada a la regió el 1198. El papa Innocenci III reactiva la croada i consagra un nou bisbe al qual se li faciliten mitjans importants. El 1200, aquests croats, dirigits pel nou príncep-bisbe de Riga, Albert de Buxhövden, funden la vila de Riga, avui capital de Letònia, a la desembocadura del riu Daugavà. Riga esdevindrà ràpidament, després d'això, un centre religiós i una important base d'operacions per als comerciants alemanys en la ruta comercial que uneix els ports hanseàtics amb el territori rus. En 1202, un orde de monjos soldats, els Germans Livonians de l'Espasa (Fratres militiæ Christi) és fundat en aquesta ciutat; el Papa concedeix al nou orde l'estatut de templers per secundar els esforços d'evangelització.
El 1208, els croats, que han guanyat sobre el territori que correspon avui a Letònia, ataquen els territoris veïns ocupats pels ugrofinesos, als quals bategen com a Estes reprenent una denominació utilitzada per l'autor llatí Tàcit. La història de la conquesta d'aquests territoris ens ha conegut gràcies a una crònica redactada per un sacerdot de l'ordee dels Germans Livonians, Enric el Letó, que va participar activament en la croada. Els cavallers ataquen en principi Ugandi al sud-est de l'Estònia actual, els habitants de la qual assetgen les caravanes comercials que circulen cap a les ciutats russes de Nóvgorod i Pskov. Aquests principats russos s'inquieten per l'avanç dels croats alemanys i intentaran llavors oposar-se a la croada, o bé ajuntant amb els indígenes, o bé duent a terme la seva pròpia empresa de conquesta. Otepää cau a la tardor, però els croats, ajudats per forces auxiliars compostes de livonis i latgalians, un altre poble bàltic, són derrotats a l'estiu 1210 per un malev (una força indígena) sobre el riu Ûmera. Les forces presents són de feble importància, ja que els cavallers livonians alemanys no són més que 20. El març del 1211, els croats avancen de nou i obtenen la rendició de Viljandi. Una epidèmia que destrossa la regió autra temporalment els combats. Aquests es reprenen el 1215 en un context confús on els indígenes successivament s'uneixen o prenen les armes contra els crots amb el suport dels russos : Ugandi i Sakala són conquerides. El vanem (cap) de Sakala, Lembitu és fet presoner i després es transforma en aliat. Els indígenes s'acaben organitzant en un front unit que arriba a reunir una força estimada de 20.000 per Enric el Letó (xifra sens dubte exagerada) que assetja Otepää i obté la seva rendició. Lembitu, que ha trencat els seus vincles amb els croats, es posa al capdavant de la resistència. El 21 de setembre de 1217 6.000 indígenes són derrotats pels 3.000 aplegats pels croats, en el transcurs de la batalla de la Sant Mateu prop de l'aglomeració de Lehola. Lembitu és mort. Les regions de l'Estònia central són d'ara endavant a les mans dels croats.
Però el territori no éstà completament pacificat i un raid sorgit de Lituània el devasta en part. El príncep-bisbe decideix d'apel·lar al rei Valdemar III de Dinamarca per atenallar la resistència. Aquest efectua un desembarcament el 1219 sobre la costa nord d'Estònia al Golf de Finlàndia amb una força important i edifica una fortalesa a l'emplaçament de la futura capital d'Estònia, Tallinn (Reval en alemany). Els danesos, que xoquen ràpidament amb les forces indígenes que s'han intentat reunir, aconsegueixen mantenir el seu control sobre la regió. Aquesta conquesta provoca tanmateix el 1222 un alçament general que triomfa al conjunt del territori estonià. La fortalesa de Viljandi cau i sols la de Tallin resisteix encara. Però, malgrat les tropes enviades pels principats russos cridades en reforç, el territori és reprès pels croats. Només els habitants de l'illa de Saaremaa (Ösel en alemany) continuen resistint fins a 1227 : aquell any una expedició dirigida pels croats salva el mar pres pels gels i obté la rendició de l'última fortalesa indígena a Valjala. Diversos aixecaments tindran encara lloc sobretot a Saaremaa que reprèn la seva independència entre 1236 i 1241, en 1255 i 1261, però el domini dels croats, d'ara endavant, ja no serà realment posat en qüestió.

## La confederació livoniana (1227-1558)

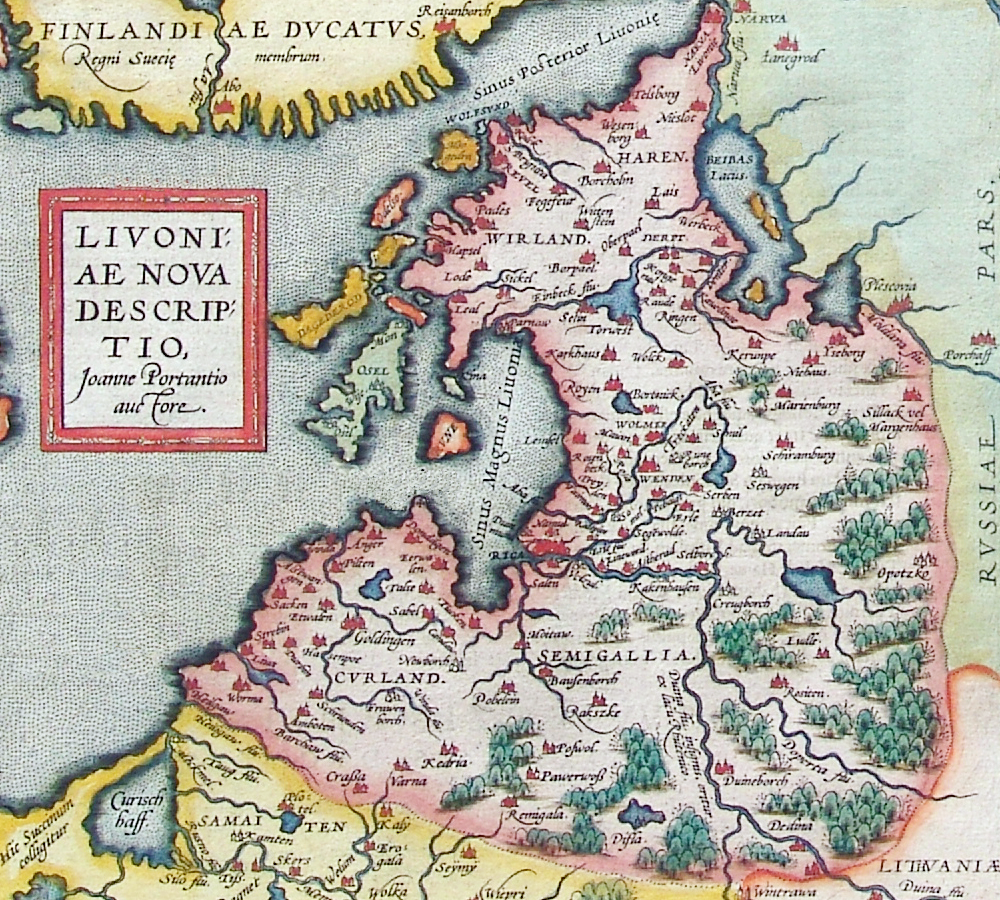
Mapa de la confederació livoniana al segle XV

Durant els tres segles següents, els territoris conquerits corresponents a Letònia i Estònia, constituiran un Estat teocràtic, la confederació livonianna, on el poder es troba repartit entre els prínceps-bisbes i els Cavallers Livonians de l'Espasa. Aquests últims continuen llur croada contra els lituans pagans, però igualment contra els russos ortodoxos cismàtics. Però llurs efectius limitats (sols uns centenars de cavallers) no els permetran pas de vèncer aquests estats que guanyen poder progressivament durant aquest període.

### Un estat feble, feudal i teocràtic

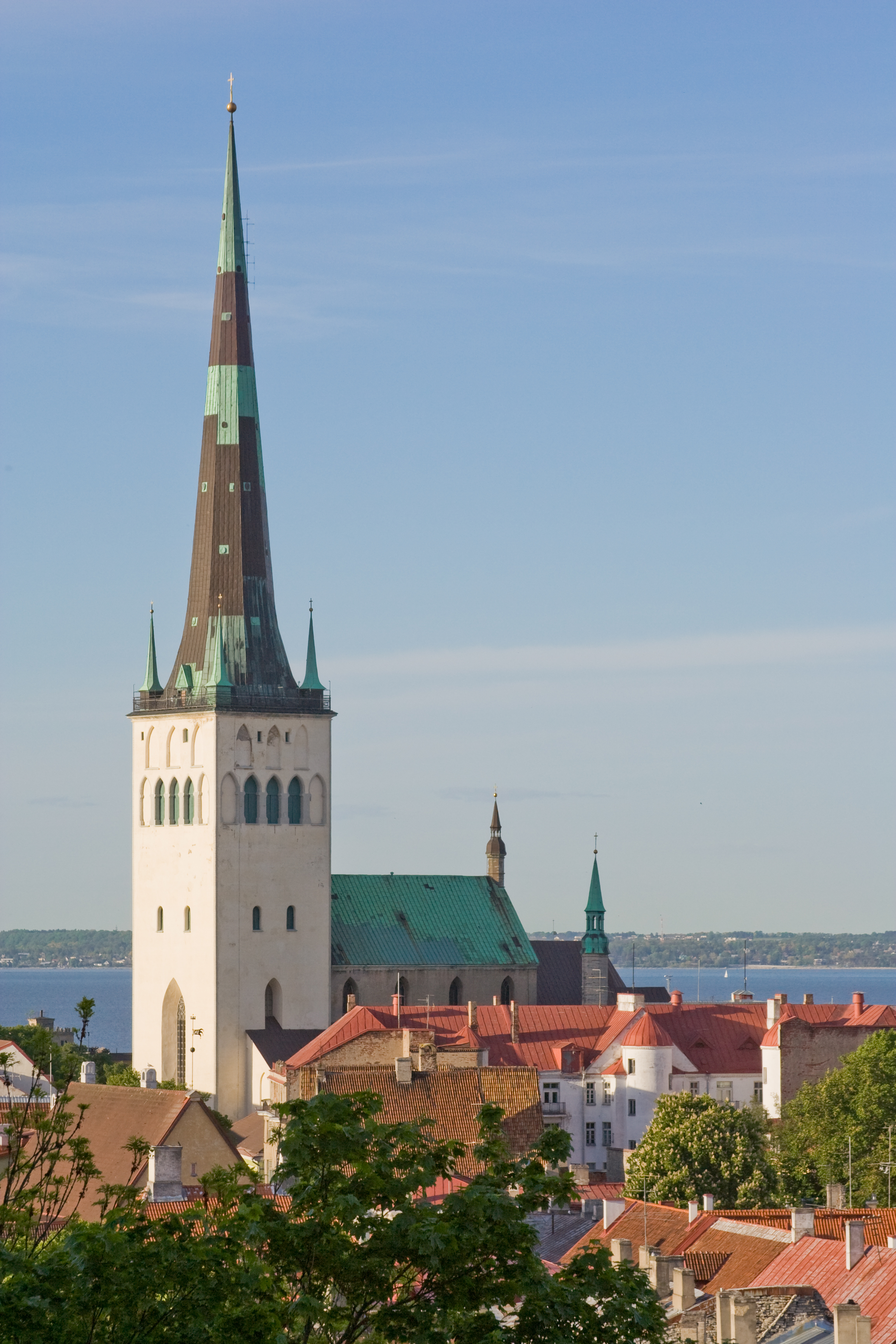
El campanar de l'església de Sant Olaf a Tallinn

Poc després de la fundació de l'ordre, els cavallers livonians havien pres una gran autonomia enfront de l'autoritat papal. El 1225, aprofitant dificultats en les quals es debat el regne de Dinamarca, envaeixen les possessions daneses situades al nord de Livònia; no vacil·len a combatre les forces col·locades sota l'autoritat del monjo Balduí d'Alna, enviat pel papa per posar ordre en aquest conflicte entre cristians.
D'altra banda els conflictes són permanents entre l'ordre dels cavallers livonians i el príncep-bisbe Albert de Buxhövden. Aquest últim considera que, en tant que iniciador i organitzador de la croada, el seu bisbat ha de rebre els dos terços de les terres conquerides. Aquest repartiment acceptat, no sense conflicte, en vida d'Albert, és qüestionat després de la seva defunció el 1229. Finalment en 1236 els cavallers livonians, debilitats per la derrota experimentada contra els lituans a Saulè, accepten un compromís: el tractat de Stensby ratifica la retallada del territori en cinc àmbits feudals. Pel que fa al territori de Letònia, els monjos soldats reben la Zemgale, la major part de la Letgàlia i de Curlàndia, així com un terç de Livònia que comprèn els territoris situats al nord del Daugava. L'àmbit de l'arquebisbe de Riga comprèn el territori situat entre el baix Gauja i el golf de Riga així com el sud de Livònia. El bisbe de Curlàndia rep territoris discontinus al voltant de Dundaga, Piltene, Aizpute i Saka mentre que l'àmbit del bisbe de Dorpat (avui Tartu) s'estén sobre una vasta regió situada a l'est de Livònia. El conjunt d'aquests àmbits forma la Confederació livoniana.
L'orde dels cavallers livonians, els efectius del qual s'havien reduït força, és unit al dels cavallers teutònics que duu a terme una missió anàloga a la de l'orde a Prússia Oriental des de 1230, combatent els prussians pagans i els lituans. Pren el nom d'Orde livonià i conserva no obstant això la seva autonomia. Aquests cavallers són col·locats sota les ordres d'un Gran Mestre que resideix a Riga i després a Cesis sobre el territori de la Letònia moderna.
L'absència d'autoritat central al si de la Confederació livoniana comporta nombrosos conflictes en el curs dels segles xiii i xiv entre els prínceps-bisbes, que tenen una part del territori i disposen de la seva pròpia xarxa de fortaleses, i l'ordee de Livònia sense que cap de les parts no arribi a guanyar-lo. Els cavallers livonians atenyen el cim del seu poder en 1345, quan el rei Valdemar III de Dinamarca, que fa front a una guerra civil, els ven la província d'Estlàndia i la ciutat de Narva. Però de resultes de la Derrota de Tannenberg, l'orde, debilitat, ha d'acceptar la implantació d'una mena de poder central el 1421 : la dieta de Livònia, que es reuneix aproximadament una vegada a l'any, ha de permetre aplanar els conflictes entre els seus membres que representen els bisbats, les ciutats i l'orde. La implantació d'aquesta institució no impedeix que continuïn els conflictes i la perpetuació d'una semianarquia sobre el territori de Livònia.

### La societat de la Livònia medieval
Al final de la conquesta, la societat de la confederació livoniana s'estructura en dues classes ben diferents; aquesta característica, relativament comú a Europa a l'Edat Mitjana, perdura fins a al segle xix a la regió. La minoria germanòfona (Deutschen, és a dir els alemanys) es troba concentrada a les ciutats i forma l'elit política, militar, comercial i religiosa. Els «indígenes» (Undeutschen, és a dir els no-alemanys) formen la pagesia i les classes socials inferiors de les ciutats. Un corrent d'emigració constant vingut d'Alemanya ve a engreixar els efectius de comerciants i d'artesans instal·lats a les ciutats, però el camp, a les terres massa pobres, es deixa als indígenes que preservaran així llur llengua i llur cultura
Amb una estimació de prop de 150.000 persones abans de la croada, la població d'Estònia cau a 100.000 persones al final de la conquesta. Remuntarà a 200.000 al principi del segle xiii i a més de 250.000 al bell mig del segle xiv.
Les viles, que estan fortificades, són fundades sovint per l'ocupant al damunt d'antics oppida indígenes. Inicialment són els llocs on es concentren els poders polític i religiós, però ràpidament s'hi desenvolupen l'artesania i el comerç: Tallinn a partir de 1285, Tartu, Viljandi (Fellinn en alemany) i la segona Pärnu (Pernau en alemany) al segle xiii, s'adhereixen a l'associació de viles comercials de la Hansa. Aquestes viles són essencialment fondes a les rutes comercials que comuniquen d'una part, la Rússia exportadora, normalment de pells, cera i mel i importadora de sal, vi, articles de luxe i peces de llana, i d'altra banda, Escandinàvia i Europa Occidental. El mercat local exporta sègol. Els comerciants s'organitzen en gremis, poc oberts als indígenes. Les viles seran de grandària modesta: al segle XV Tallinn, la ciutat més gran de la regió, té menys de 8.000 habitants, Tartu menys de 6.000 i Narva (Narwa en alemany) 700.

### La vida cultural i religiosa

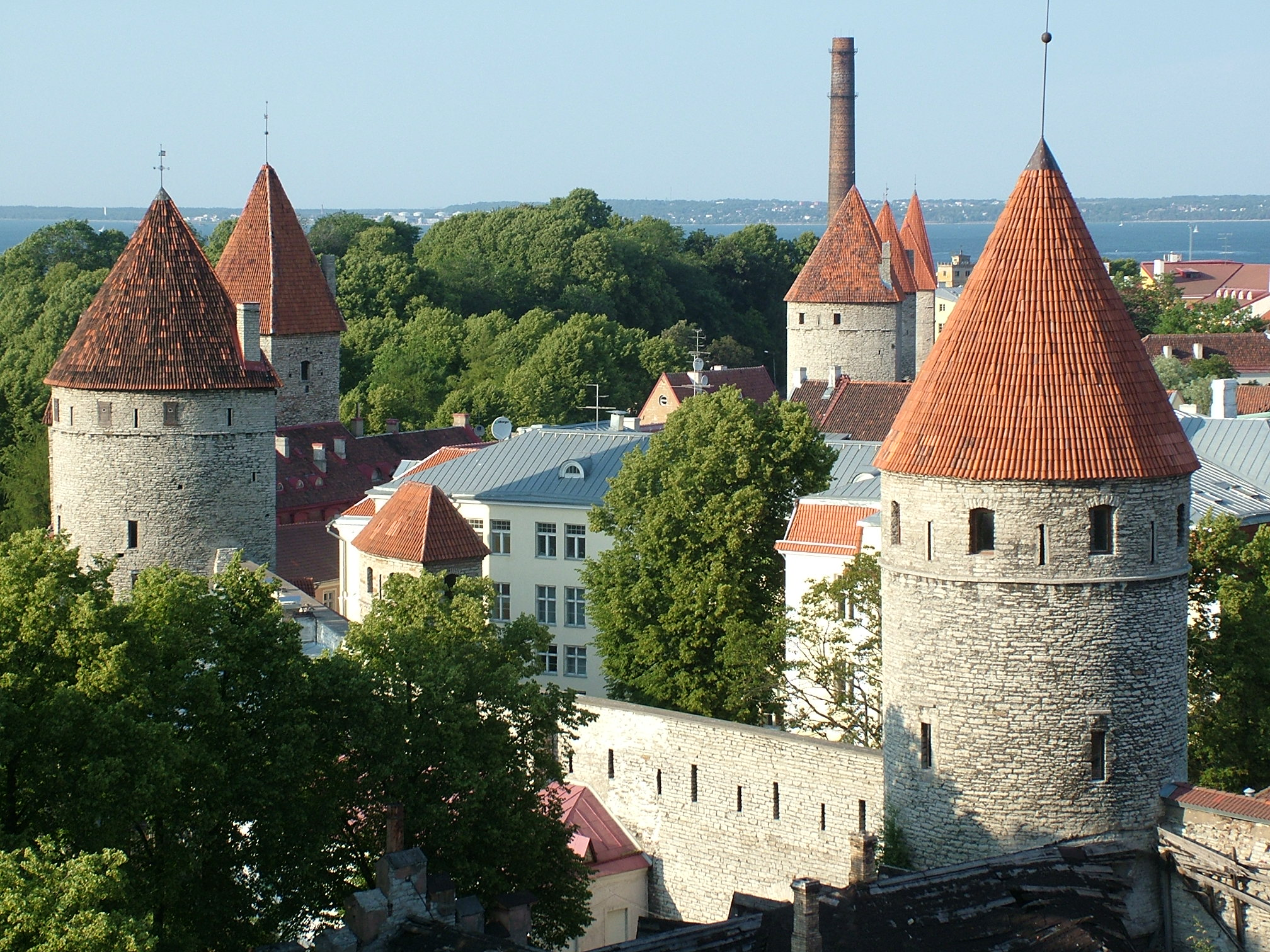
Tallin ha conservat les seves muralles del, que es remunten a l'època de la conquesta

La creació artística de l'època respon essencialment a objectius religiosos. Els edificis que subsisteixen d'aquest període són propers a les construccions alemanyes contemporànies. Són edificis simples que poden ser elegants com a Sant Olaf a Tallinn o Sant Joan a Tartu, generalment concebuts per artistes originaris d'Alemanya. Els edificis de pedra són poc nombrosos: edificis religiosos, convents i castells de l'orde així com alguns edificis civils en particular a la ciutat de Tallinn. Els escrits de l'època, dels quals no en resta pràcticament res, són en llatí i per als usos quotidians en baix alemany.
La cristianització de les poblacions es produeix molt progressivament i subsistiran rastres de paganisme durant molt de temps en la pràctica religiosa, com ara el culte del llamp encara practicat al segle xix. Es realitza un sincretisme a través del culte a sants. En canvi, la pràctica de la cremació és ràpidament abandonada. El clergat catòlic, originari de manera inicial dels països escandinaus, és reclutat a partir del segle xiv a Alemanya i ve a engreixar la classe dominant germanòfona. Al començament del segle xvi el territori compta amb tres bisbats, el poder temporal dels quals s'exerceix en àmplies porcions del territori i 97 parròquies. Els ordes religiosos (cistercencs, dominics, augustinians) s'apoderen de vastes extensions al segle xiii.
La Reforma Protestant, que apareix a Alemanya el 1517, és adoptada des del 1523 a Tartu. L'oposició d'una part del clergat i de l'ordre de Livònia és ràpidament escombrada per un poderós moviment de la població, profundament exasperada pels abusos de l'Església: per tot arreu, les relíquies i les imatges santes presents als edificis religiosos són destruïdes mentre que els ordes religiosos són obligats a anar-se dels convents i els monestirs. Sobre el conjunt del territori, entre 1524 i 1525, el nou dogma s'imposa a les ciutats i després guanya el camp en els decennis que segueixen. La dieta de Livònia adopta oficialment la Reforma el 1533, però els bisbats continuaran sent catòlics fins als anys 1560. La nova religió, que insisteix en l'accés dels cristians a la paraula de Déu, suscita l'aparició dels primers escrits en estonià. Un recull d'oracions, redactat en les tres llengües indígenes, entre les quals l'estonià, és així imprès a Lübeck el 1525, però cap Bíblia no serà traduïda en aquesta època.

### La condició camperola

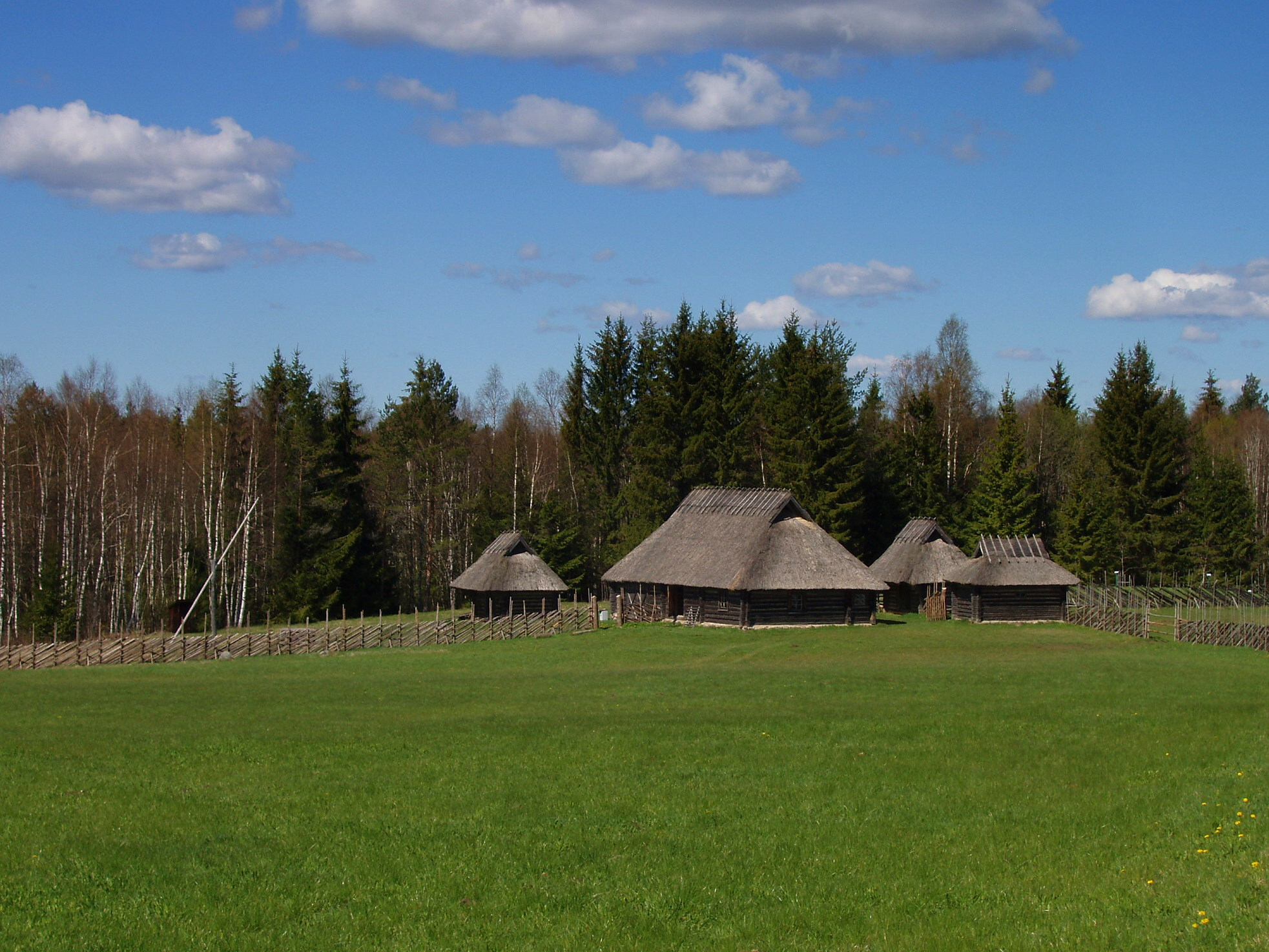
Casa rural tradicional a Estònia fins al final del

Al segle xv apareixen els üsksjalad, propietaris de parcel·les modestes. La condició de la pagesia es degradarà progressivament del segle xiii al segle xv. Els modes de conreu progressen amb l'adopció de la rotació de conreus triennal però les eines agrícoles continuen sent iguals. El nombre i el poder dels grans terratinents (els mõisnik), majoritàriament d'origen germanòfon, augmenten progressivament al medi rural: acaparen les terres tot multiplicant les servituds feudals. Els comerciants de les ciutats mantenen un monopoli sobre el comerç que priva de fonts d'ingressos la pagesia de les costes i de les illes. L'esclavitud desapareix progressivament però globalment l'estatut del pagès es degrada. La pagesia és subdividida en diverses categories : els petits vassalls (maavabad), sens dubte descendents dels antics caps locals, eximits de taxes feudals, els llauradors que formen el cos principal de la classe camperola i els pagesos sense terra i jornalers. Al segle xvi apareixen els üsksjalad, propietaris de porcions modestes de terreny. La condició dels pagesos fou fixada en el moment de la conquesta per acords que preserven alguns dels drets dels indígenes, sobretot la seva presència en les instàncies judicials. L'estatut atorgat és més favorable a l'illa de Saaremaa, ràpida en la revolta, que als primers territoris conquerits al sud de l'Estònia actual. Però progressivament les corvees i sobretot el delme, a causa del poder eclesiàstic, esdevindran tan pesades que provocaran la revolta camperola anomenada «de Sant Jordi» en 1343- 1345, que constitueix avui un dels mites fundadors d'Estònia. Aquesta revolta esclata, sembla, de manera espontània a la regió de Tallinn, on els grans propietaris predials, menys controlats pel seu senyor feudal danès, imposen una càrrega particularment pesat sobre la pagesia. Els insurgents cremen els casals i les esglésies, massacren els propietaris després posen setge a Tallinn i criden en el seu ajut els suecs i els russos de Pskov. Aquests últims intervenen massa tard, mentre que el gruix de la revolta ja ha estat esclafat. Una última flamerada de revolta esclata a Saaremaa, que no és recuperada pels cavallers livonians fins a la primavera de 1345. El fracàs de la revolta és seguit per la continuació de la degradació de l'estatut dels pagesos que conduirà a l'aparició del servatge a la fi del segle xvi. Per eludir una condició cada vegada més miserable, certs pagesos es van del camp i s'instal·len en les ciutats, o fugen cap als països veïns.

### Una situació de conflicte permanent amb Lituània i Rússia
Els cavallers, durant tota l'existència de Livònia, estan de manera periòdica en conflicte amb Lituània i els principats russos, ja que, animats per l'esperit de les croades, no han renunciat a convertir a la fe catòlica les poblacions paganes o cismàtiques (ortodoxos). Però els Estats a què s'enfronten, més ben organitzats que les poblacions indígenes que han pogut vèncer pel passat, resisteixen i progressivament els passen per damunt. Sortosament per als cavallers, la invasió del territori rus per part de l'Horda d'Or, a partir de 1237, immobilitza el gruix de les forces russes sobre un altre front durant una gran part del període. Tanmateix, aquestes guerres incessants debiliten progressivament l'Estat livonià de manera tal que, per reduir els riscos d'una revolta, els cavallers prohibeixen que els pagesos estonians portin armes, el que limita les forces que els cavallers poden mobilitzar. Els cavallers de l'orde no són més que alguns centenars i, en haver fet vot de celibat, han de reconstituir regularment llurs efectius, que amb prou feines poden reclutar en terra alemanya.
El 1236, els cavallers són severament derrotats pels lituans a la batalla de Saule. El 1242 té lloc la batalla del Llac Peipus. La derrota dels cavallers teutònics, tanmateix ajudats de forces auxiliars estonianes enfront dels exèrcits d'Alexandre Nevski, príncep del Principat de Nóvgorod fixa durant segles la frontera entre el catolicisme i l'ortodòxia. Les forces lituanes aconsegueixen penetrar moltes vegades (1260, 1263, 1270) en profunditat al territori livonià, que és saquejat en cada incursió. Els combats són igualment incessants amb els principats russos que no accepten la presència dels alemanys sobre les costes de la Bàltica, atès que s'imposen com a intermediaris en els seus intercanvis comercials amb l'exterior. Els russos aconsegueixen de vegades penetrar en profunditat a Livònia com el 1323 on només la fortalesa de Tallin resisteix al seu assalt. El 1481, després d'un raid de l'orde sobre el territori rus, el gran duc Ivan III de Moscou, d'ara endavant senyor feudal del principat de Novgorod, envaeix Livònia i la saqueja durant un mes sense trobar resistència. Fa edificar la fortalesa d'Ivangorod davant el castell de Narva. El 1494, fa tancar la factoria hanseàtica de Nóvgorod i envia a presó els comerciants livonians. El 1501, davant l'amenaça russa, els cavallers s'alien amb els lituans i baten el seu enemic prop de Pskov, el que els procura un respir de cinquanta anys.

## Les guerres de Livònia (1558-1710)
Durant aquest període que va de 1558 a 1770 els conflictes, que porten a l'explosió de la Confederació livoniana, ocupen 70 anys per 82 anys de pau i destrossen la regió. Les elits locals perden el seu poder polític en benefici dels grans estats veïns que augmenten de poder. Aquests trastorns se superposen amb canvis importants al si de la societat: la implantació del protestantisme, els primers escrits en estonià i la fundació de la primera universitat.

### El desmantellament de Livònia (1558-1561)

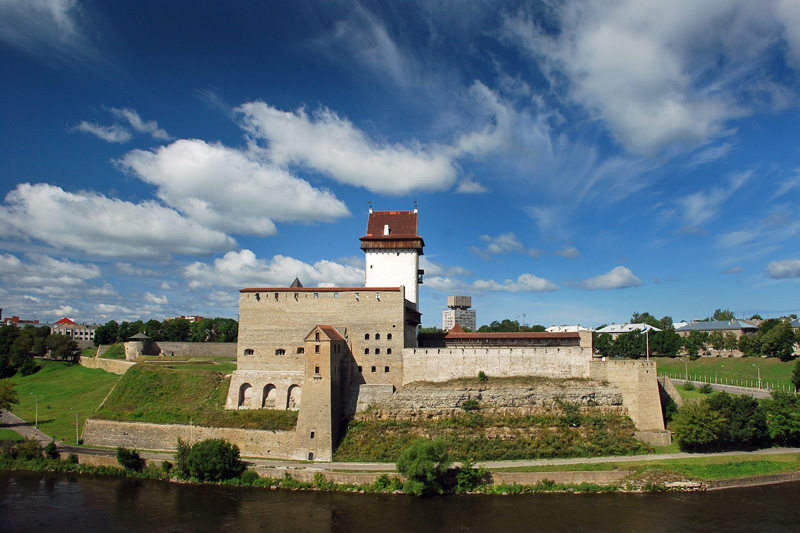
La fortalesa de Narva ha estat el testimoni de nombrosos conflictes amb els russos

El 1539, Livònia expulsa els venedors russos de les seves ciutats. Els gremis intenten així lluitar contra el declivi de la seva activitat instituint un monopoli sobre les rutes comercials que passen per la regió i posen en comunicació Rússia, completament rodejada, amb l'Europa occidental. Però el 1547, Ivan IV El Terrible arriba al tron a Moscou amb la voluntat de reforçar el poder de Rússia i d'estendre el seu territori. La seva victòria sobre les tribus mongoles que havien tingut molt de temps el país sota el seu jou és completa amb la presa de Kazan el 1552 i d'Astracan el 1556 i permet a l'exèrcit rus el 1558 de prendre l'ofensiva al nord i d'envair Livònia amb el pretext de deutes impagats; Narva i després Tartu són conquerides. L'exèrcit livonià ataca llavors Pskov la qual cosa permet obtenir una treva. Els combats es reprenen el 1560: l'ordre livonià, dirigit pel seu gran mestre Gotthard Kettler, experimenta una derrota decisiva a Ergeme (Hârgmäe) prop de Viljandi. El setembre del mateix any, es produeix una revolta camperola, la primera des de la de Sant Jordi, a Hrjumaa i el Läänema però és reprimida en el transcurs de l'hivern. Kettler demana l'ajuda de Polònia-Lituània dirigida llavors per Segimon II August per combatre l'invasor rus mentre que la burgesia d'Estlàndia es gira cap al rei de Suècia Eric XIV. Aquest desembarca reivindicant les antigues possessions daneses sobre el continent i encalça els lituano-polonesos de Toompea. El novembre de 1561 el Tractat de Vilnius ratifica la partició de Livònia: el Bisbat de Saare-Lääne torna al regne de Dinamarca, la regió de Tallin esdevé sueca, mentre que el sud de Livònia és unit a Polònia-Lituània. Aquesta última crea dos ducats sobre aquest nou territori : la Livònia a cavall de la frontera sud de l'Estònia moderna, que té com a cap de districte Riga; el Ducat de Curlàndia, que engloba la Curlàndia i la Semgàlia. El mestre de l'orde dissolt, Gotthard Kettler, es posa al capdavant del ducat de Curlàndia. Els russos conserven provisionalment Tartu i Viljandi.

### L'augment de poder de Suècia (1563-1661)
Els combats es reprenen poc després (1563) entre Suècia, d'una banda, i Dinamarca d'altra banda, aliat amb Polònia-Lituània. La Pau de Stettin el 1570 permet a Suècia recuperar el bisbat de Saare-Lääne. Fins al 1917, el territori així ampliat i mantingut per Suècia portarà el nom d'Estland. Els combats es reprenen el mateix any entre Suècia i Rússia. Els russos aconsegueixen moltes vegades envair el territori ocupat pels suecs però fracassen davant Tallin malgrat dues seus el 1570-1571 i 1577. La Polònia-Lituània, governada a partir de 1576 per Esteve Bathory I, ataca els exèrcits russos mentre que el general Pontus de La Gardie, mercenari al servei de Suècia, aconsegueix fer fora definitivament els russos. Per la pau d'Iam Zapolsk (1582) Ivan el Terrible reconeix la derrota de les seves tropes i els drets de Polònia-Lituània sobre Livònia. La guerra es reprèn entre russos i suecs el 1590. Rússia, presa del caos des de la mort d'Ivan el Terrible, ha de reconèixer pel tractat de Täyssinä (1595) els drets de Suècia sobre Estland. Aquest acord serà confirmat pel tractat de Stolbova signat el 1617 pel nou sobirà rus Miquel I de Rússia. Suècia i Polònia-Lituània després d'una treva que dura fins al 1600, reprenen les armes. La noblesa germanòfona de Livònia, que havia estat en part desposseïda dels seus béns pel nou ocupant, pren partit per Suècia. Després de combats indecisos entretallats amb armisticis, els exèrcits suecs guanyen. Segons el Tractat d'Altmark (1629) signat entre els dos bel·ligerants, pràcticament tota la Livlàndia passa sota el control de Suècia. Curlàndia continua sent lituano-polonesa. El 1643, un nou conflicte permet a la Suècia victoriosa de recuperar l'illa de Saaremaa pel Tractat de Brömsebro (1645). La Primera Guerra del Nord esclata entre Suècia i Polònia-Lituània el 1656 i es desenvolupa en gran part sobre el territori de l'actual Estònia. Suècia, que la mena, veu confirmada per tractats signats el 1660 (tractat de pau d'Oliwara amb Polònia Lituània) i 1661 (tractat de pau de Kärde amb Rússia) la seva hegemonia sobre els territoris que té sobre la riba sud de la Bàltica incloent-hi l'Íngria i l'emplaçament de la futura capital russa Sant Petersburg.

## L'era sueca (1595-1710)

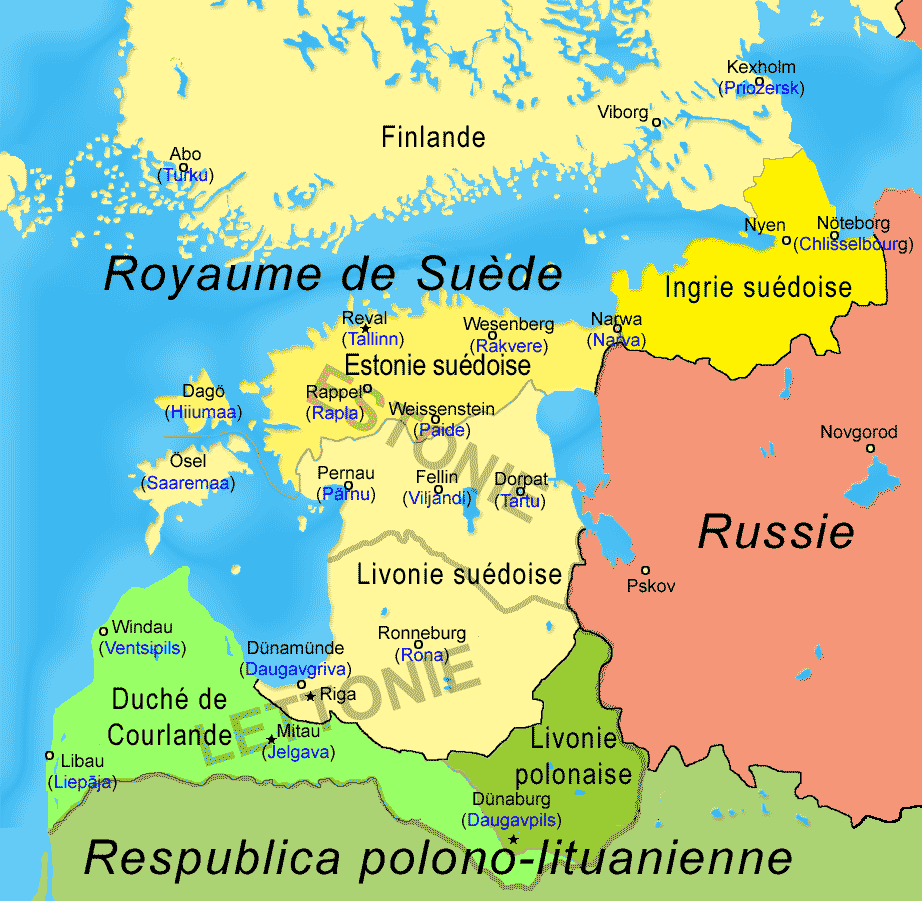
Sota el domini suec

### Les divisions administratives
El territori de Letònia és d'ara endavant pràcticament controlat del tot pel regne escandinau i per primera vegada col·locat sota el control d'un poder polític únic. En l'aspecte administratiu, la regió és dividida en tres entitats amb estatuts molt diferents : al nord, el ducat d'Estònia té com a capital Tallin i comprèn 4 maakonnad: el Harjumaa, el Järvamaa, el Läänemaa i el Virumaa. Narva és separat d'aquest conjunt i esdevé la capital d'Índria. La província de Livònia al sud té com a capital Tartu, després Riga i comprèn 4 districtes, dos dels quals, Tartu i Pärnu, apleguen els parlants estonians (designats amb el terme d'Esthen), els dos districtes del sud que apleguen els parlants letons se situen sobre el que constitueix avui el territori de Letònia. Finalment, l'illa de Saaremaa constitueix una tercera entitat, a voltes governació, a voltes possessió personal del rei de Suècia.

### Creixement demogràfic i corrents d'immigració
La població, víctima d'aquests conflictes quasi permanents així com de la fam i de les epidèmies que els acompanyen, és d'uns 150.000 habitants cap al 1640. La recuperació demogràfica és ràpida i cap a 1690 el seu nombre oscil·la entre 350.000 i 400.000 habitants al territori d'Estònia, o sigui el 10% de la població del Regne de Suècia. Aquest creixement de la població està en part vinculat a l'arribada d'immigrants que venen a repoblar els territoris despoblats pels diferents conflictes i responen així de vegades a la crida de les autoritats : venen de Finlàndia, Rússia, Curlàndia i Lituània. En general, els nouvinguts acaben per fusionar-se amb la pagesia estoniana. Tanmateix, una comunitat de russos vell-creients, empaitats al seu país, venen a colonitzar les ribes del llac Peipous i conserva fins avui la seva llengua i la seva cultura. Els comerciants i artesans russos s'instal·len en les ciutats. El creixement demogràfic és interromput per la Petita Edat de Gel que comença en aquesta època i provoca una degradació climàtica catastròfica el 1695-1697 : de les pluges diluvianes i un fred persistent comportaran l'aparició de la fam, acompanyada d'epidèmies de tifus i de disenteria que fa perir un 20% de la població.

### El nou poder dels barons bàltics
El poder de la classe dominant germanòfona descendent de l'orde de Livònia surt fortament reforçada d'aquesta sèrie de conflictes. Els que es diuen d'ara endavant els barons bàltics (en alemany es coneixen amb el terme de Balten «bàltics» o Deutschbalten « bàltics alemanys» o Balstischer Adel « noblesa bàltica» per distingir-se de les pleballes), reben la recompensa del seu suport a Suècia amb variants segons les regions administratives : molt favorable a Estònia, que es va unir molt aviat a la corona sueca, una mica menys a Saaremaa on les terres confiscades són en part conservades per la corona sueca i en Livònia integrada més tardanament. En aquestes tres regions els barons bàltics es beneficien d'un estatut jurídic privilegiat (Ritterschaft, literalmen "títol de cavaller"); els assumptes corrents són d'ara endavant administrats per consellers territorials (Landräte, literalment "administradors de districte") escollits entre els barons bàltics. Els representants formen una dieta regional que es reuneix cada tres anys a Tallin per a l'Estònia i Riga per a la Livònia. Els poders del governador suec són essencialment fiscals i militars. Les lleis sueques no s'apliquen. Les institucions establertes, que donen els plens poders als barons bàltics, es mantindran fins al 1917.

### Degradació de la condició dels pagesos i estancament de les ciutats
Malgrat l'absència d'evolució de les pràctiques agrícoles, les províncies bàltiques contribueixen a proveir Estocolm, el que els val el sobrenom de «graner de Suècia». El nombre de mõisad, aquests grans terratinents generalment germanòfons, ateny el miler al territori d'Estònia i gràcies als poders augmentats atorgats a la noblesa bàltica, aquests s'apropien de noves terres agrícoles expulsant o esclavitzant els pagesos fins aleshores propietaris. La concentració de les terres té com a conseqüència la desaparició de pobles i porta a un hàbitat rural dispers. L'estatut de la majoria dels pagesos és modificat per reglaments promulgats en 1645 a Estònia i el 1671 i 1688 en Livònia : el pagès és d'ara endavant un serf destinat a la terra de manera hereditària que pot ser venut amb la propietat agrícola; els càstigs corporals es generalitzen. La justícia senyorial s'imposa de cara a una administració sueca embrionària. La fiscalitat augmenta : entre el 50 a 80% dels ingressos dels pagesos tornen a la noblesa local i a la corona. Malgrat aquesta degradació de la condició camperola, les revoltes són de feble amplitud. El poder suec intervindrà tanmateix a partir dels anys 1670 per frenar i invertir aquesta evolució de l'estatut del pagès.
A les viles d'Estònia els costa de refer-se dels conflictes, dels quals elles mateixes en van ser víctimes sovint, car el territori d'Estònia es troba, mentrestant, a una certa distància dels principals centres comercials. La població urbana no arriba al 6% del total en 1700. La vila més gran és Tallinn, que amb 11.000 habitants és la tercera ciutat del regne suec després d'Estocolm i Riga, però la més dinàmica és Narva, que es converteix en el centre comercial del Golf de Finlàndia. Les primeres indústries s'instal·len a Narva i Tallinn.

### Alfabetització del camp i influència cultural alemanya

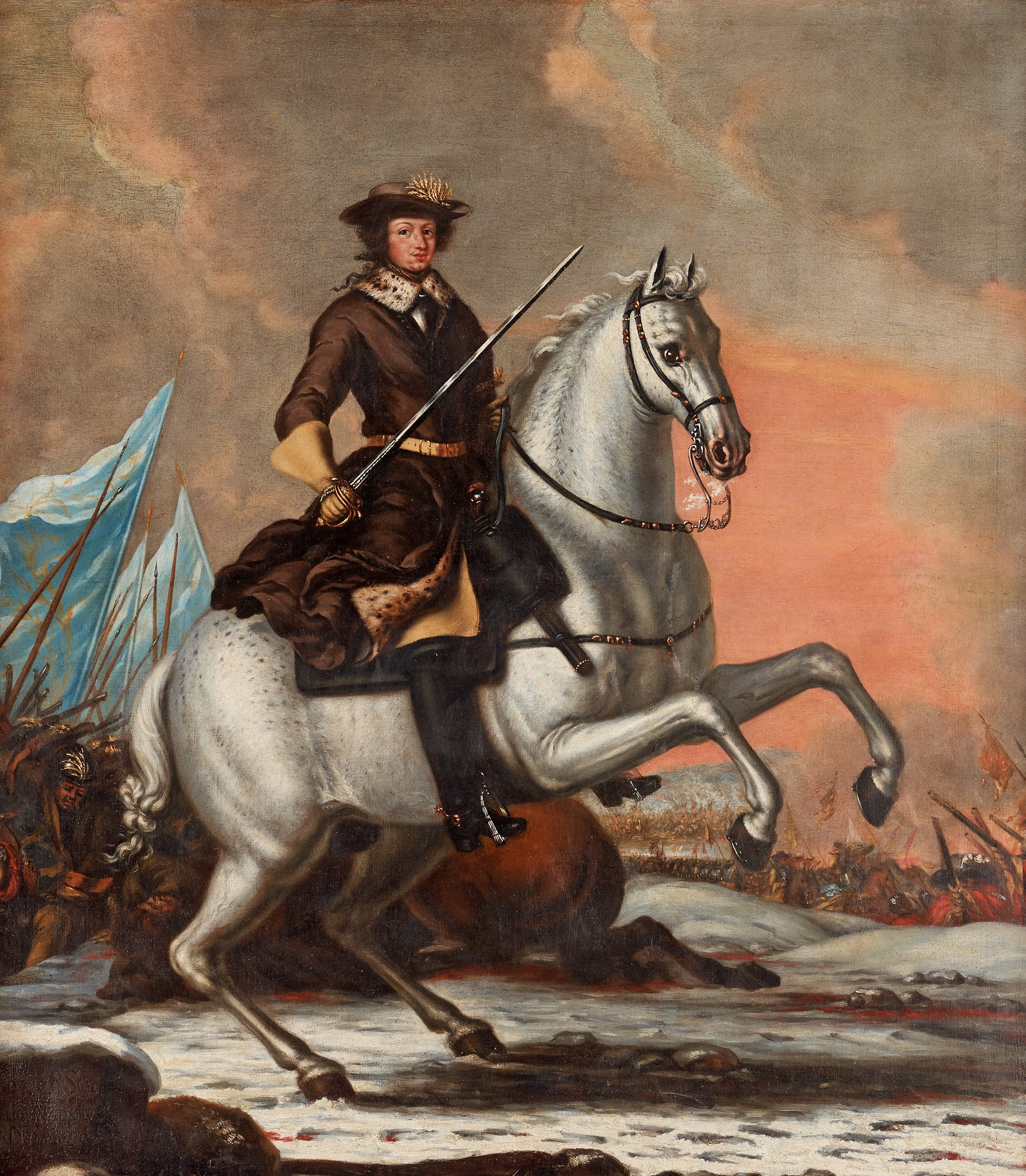
Carles XI de Suècia, reformador, intenta millorar la sort dels pagesos estonians

Les Esglésies continuen jugant un paper major en l'evolució cultural. El poder suec s'interessa de prop per la promoció del protestantisme en aquesta regió al límit de les terres catòliques (Lituània) i ortodoxos (Rússia). Els dos bisbats, Tallin i Riga, que subsisteixen sobre el territori després d'una reorganització pels nous dirigents, reben durant aquest període dels titulars suec dues excepcions. Polònia-Lituània havia intentat, quan encara tenia Livònia (1561-1629), portar al catolicisme la població convertida a l'Església Reformada. En aquest context els jesuïtes, actors principals de la contrareforma, havien fundat el 1583 a Tartu una escola de traductors i un establiment d'ensenyament secundari i després, el 1595, un col·legi d'ensenyament superior encarregat de formar els sacerdots i els quadres administratius. Després de la presa de la ciutat pels suecs el 1625, els jesuïtes són expulsats i l'escola és posada al servei del clergat luterà. El sobirà suec Gustau II Adolf eleva el 1632 el col·legi de Tartu al rang d'universitat. Es tracta en aquell temps de la segona universitat de Suècia després de la d'Uppsala. Fins a la seva dissolució per Rússia el 1710, funcionarà de manera discontínua a conseqüència dels conflictes militars i dels problemes financers i formarà en total 1706 estudiants futurs pastors i juristes sobretot suecs i germanòfons. En aquesta època, la llengua estoniana es barreja amb l'alemany. L'estructura de la frase es calca de la d'aquella llengua. Els verbs amb partícula separable fan llur aparicio, a imatge i semblança del que existeix a les llengües germàniques. Al final d'aquest procés, entre un 15 i un 20% del vocabulari ha estat manllevat de l'alemany.

### Les reformes de Carles XI
El rei Carles XI de Suècia, arribat al poder el 1660, vol establir un Estat fort sobre el model de l'Estat francès. En les seves possessions bàltiques, aquesta nova política es tradueix en el reforçament del poder reial en detriment de les elits germanòfones i per un alleugeriment de la condició dels pagesos per tal d'evitar les revoltes. A partir de 1680, el poder suec s'apropia de tots els àmbits dels quals els amos alemanys no tenen títol de propietat en bona i deguda forma (Güterreduktion), tal com s'havia fet abans a Suècia. Les confiscacions són més importants a Livònia; sobre el conjunt del territori, el 54% dels béns dels mõisad són lligats a la corona sueca però contràriament a Suècia es deixa als antics propietaris l'ús de les seves terres. Sobre les terres confiscades, els pastors abans designats per la noblesa són d'ara endavant designats pels representants del sobirà suec. El servatge hi és abolit per decrets passats en 1681 i 1687. Els pagesos d'ara endavant prenen part als consells provincials i poden demanar justícia devent dels tribunals reials. De cara a totes aquestes mesures les elits germanòfones, que senten el seu poder amenaçat per primera vegada en la seva història, protesten vigorosament fins a posar en marxa la dissolució de la dieta de Livònia pel poder reial el 1694. Carles XII de Suècia, que puja al tron el 1697 quan encara no és més que un adolescent, intenta en va apaivagar la noblesa revocant algunes de les mesures preses pel seu pare.

### La gran guerra del Nord (1700-1721)

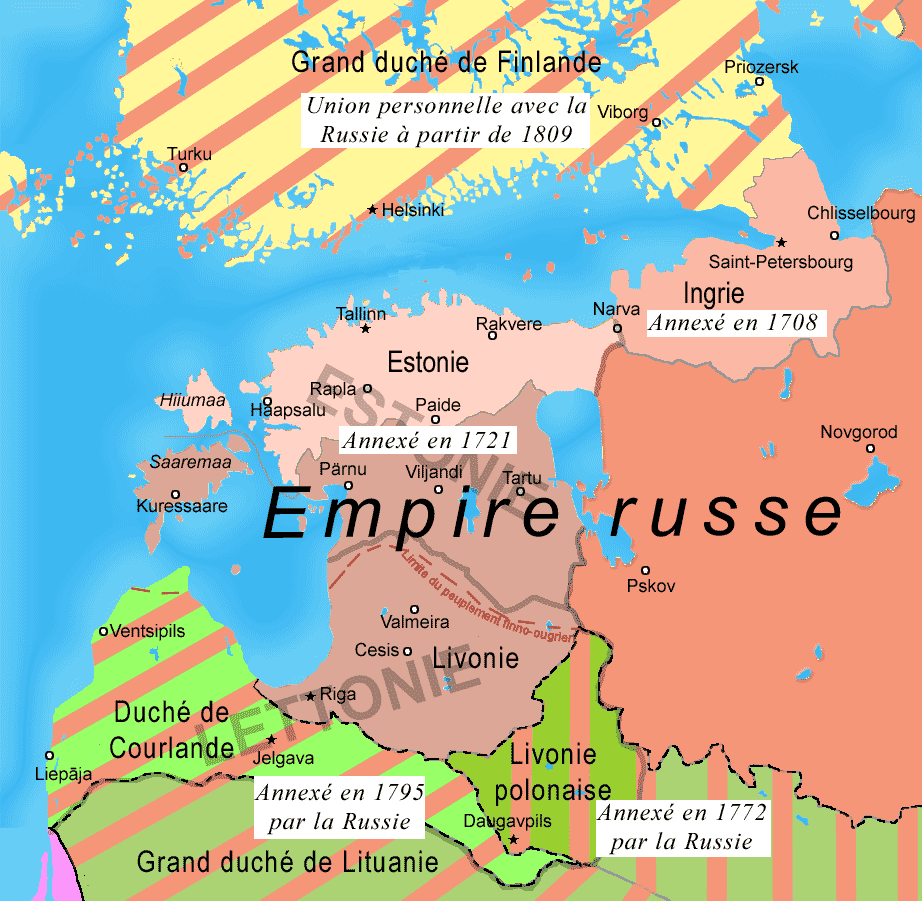
Estònia és annexionada amb Livònia a l'Imperi Rus després del Tractat de Nystad que acaba amb la Gran Guerra del Nord (1721)

Pere I de Rússia, tsar des de 1682, té grans ambicions per al seu país, que vol modernitzar obrint-lo cap a l'Europa occidental. La realització del seu propòsit requereix l'obertura d'una finestra sobre les costes de la Bàltica, que estan en aquell temps completament a les mans de la corona sueca. Aprofitarà la posició debilitada de Suècia als països bàltics. S'acorda una aliança entre Polònia-Lituània, Dinamarca, Saxònia i Rússia contra Suècia el 1699. Aquest pacte és en gran part el resultat de les intrigues del mariscal de camp bàltic Johann Reinhold von Paktul; aquest antic portaveu de la dieta de Livònia ha esdevingut portaveu dels opositors a les reformes el 1692 abans de passar al camp de Polònia-Lituània. La Gran Guerra del Nord esclata el febrer de 1700. Les tropes saxones i poloneso-lituanes penetren sobre el territori dels països bàltics pel sud però fracassen davant Riga mentre que el rei de Suècia rebutja un atac rus contra Narva. El cos d'exèrcit principal suec dirigit per Carles XII s'enfonsa a Polònia la qual cosa permet a les tropes russes penetrar a Íngria i als països bàltics mal defensats. L'exèrcit rus arrasa els camps i s'apodera de Tartu i de Narva. El sobirà suec, després d'haver vençut sobre els seus enemics a l'oest i haver-los imposat tractats de pau, es torna el 1706 contra els russos amb els que, mentrestant, havia signat un armistici. Però és completament derrotat en la batalla de Poltava a Ucraïna el 1709 la qual cosa permet a les tropes russes d'acabar la conquesta dels territoris bàltics el 1710. El conflicte prossegueix sobretot a Finlàndia. S'acaba el 1721 amb el Tractat de Nystad que confirma l'annexió de l'antiga Livònia per Rússia. Aquesta, en endavant, jugarà el paper de potència dominant, en detriment de Suècia, des del 1703, Pere el Gran endega els treballs per a la construcció de la nova capital Sant Petersburg, que reflecteix la importància del paper que jugarà la regió, d'ara endavant, per als dirigents russos.

## Estònia dins de l'Imperi Rus (1710-1917)

### El reforçament del poder de la noblesa germano-bàltica
Els nous dirigents russos no introdueixen cap modificació substancial en la regió. La noblesa germanòfona, que ha acollit favorablement el canvi de senyor feudal, retroba la posició que tenia abans de les intervencions dels dos últims sobirans suecs : des de 1710, els privilegis de les dietes de Livònia i d'Estònia són així restaurats i els béns confiscats per la corona sueca són restituïts als germanòfons. Llavors, tots els tsars fins a Alexandre II de Rússia confirmaran aquests drets i la gestió de les províncies serà completament confiada als barons bàltics que a canvi faran prova d'una lleialtat sense falla envers el poder rus. La noblesa letona subministrarà llavors nombrosos funcionaris de rang elevat als sobirans russos que, des de Pere el Gran, es basen en una elit intel·lectual i militar sovint d'origen germànic. En l'aspecte religiós i lingüístic, les autoritats russes no interfereixen amb les pràctiques locals contràriament al que passa en la resta de l'Imperi. El marc administratiu és lleugerament modificat: les províncies de Livònia i d'Estònia són dividides cadascuna en 4 districtes. Saaremaa és d'ara endavant un dels districtes de Livònia. El poder rus designa els dos governadors de les regions, generalment russos, que s'ocupen essencialment dels assumptes militars així com els responsables de les duanes i els recaptadors d'impostos. La resta de l'administració és a les mans dels barons bàltics. La llengua de l'administració i de la justícia és l'alemany mentre que la de l'exèrcit i de les duanes és el rus. Els països bàltics són protegits per una barrera duanera de la resta de l'Imperi i disposen de la seva pròpia moneda, el tàler.

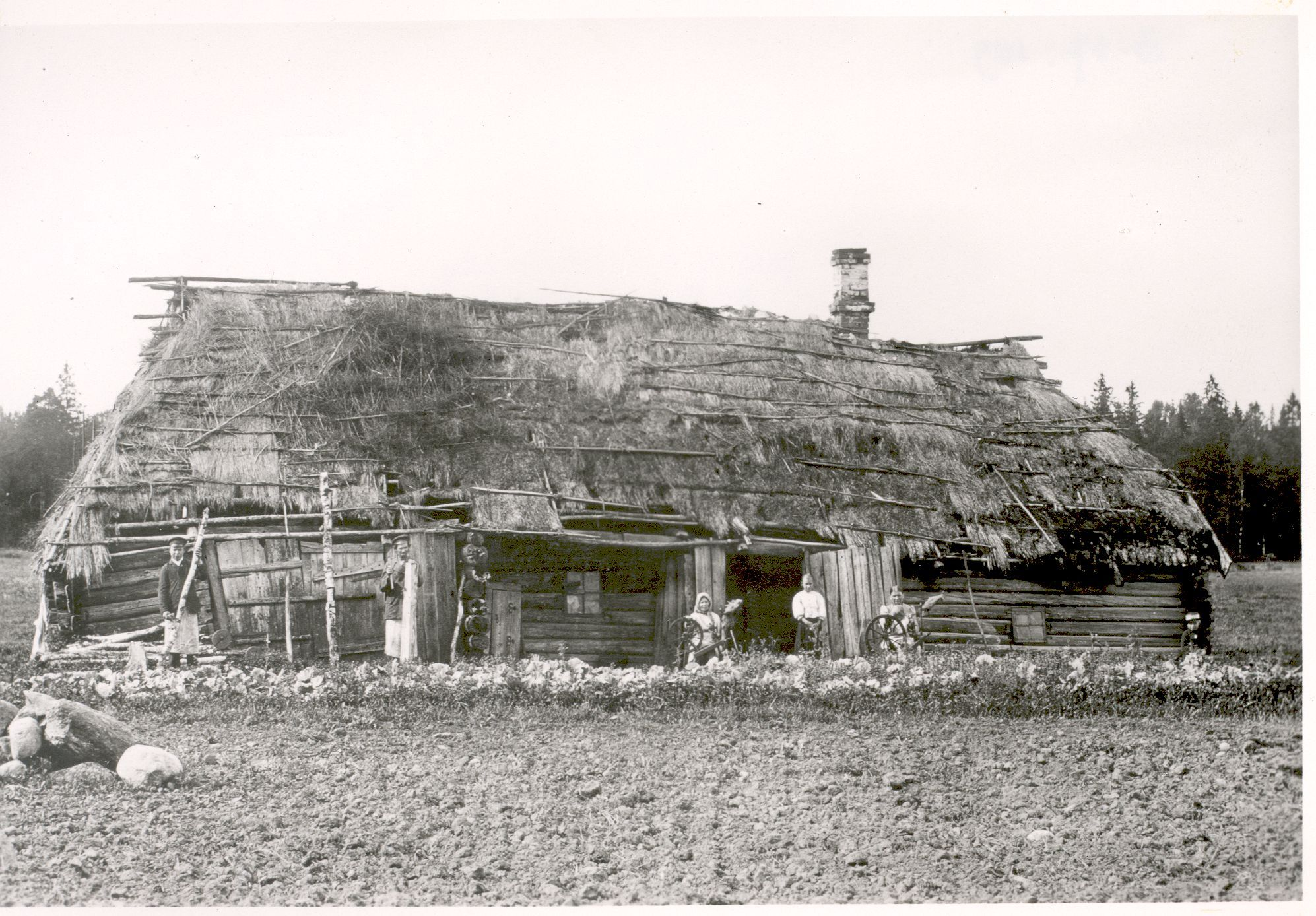
Granja al

### La condició de la pagesia alseglexviii
Aprofitant l'autonomia atorgada pel poder rus, la noblesa germanòfona reforça la seva influència sobre les terres agrícoles. Els mõisad controlats en prop d'un 90% per aquesta petita casta que reuneix aproximadament 4000 persones, o sigui 1% de la població, tenen un 81% de les terres cultivables a Livònia el 1758 i un 95% a Estònia el 1774. Com a circumstància agreujant, s'ha d'assenyalar que la part d'aquestes terres explotades per grangers instal·lats de manera permanent disminueix en benefici d'aquella treballada per simples treballadors agrícoles. Com en la totalitat de l'Europa oriental, la condició dels pagesos es degrada i cap a 1780, el servatge s'estén sobre prop d'un 96% dels pagesos estonians. Caterina II de Rússia, arriba al tron rus el 1762 amb la voluntat de modernitzar l'Imperi Rus. Tot sent sensible a les idees del Segle de les Llums, vol establir un Estat fort i centralitzat. En els Estats bàltics, que visita llargament el 1764, intenta limitar el poder de la classe dirigent germano-bàltica. L'any següent, imposa a les dietes una sèrie de reformes destinades a limitar el poder dels grans propietaris predials sobre els seus pagesos tot reconeixent a aquests certs drets. Però l'impacte de les mesures és feble a conseqüència de la resistència passiva dels terratinents i de la imprecisió dels textos. En canvi, Caterina II aconsegueix posar dempeus una xarxa relativament densa d'escoles: el 1787 n'hi ha 223 a Estònia i 275 a Livònia del nord. A la mateixa època, s'estudia la implantació d'un mig milió de pagesos alemanys a la regió, però aquests, a falta de terres disponibles i per causa de la resistència de la noblesa germano-bàltica, són instal·lats finalment sobre les ribes del Volga.
Les autoritats russes endeguen un nou conjunt de reformes durants els anys 1780, reformes que suprimeixen certs particularismes de la regió: les barreres duaneres entre aquesta i Rússia són suprimides, el tàler és reemplaçat pel ruble i els bàltics són d'ara endavant sotmesos a l'impost comú, la capitació russa. Els efectius de l'aparell administratiu augmenten fortament i es russifiquen. La retallada de la província és eliminada i un sol governador, reunint-se a Riga, dirigeix alhora Estònia i Livònia. Els propietaris fins i tot no nobles es poden d'ara endavant reunir a les dietes i en els consells municipals. Es creen tribunals per als pagesos, al costat de tribunals reservats als burgesos i als nobles. Finalment, una reglamentació limita el poder de la noblesa sobre els seus serfs.

### La influència del moviment pietista
Al començament dels anys 1700 un moviment pietista fundat a Bohèmia pel comte Nikolaus Ludwig von Zinzendorf, la predicació dels Germans moravis, s'implanta als països bàltics. Aquest moviment religiós procedent del luteranisme posa l'accent sobre l'aprofundiment de l'espiritualitat personal. S'escampa encara més fàcilment atès l'Imperi Rus es desinteressa de les creences religioses dels seus súbdits no ortodoxos i que la jerarquia religiosa luterana no s'ha assabentat de la desaparició de la seva tutela sueca. Entre 1710 i 1740 el moviment pietista pren el control del conjunt de les parròquies d'Estònia i de Livònia. El pietisme imposa la lectura de la Bíblia almenys una vegada anualment. Aquesta nova pràctica requereix doncs l'aprenentatge de la lectura per part dels parroquians. Per pal·liar l'absència de sistema d'ensenyament de l'estonià, l'aprenentatge d'aquest es fa a casa sota la conducta de pares instruïts
Els germans moravis formaran una xarxa de mestres molt eficaç: vers el 1790, entre la meitat i les tres quartes parts dels estonians saben lelgir. Paral·lelament, s'endega la traducció de la Bíblia en estonià del nord, una tasca que s'acaba el 1739; caldrà la invenció de nombrosos mots estonians per designar conceptes abstractes, amb la qual cosa es posaran les bases per a l'estonià modern; l'estonià del nord, que es beneficia de la difusió d'aquesta prestigiosa obra, pren definitivament la davantera a l'estonià del sud, fins aleshores el dominant. El 1743, la Dieta de Livònia prohibeix la predicació moràvia, que representa una amenaça, pel seu igualitarisme, contra l'ordre establert. La prohibició s'aixeca el 1764, però mentrestant el moviment religiós, presoner de dissensions internes, s'ha afeblit. Tanmateix, la influència del seu ensenyament persisteix, així com l'igualitarisme, la qual cosa permetrà la implantació ràpida de les idees democràtiques, el puritanisme, així com l'hàbit de cantar en corals. La majoria dels actors del moviment nacional estonià del segle xix sorgiran de famílies de predicadors moravis, tot i refusar un moviment del qual, amb raó, diuen que ha tractat de fer desaparèixer les tradicions seculars amb notes de paganisme.

### Els primers estoniòfils

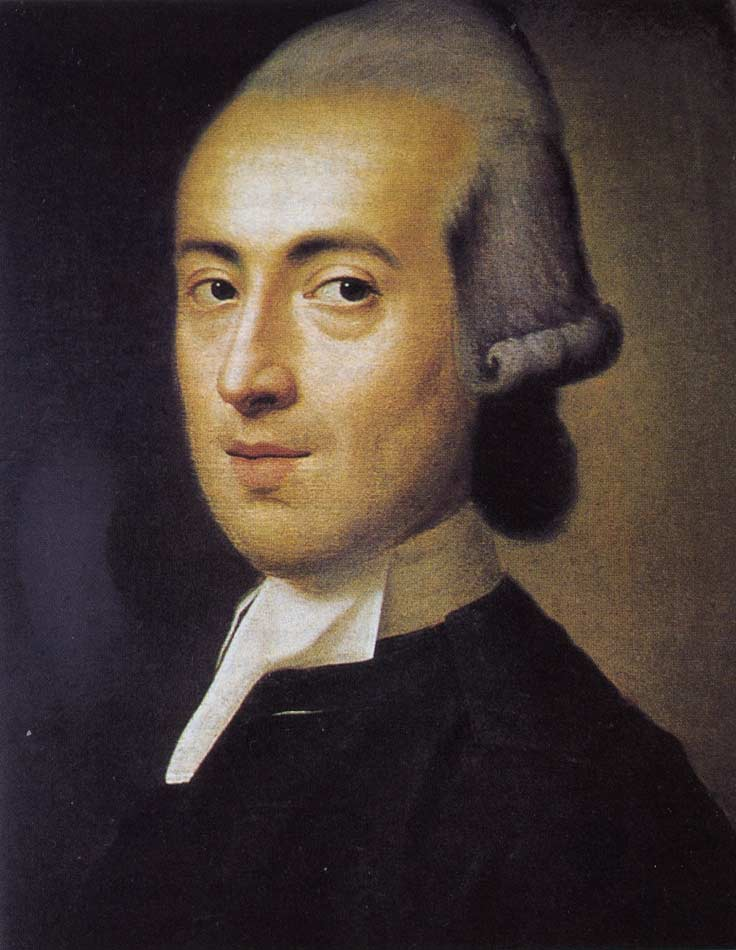
El pensament del filòsof alemany Johann Gottfried Herder va inspirar els primers estoniòfils

Algunes petites obres, que s'ocupen de temes no religiosos, comencen a ser difoses a principis del segle xviii, sobretot almanacs que barregen consells pràctics, notícies de l'Imperi i textos edificants. Reculls de contes i relats són traduïts de l'alemany i passaran en part a la tradició oral estoniana. Però l'essència de la vida cultural es desenvolupa en alemany. Malgrat l'allunyament dels grans centres culturals on es practica aquesta llengua, les idees de l'Aufklärung, l'equivalent germànic del moviment del Segle de les Llums, que va néixer en els anys 1740, afecta els països bàltics gràcies als intel·lectuals alemanys vinguts a ensenyar o treballar a la regió. Sobretot Johann Gottfried Herder, un dels pares fundadors del relativisme cultural, ensenya a Riga entre 1764 i 1769. S'interessa pels pobles bàltics en els quals veu nacions en potència, de cap manera inferiors a la nació alemanya. En el seu recull de cants populars Stimmen der Völker in Liedern (Les veus dels pobles a través dels seus cants), inclou vuit àries estonianes. Seguint el seu exemple, un cert nombre de germanòfons de la generació següent s'interessen pels pobles de la regió i publiquen assajos, com el germano-bàltic Garlieb Helwig Merkel que a la seva obra publicada el 1796 suggereix per primera vegada que aquests pobles autòctons han estat privats del seu desenvolupament natural per la conquesta alemanya, i és el primer que idealitza la societat que va precedir les croades bàltiques.

### L'abolició del servatge (1802-1830)
Les idees de la Revolució francesa de 1789 impulsen arreu a Europa un vent de reforma. A les regions bàltiques el seu efecte es conjuga amb l'ascens al tron rus el 1801 d'Alexandre I, un sobirà més obert que el seu predecessor. Poc abans, Curlàndia és annexada per Rússia de resultes del tercer repartiment de Polònia (1795). És reagrupada amb Estònia i Livònia en un conjunt batejat amb el nom alemany de Baltikum que és dirigit a partir de 1801 per un governador rus únic instal·lat a Tallin. La noblesa rural bàltica és sensible als arguments dels fisiòcrates i Jakob Georg von Berg, propietari predial il·lustrat, fa adoptar el 1802 per la dieta d'Estònia un text que institueix una reforma fonamental de l'estatut dels pagesos. El poder rus va contribuir a aquesta evolució atorgant facilitats financeres als propietaris predials sovint molt endeutats. El text adoptat reconeix al pagès l'usdefruit hereditari i perpetu de les terres que cultiva en la mesura que compleixi amb les obligacions feudals envers el seu amo. Crea a nivell del vald (cantó), tribunals locals en els quals es reuneixen tres jutges (un representant dels propietaris i dos representants dels pagesos). La dieta d'Estònia adopta el 1804 un text encara més liberal que defineix un barem de les obligacions dels pagesos sobre una base objectiva.
Però els textos que alliberen veritablement la pagesia del servatge no són adoptats més que el 1816 per a Estònia i el 1819 per a Livònia. Aquestes lleis institueixen assemblees camperoles a nivell de les vallads escollides per la petita minoria de pagesos que ha pogut accedir a la propietat; l'assemblea està encarregada de regir les relacions del conjunt de la comunitat camperola amb la noblesa predial (contractes d'arrendament) i amb l'Estat (impostos, reclutament militar) així com d'administrar sobretot l'escola i l'assistència als desproveïts. A conseqüència de la fi del servatge, els estonians, que fins aleshores eren designats pel nom de la granja en la qual treballaven, reben un cognom, sovint amb reminiscències alemanyes. Es preveu un període de transició d'una desena d'anys, i és només cap a 1830 que els pagesos obtenen el dret d'anar-se de la terra que treballen per instal·lar-se en un altre lloc. La noblesa rural conserva un poder important : és ella que convoca les assemblees, en controla els comptes; sempre és autoritzada a aplicar càstigs corporals quan els contractes no són respectats. Però el descontentament de la pagesia persisteix, ja que la terra és sempre la propietat de la noblesa predial i les condicions dels contractes d'arrendament, sovint més curts, s'han endurit més aviat. Els pagesos intenten aprofitar la seva llibertat per anar a veure en un altre lloc, sobretot a Rússia on són autoritzats a desplaçar-se a partir de 1863. En 1845-1848, els pagesos, persuadits equivocadament que el tsar atorgarà terres als seus súbdits ortodoxos, es converteixen a aquesta religió. Havent-se adonat del seu error, no són autoritzats a tornar a la seva antiga fe i donen així a llum una minoria religiosa que s'ha perpetuat fins avui. Una reforma agrària, definida per representants de la noblesa rural liberal i dels representants del tsar, és promulgada el 1849 i és aplicada entre 1856 i 1865: permet als grangers recomprar les seves terres però pocs se n'aprofiten, ja que les condicions no són avantatjoses. El descontentament de la pagesia és a l'origen de nombrosos incidents; el més cèlebre és la guerra de Mahtra (1858), en el qual les tropes obren foc contra la multitud que s'estava manifestant: 10 pagesos són morts i es dicten 60 condemnes a mort però seran convertides en penes de flagel·lació o de deportació a Sibèria.

### El despertar nacional estonià alseglexix
El despertar del sentiment nacional estonià és un procés molt gradual que es desenvolupa al llarg de tot el segle xix. Durant la primera meitat d'aquest segle, la qüestió de la identitat nacional és absent de les preocupacions de la majoria dels estonians. No hi ha llavors ni classe mitjana ni vida intel·lectual pròpiament estoniana; la cultura germànica constitueix la referència mentre que les qüestions del servatge i de l'accés a la propietat predial monopolitzen les lluites dels indígenes: els pagesos estonians estan d'altra banda llestos per emigrar o per convertir-se a una fe estrangera per tal de millorar la seva sort. L'impuls inicial ve paradoxalment dels germano-bàltics. La reobertura en 1802. de la Universitat de Tartu (Dorpat en aquell temps), tancada des de 1711, contribuirà al desenvolupament del corrent estoniòfil.

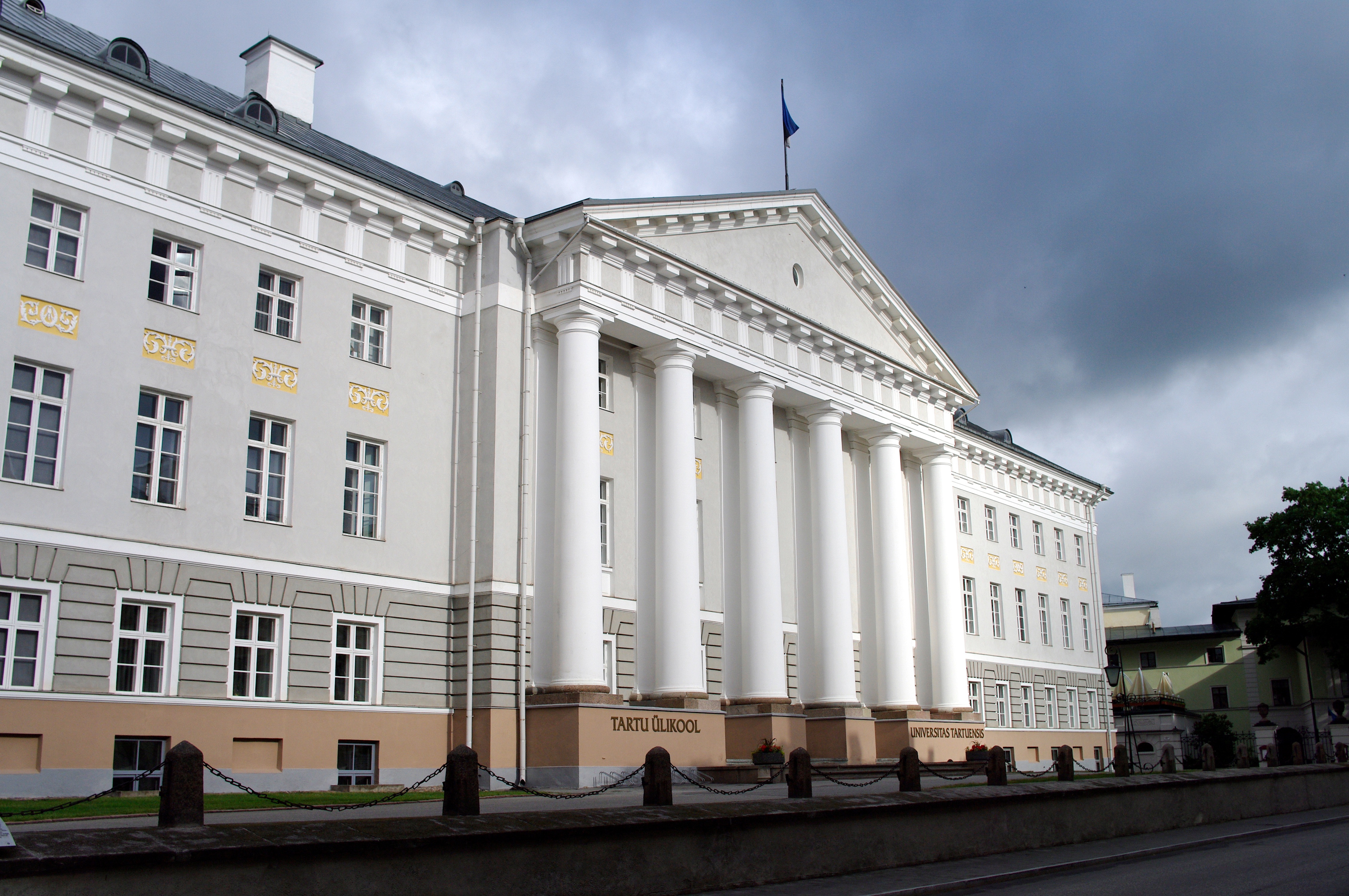
La universitat de Tartu/Dorpat reoberta el 1802 (l'edifici de la foto data del 1809)

Els cursos són exclusivament en alemany fins a 1889, si bé el 1803 es crea una càtedra d'estonià, destinada essencialment als futurs pastors luterans. La universitat, que acull entre 600 i 700 estudiants i 37 professors a la meitat del segle xix, compta amb facultats de ciències, d'història i de lletres, de dret, de medicina i de teologia. Els professors són de manera inicial d'origen alemany, però a partir de 1841, el cos professoral és exclusivament d'origen local és a dir germano-bàltic. Aquesta llar intel·lectual accentuarà la influència cultural alemanya, allò la qual cosa, de manera paradoxal, afavorirà l'emergència del moviment nacional estonià. El començament del segle xix és a Alemanya la gran època del romanticisme que es tradueix sobretot per un interès creixent per les tradicions i les llengües locals. És així com un petit cercle d'intel·lectuals, essencialment germanòfons, es dedicarà a l'estudi del medi estonià. El pastor Johann Heinrich Rosenplänter publica entre 1813 i 1832 una revista acadèmica de difusió restringida, on aplega articles sobre la lingüística, la història, la mitologia i el folklore estonians. El 1836 apareix el diari Das Inland («El país d'aquí» en alemany) que consagra una part de les seves pàgines al mateix assumpte. El 1838 és fundada a Tartu la Societat científica estoniana (Gelehrte Esthnische Gesellschaft). Finalment la Societat literària estoniana (Esthnische Literarische Gesellschat) és creada el 1842 a Tallinn. Aquest interès per la cultura estoniana es conjuga amb la voluntat de millorar la condició del pagès estonià: es publiquen diverses destinades a l'educació popular, que s'ocupen de temes com la higiene, l'agronomia, la lluita contra l'alcoholisme. Però molt estoniòfils estan persuadits que els estonians, un cop hagin encarrilat la via del progrés, acabaran per germanitzar-se, com els pobles de Prússia: el seu propi paper és de ser els vectors de la civilització, de facilitar la transició i de recollir un patrimoni cultural cridat a desaparèixer

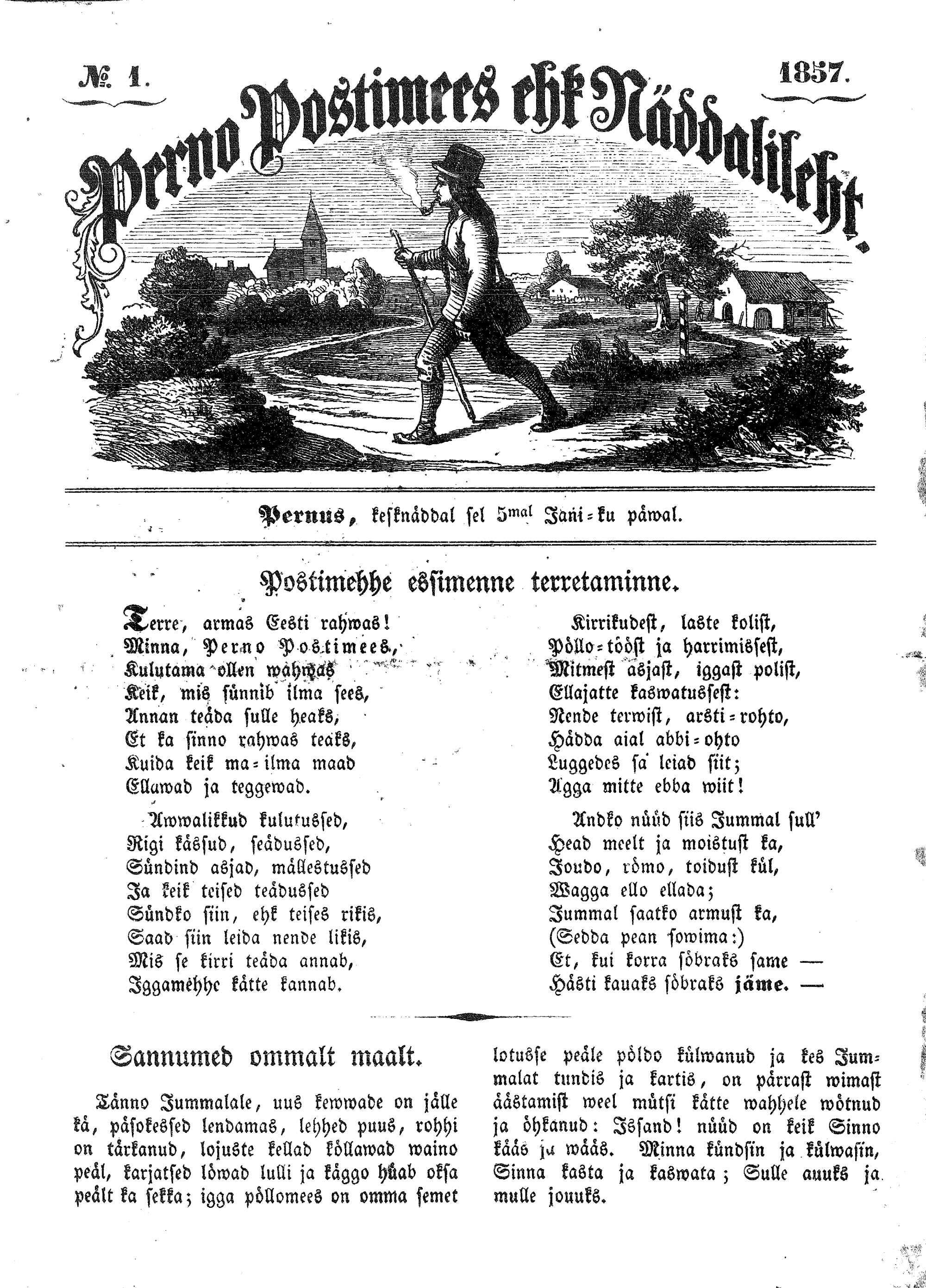
Primer número del diari Perno Postimees (1857)

Els estoniòfils intenten reconstituir el passat històric dels estonians. Preocupats per revalorar el seu assumpte d'estudi i presos d'una exageració característica d'aquesta època romàntica, alguns d'ells tracen el retrat d'una societat estoniana anterior a les croades bàltiques idíl·lica i refinada. Aquests estudis els porten a interessar-se per Finlàndia, que utilitza una llengua emparentada, el que, en l'òptica herderiana dominant, fan de finlandesos i d'estonians pobles germans. La segona meitat del segle xviii a Europa contempla la publicació de diversos relats mitològics, considerats com a l'expressió del geni de la Nació, tot imitant les obres d'Homer per a Grècia i de l'Eneida per a Roma. En aquesta línia apareix el 1789 a Finlàndia la Mythologia Fennica obra de Christfried Ganander, que un jove poeta estonià mort prematurament, Kristian Jaak Peterson, traduí del suec a l'alemany. Aquest text, però més encara Kalevala, un recull de llegendes finlandeses arranjades per Elias Lönnrot i publicat el 1835, serviran de font d'inspiració per a Friedrich Robert Faehlmann. Aquest pur estonià, metge de professió, és un dels fundadors de la Societat científica estoniana. Publica en alemany en els anys 1840 vuit relats mitològics que diu que estan inspirtats en llegendes recollides en els camps estonians però que són, de fet, en part manllevats a obres estrangeres i en part fruit de la seva creació. Esbossa la redacció d'una epopeia estoniana centrada sobre el gegant Kalevipoeg, personatge de nombrosos contes estonians, però mor sense haver pogut portar a terme la seva redacció. El seu amic Friedrich Reinhold Kreutzwald, igualment metge i estonià, agafa el testimoni. Inspirant-se en el panteó establert per Faehlman, redacta un poema monumental de 19.000 versos titulat Kalevipoeg que serà publicat entre 1857 i 1861 en alemany i en estonià. Des de la generació següent, l'obra es guanya l'estatut d'epopeia nacional. Si bé l'obra avui ja no es llegeix, els seus temes i els seus personatges són coneguts de tots els estonians.
A partir de 1830, els estonians, que ja no s'avergonyeixen de les seves arrels, prenen el relleu dels estoniòfils i es reivindiquen com a estonians (eeslane) un terme que no apareix més que en aquesta època. Fins aquí els estonians es designaven amb el nom de maarahvas («la gent del país») i anomenaven la seva llengua maakeel («la llengua del país»). Però l'alemany continua sent sempre la llengua de la cultura, el domini de la qual és necessari per a tota progressió en l'àmbit social. L'estonià és encara en aquesta època una llengua rústica, a la qual li manca una gramàtica i un vocabulari que permetin manejar conceptes abstractes. Els membres de la petita comunitat intel·lectual estoniana forjaran en el transcurs de la segona meitat del segle xix l'estonià modern amb l'ajuda de diferents mètodes: diversos milers de termes són creats en aquesta època per neologisme, préstecs a altres llengües o a la parla regional, etc. Diversos diccionaris redactats al començament del segle xx contribuiran a quallar i a donar la seva coherència a aquests treballs. La grafia de l'estonià, molt influenciada fins aquí per l'alemany, és revisada per reproduir manera més fidel la pronunciació; és acostada a la grafia del finès; així la ö, inspirada en l'alemany, és d'ara endavant transcrita com a õ a la manera finlandesa. Comença a aparèixer una premsa en estonià gràcies a l'activitat dels estoniòfils. En la primera meitat del segle, no són més que diaris efímers amb tiratges molt febles-les tirallongues molt febles. El primer verdader diari és el Perno Postimees (el postilló de Përnu) editat per Johann Voldemar Jannsen de 1857 a 1864 que compta amb 2.000 subscriptors

### L'economia estoniana a la fi delseglexix

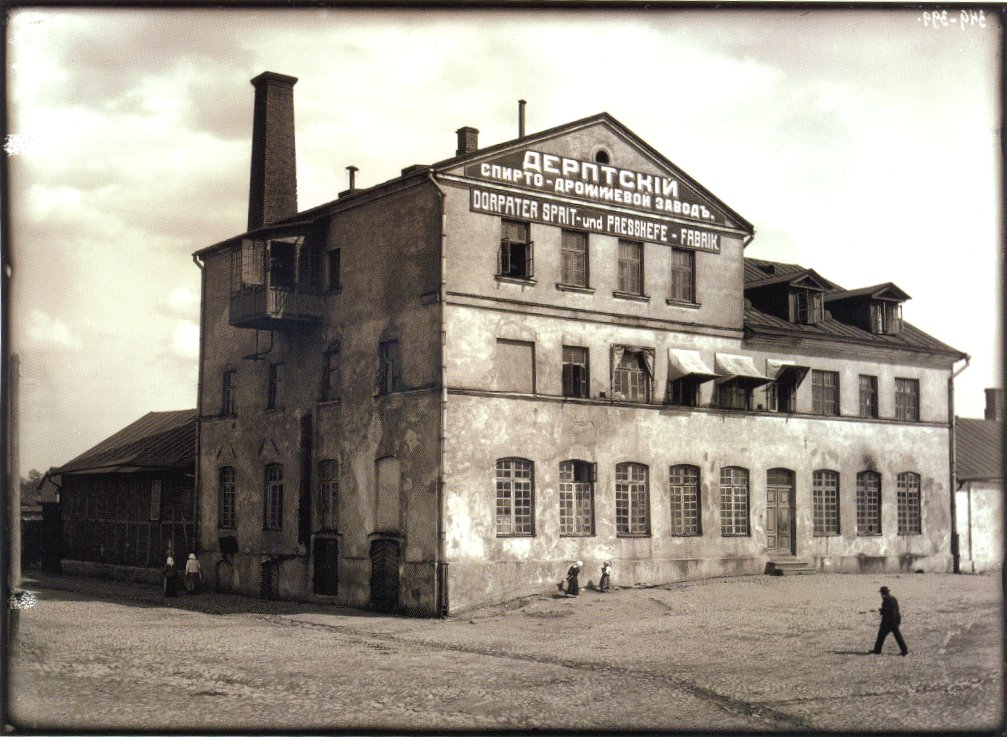
Fàbrica de llevat a Tartu/Dorpat el 1914

A finals del segle xix, el territori que correspon a l'Estònia moderna té 20.000 habitants dels quals el 3,9% es declaren russos i el 3,5% alemanys. Mentre que al camp, d'aran endavant, hi ha una relativa superpoblació, l'emigració cap a altres països, per bé que està oficialment autoritzada des de 1863, es limita a Rússia on es compten en aquesta època uns 110.000 estonians concentrats a les regions veïnes. El zemstvo, assemblea local escollida per sufragi censatari instituït el 1865 per Alexandre II, és establert als països bàltics a partir de 1870 i permet per primera vegada als estonians de tenir un paper actiu en la vida política local de les ciutats. Un sistema similar és creat a nivell del vallad al medi rural. Les reformes d'Alexandre II afecten igualment les relacions entre els grans propietaris predials i els pagesos: l'ucàs de 1866 prohibeix els càstigs corporals, imposa el pagament dels arrendaments en diners i limita el poder del mõisnik en l'assemblea local. Aquests grans propietaris predials, confrontats a dificultats financeres creixents, venen progressivament les terres que no exploten directament i el 1900 els grangers de Livònia són propietaris d'un 86% de les terres que cultiven al preu tanmateix d'un fort endeutament. Existeix fins i tot alguns mõisnik estonià de soca-rel; el primer apareix a Livònia el 1867. La classe dels petits i mitjans propietaris i grangers estonians constitueix d'ara endavant el cor d'una població rural instruïda (un 97% dels estonians saben llegir i 78% llegir i escriure). Els dos terços dels agricultors estonians són simples treballadors agrícoles. Les pràctiques agrícoles evolucionen ràpidament amb la generalització dels adobs. Al tombant de segle s'endeguen moviments cooperatius i sistemes de finançament. Els cereals, el conreu dels quals ha esdevingut menys rendible de cara a la competència d'ara endavant oberta de les grans regions cerealistes del món, són reemplaçats per la patata, que esdevé la base de l'alimentació dels pagesos estonians, junt amb el conreu del lli i la cria de vaques, que proveeix de productes lactis la capital russa.
La població de les ciutats augmenta de manera important en el transcurs dels últims decennis - Tallin té 2.000 habitants - i els germanòfons hi són d'ara endavant molt minoritaris. La indústria comença a ocupar un lloc notable (24.000 obrers el 1900 principalment a Narva i a Tallin) gràcies a la proximitat del mar Bàltic i de la capital de l'Imperi rus. Les produccions principals són el tèxtil, els productes metal·lúrgics, les màquines-eines i el paper; per a aquest últim producte la regió subministra fins a un 70% del consum de l'Imperi rus. Els capitals utilitzats són majoritàriament d'origen estranger. La primera línia de ferrocarril és construïda el 1870 i enllaça Tallinn, Narva i Sant-Petersburg. L'activitat portuària de Tallinn es desenvolupa però és superada per la de Riga que, gràcies a situació sobre el riu Daugava, drena el tràfic comercial d'una part de la Rússia eurorpea.

### La temptativa de russificació (1885-1904)

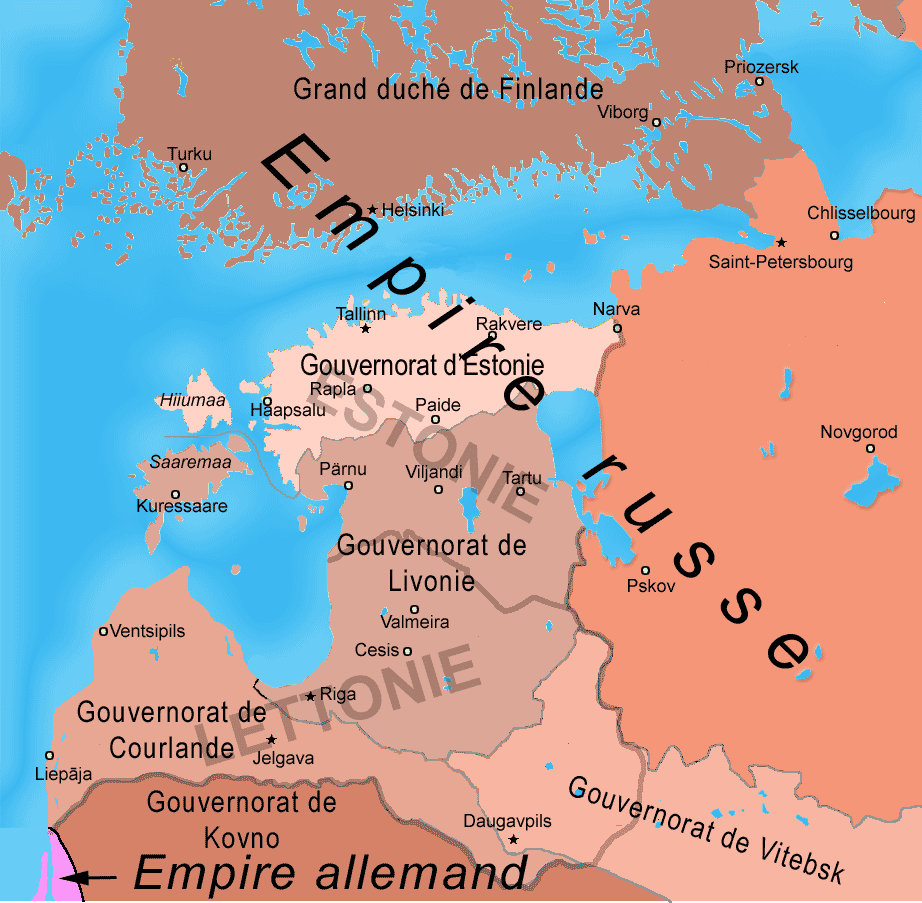
Estònia a l'Imperi Rus a finals del

El naixement de l'Imperi Alemany el 1871, amb el seu nacionalisme agressiu, contribueix a modificar la visió que tenen els dirigents russos sobre els Estats bàltics. Els germano-bàltics no són insensibles al naixement d'una nació alemanya moderna i forta. D'altra banda, la revolta poloneso-lituana de 1863 té com a conseqüència una recuperació de la desconfiança d'Alexandre II de Rússia enfront dels pobles situats als marges occidentals de l'Imperi Rus. El corrent de pensament paneslavista, resposta al pangermanisme alemany, es desenvolupa a Rússia: al si de l'imperi, alguns desitgen reforçar la identitat russa de les regions poblades de no russos. Però aquesta ideologia, que predica el naixement d'un Estat Nació rus és poc compatible amb el fet que els russos no representen més que un 43% de la població de l'imperi (el 1897) i té, per això, poca influència sobre la política dels dirigents russos. Tanmateix, de resultes de l'assassinat d'Alexandre II el 1881, que marca una aturada en el període de reformes, Alexandre III de Rússia adopta en part les tesis dels panslavistes. Es nega a reconduir els privilegis dels germano-bàltics i dona com a instrucció als nous governadors províncies bàltiques de reforçar la presència de l'Estat rus. El rus esdevé la llengua de l'administració i de la justícia. Els funcionaris russòfons reemplacen els germanòfons. El poder fomenta les conversions a la religió ortodoxa i fa construir esglésies ortodoxes. Les escoles primàries passen el 1885 sota l'autoritat del ministeri de l'Educació. El rus esdevé progressivament la llengua obligatòria al conjunt dels estudis universitaris escolars. Professors russòfons reemplacen els mestres d'escola que no dominen prou el rus per ensenyar en aquesta llengua. A la universitat de Tartu (la ciutat és rebatejada Iouriev el seu nom rus d'origen), la majoria dels professors, germanòfons, és reemplaçada per russòfons. Els germano-bàltics són pràcticament exclosos de tots els llocs on ocupaven una posició dominant des de feia segles.
Per als estonians, la política de russificació reforçarà, de manera paradoxal, i al mateix temps, el sentiment nacional i la posició de la llengua estonianan. El rus s'aprèn com una llengua utilitària, car no té el prestigi de l'alemany. Aquest darrer, que era la llengua de cultura per als estonians més instruïts, perd la seva posició dominant. Entre 1890 i 1900, l'estonià esdevé la llengua dels estonians cultes.

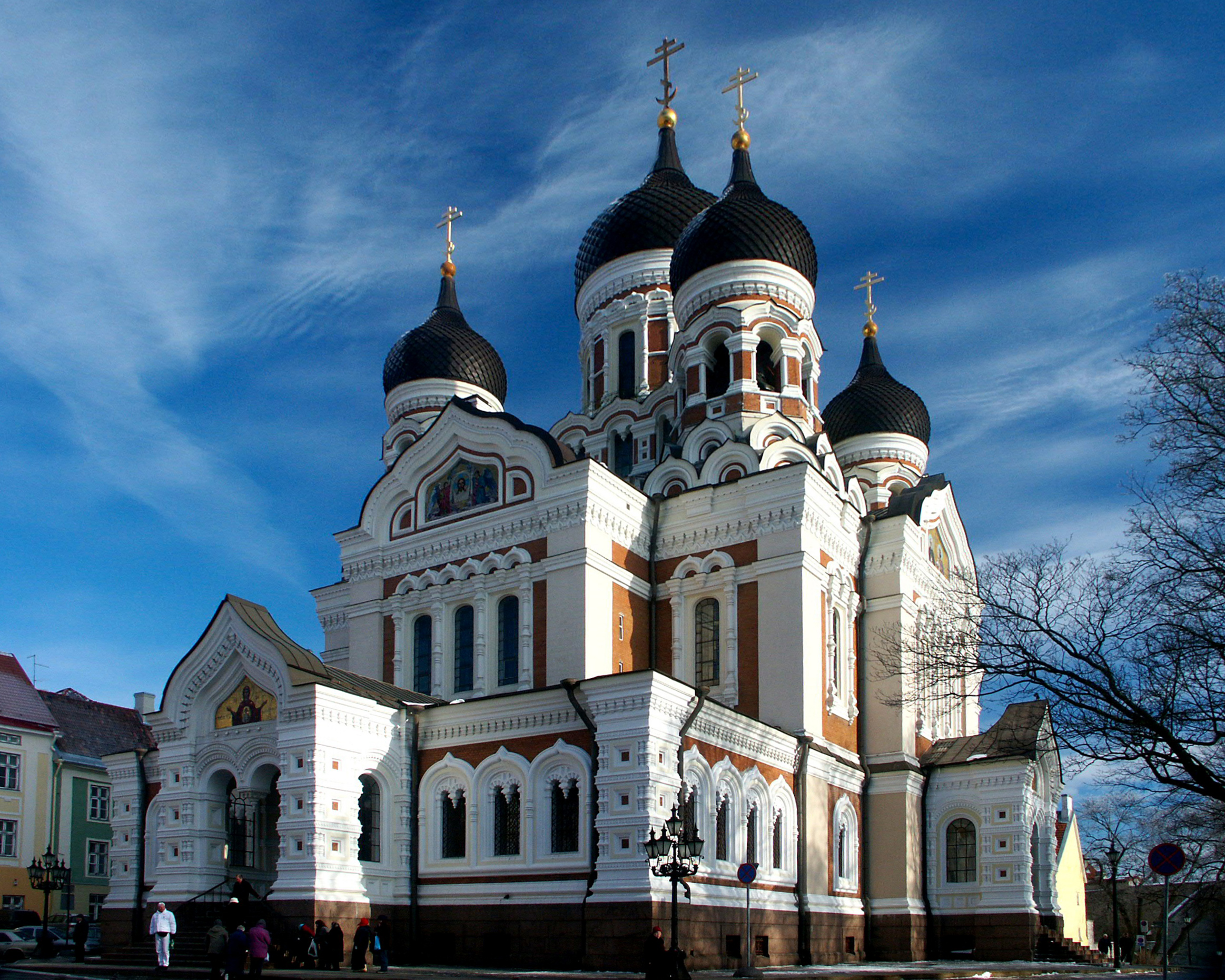
La Catedral Alexandre Nevski construïda a Tallinn en el marc del moviment de russificació

És sens dubte també en aquesta època que el sentiment nacional s'estén entre la majoria dels estonians. El senyal de la vitalitat del nacionalisme estònia és l'augment del nombre d'associacions que es declaren estonianes. Entre aquestes hi ha la Societat d'estudiants estonians, fundada el 1870, però reconeguda només pel rector de la Universitat de Tartu el 1883, milita perquè l'estonià es converteixi en la llengua utilitzada en els cercles intel·lectuals. Aquesta adopta el suggeriment de Hurt: una bandera amb tres franges de color blau, blanc i negre horitzontalment, que es convertirà ràpidament en la dels moviments nacionals abans de ser adoptada per l'Estònia independent. Després de la mort d'Alexandre III el 1894, l'autoritarisme del poder rus s'esvaeix i el moviment nacional d'Estònia pot polititzar-se. Els líders del moviment no busquen la independència, de fet no ni estan pensant, però si volen el reconeixement de la seva existència com a poble i la igualtat de drets amb el germano-bàltics. Un dels més destacats és Jaan Tõnisson. Aquest jurista, expresident de l'Associació d'estudiants estonians, es va fer càrrec del principal diari estonià, el Postimees, el 1896 va fer campanya pel reconeixement del poble d'Estònia, dins el respecte de la llei i el pragmatisme, és a dir, la necessitat d'aliar-se als germano-bàltics. Conservador, segons ell, de la mateixa manera que molts polítics estonians de segle xx, la identitat de la nació estoniana es troba en les seves arrels rurals. L'advocat Konstantin Päts, impportant figura política en la futura Estònia independent, funda a Tallinn el segon diari estonià Teataja (L'Herald). Més radical, vol treure els germano-bàltics del poder, i sense adherir-se a les teories socialistes, se centra en la difícil situació de la població urbana més desfavorida. A les eleccions municipals de 1904, els nacionalistes estonians presenten candidats per primer cop. Päts, juntament amb un grup de parla russa, guanya les eleccions a Tallinn i va esdevenir tinent d'alcalde de la ciutat. Hi ha alguns defensors dels estonians de russificació que posen l'accent en la feblesa demogràfica dels estonians. Apareix un moviment socialista clandestí a la Universitat de Tartu el 1890, mentre que una cèl·lula del Partit Obrer Socialdemòcrata Rus (SD), els membres de la qual són majoritàriament d'Estònia, és establerta el 1902 a Tallinn.

### La Revolució de 1905

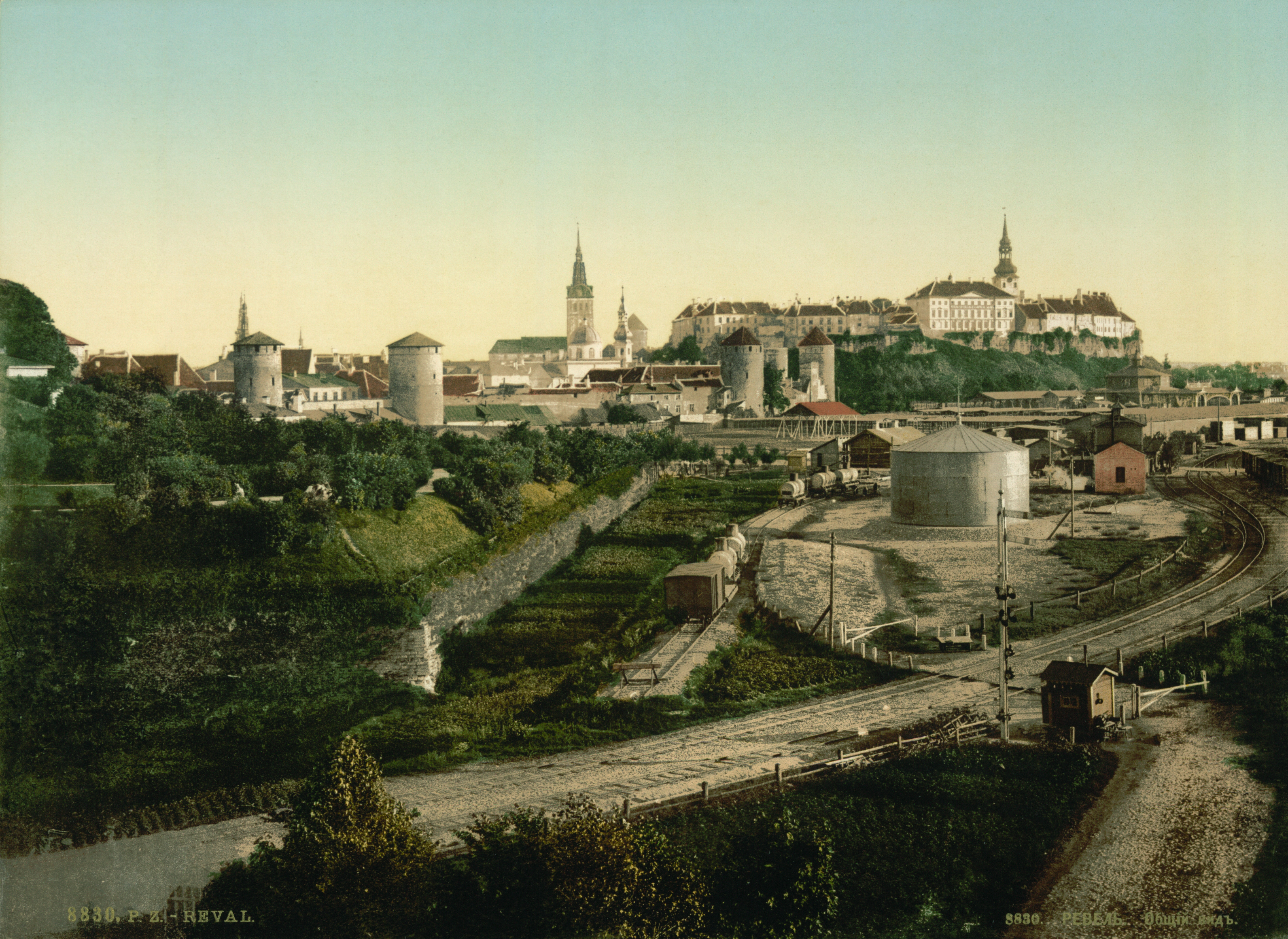
Tallinn als anys 1890 (fotocrom)

La Revolució russa de 1905 esclata durant la guerra russojaponesa de 1904-1905, en un context de desmoralització militar i de crisi econòmica i social. El seu desencadenant (Diumenge Sagnant (1905) és el control de moviments de vagues i de manifestacions a Estònia, anàlogues al que passa en el mateix moment en la resta de l'imperi.
Els representants dels corrents nacionalistes estonians, en un escenari on es dona una absència de partits o de sindicats, demanen representants escollits amb sufragi universal, una reforma agrària i un reconeixement de la llengua estoniana, però en aquell temps, la idea d'independència, que sembla irrealista als actors, no és evocada. El 16 d'octubre, mentre que l'anarquia s'ha instal·lat a Tallinn, l'exèrcit obre foc en aquesta ciutat sobre una concentració autoritzada i fa entre 28 i 95 morts. Alguns dies més tard, Nicolau II intenta calmar els esperits i promet organitzar sobre el territori de l'Imperi rus eleccions amb sufragi universal i autoritzar els partits polítics així com els sindicats. Durant els 2 mesos següents, el govern rus abandona la política de repressió i de censura. Jaan Tõnisson funda el Partit progressista popular ( Eesti Rahvameelne Eduerakond o ERE), primer partit polític estonià: aquest reclama l'establiment d'una monarquia russa parlamentària, l'autonomia política de la regió, i augment de drets per als pagesos. En el mateix moment apareix un partit socialista marxista, la Unió dels treballadors social-demòcrates d'Estònia, ben implantat a les ciutats, mentre que els germano-bàltics funden a Riga el Partit constitucional bàltic, d'ideologia progressista però que es recolza en la preeminència de la cultura alemanya i de l'elit germanòfona. A finals de novembre, 800 delegats de l'ERE reunits a Tartu es divideixen entre dos moviments que prediquen programes oposats: els moderats demanen la unió de les províncies bàltiques, la limitació del poder dels germano-bàltics i una reforma agrària progressiva, mentre que els radicals exigeixen l'expropiació dels propietaris predials, la col·lectivització de les terres i criden a boicotejar l'impost i el reclutament militar.
Nicolau II decideix posar ordre en l'imperi. Als països bàltics la llei marcial és instaurada a finals de desembre de 1905 i s'efectuen detencions als medis nacionalistes i socialistes. En tot l'imperi aquest cop de puny atia les violències revolucionàries. A Estònia els obrers de Tallin s'apoderen de les grans propietats predials. Prop de 160 d'elles, sobre les 1.000 amb què compta el territori, són greument malmeses, de vegades cremades. Tropes militars, ajudades en certs casos per les milícies formades pels propietaris predials, restableixen l'ordre de manera particularment brutal: hi ha més de 300 execucions sumàries a Estònia i Livònia, 686 condemnes a mort de les quals 200 són aplicades. Nombrosos dirigents nacionalistes o socialistes, entr els quals Päts, es veuen obligats a exiliar-se quan no són empresonats o deportats a Sibèria. Els partits i els sindicats són prohibits, excepte l'ala moderada de l'ERE i del Partit Constitucional bàltic. Es prohibeix la publicació dels diaris. L'abril de 1906 tenen lloc les primeres eleccions a la Duma russa. Estònia envia cinc diputats, entre els quals Jaan Tõnisson i un rus.
La majoria de la Duma es posa d'acord en un programa que el tsar no vol aplicar i l'assemblea és dissolta el juliol. Tõnisson passa tres mesos de presó per haver protestat contra la dissolució. Estònia envia cinc diputats amb programes més radicals, dels quals dos social-demòcrates, a la segona duma (gener de 1907), que és ràpidament dissolta per les mateixes raons que la primera. Per obtenir una assemblea conforme als seus punts de vista, Nicolau II modifica la llei electoral: en les dues dumes següents (1907 i 1912) els estonians no tenen més que dos representants mentre que tres diputats representen els germano-bàltics del conjunt dels països bàltics. Un Consell Especial encarregat d'establir les reformes a la regió no aconsegueix les seves finalitats, ja que els germano-bàltics s'oposen a tota modificació de l'statu quo. En canvi, les eleccions municipals permeten als estonians aconseguir diverses municipalitats, que fins aleshores estaven en mans dels germanòfons.

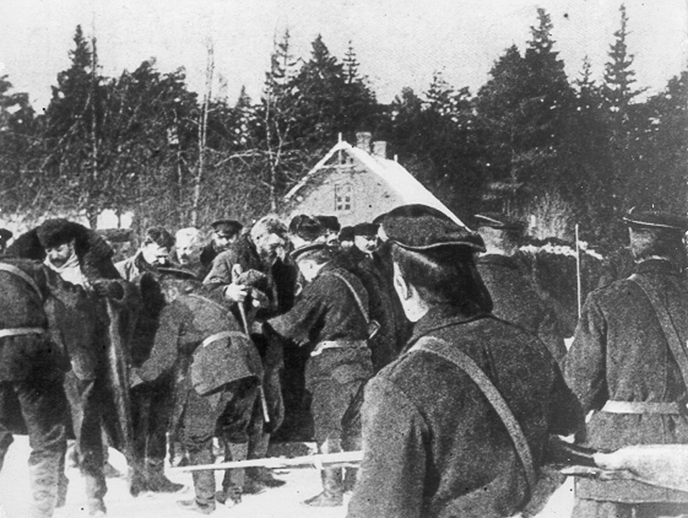
Tropes russes durant la repressió a Tallin el 1905

La Revolució de 1905 contribueix a radicalitzar les posicions polítiques. Dins dels social-demòcrates apareix una escissió entre, d'una banda els menxevics, i d'altra part els bolxeviks de Lenin hostils al corrent nacionalista; aquests últims recluten seguidors a Estònia entre els obrers russòfons i obrers estonians radicalitzats, com ara Jaan Anvelt. Els germano-bàltics, en reacció a aquesta pujada del nacionalisme, fan venir des de Rússia 20.000 colons germanòfons que s'instal·len essencialment al voltant de Riga (menys de 500 a Estònia). Les relacions entre les comunitats germanòfona i estoniana es tensen de manera important. Malgrat la crisi política de 1905, l'economia continua prosperant i la població continua augmentant. Ateny 1.086.000 persones el 1911 sigui un augment d'un 17% respecte a 1897. D'altra banda, 200.000 estonians s'instal·len a les altres províncies de l'Imperi, el 50% dels quals en l'aglomeració dels Sant-Petersburg. La proporció de no estonians continua sent estable a aproximadament un 10% malgrat l'existència d'un flux migratori procedent de Rússia. La població urbana representa d'ara endavant aproximadament un 20% del total. Tallinn, en particular, dobla la seva grandària entre 1897 i 1913, i ateny 116.000 habitants al final del període: les fàbriques de la indústria pesant, en fort creixement, són en gran part situats en aquesta ciutat que és igualment, a partir de 1912, el port de matrícula de la Flota russa de la Bàltica. Es forma una forta classe obrer de 50.000 persones, essencialment a Tallin (Un 41% dels llocs de feina) i Narva (33%). Els grangers estonians, havent redimit les seves tinences, tenen d'ara endavant una proporció més important de terres que els grans propietaris predials (58%) però la proporció dels pagesos sense terra creix. El moviment cooperatiu coneix un fort creixement. Els estonians són cada vegada més nombrosos en les professions liberals i intel·lectuals: en els anys 1910 representen una quarta part dels metges i una proporció encara més forta de veterinaris i d'enginyers. Per contra, en l'ensenyament superior, són els russòfons els que reemplacen els germanòfons. Els membres del clergat generalment designats pels principals propietaris predials continuen sent en majoria germanòfons, el que explica sens dubte la descristianització particularment forta d'aquest país en el transcurs del segle xx.

## De la Primera Guerra mundial a la independència (1914-1920)

### La Primera Guerra mundial
L'entrada en guerra de l'Imperi Rus contra l'Imperi Alemany l'agost del 1914 rep una acollida més aviat favorable als medis nacionalistes estonians que hi veuen el mitjà de prendre's la revenja contra els «opressors germànics». Per a la minoria germano-bàltica és al contrari una catàstrofe: les empreses a capitals alemanys són nacionalitzades, els centres escolars, els periòdics i les associacions germano-bàltiques són tancades. Durant els tres anys que dura el conflicte, Estònia, com tots els altres països bel·ligerants, és profundament afectada pel conflicte : 100.000 estonians són mobilitzats, o sigui el 20% de la població masculina, dels quals més de 10.000 hi troben la mort i aproximadament 20.000 són ferits. L'economia, privada d'una gran part de la seva mà d'obra, és desorganitzada mentre que la inflació ja no és controlada. El comerç sobre la mar Bàltica és interromput pel bloqueig de la marina alemanya. En 1916 la tensió augmenta en la societat : les ciutats, carregades de refugiats i de desertors, coneixen problemes d'aprovisionament, mentre que les vagues, que es multipliquen, atenyen el mateix nivell que en 1906.

### La Revolució russa
L'esfondrament del règim tsarista en alguns dies, el febrer de 1917, sorprèn tots els actors. La revolució que se'n segueix, al començament, a Estònia com en la resta de l'Imperi rus, és poc violenta, ja que les forces de l'ordre es neguen a defensar el règim. A Estònia els soviets, compostos essencialment de militants socialistes reclutats entre els obrers i els soldats, són creats a Tallin i Narva. Els russòfons hi són majoritaris. El poder oficial coexisteix amb aquestes dues instàncies sense coordinació. Els nacionalistes estonians mobilitzen l'opinió regional i, al final d'una manifestació que reuneix 45.000 persones davant el palau del govern rus a Sant Petersburg, obtenen del govern provisional del Príncep Lvov una nova retallada de les fronteres dels països bàltics. Es crea una entitat administrativa, batejada com a Estònia; les seves fronteres coincideixen amb les de l'Estònia moderna (a excepció de Narva). L'estonià esdevé la llengua d'ensenyament en els centres escolars, les dietes són abolides. Els funcionaris russòfons són retornats i el govern rus autoritza la formació d'un regiment estonià de 8.000 homes, amb l'esperança que els soldats es veuran més amb cor de defensar el seu territori contra els alemanys. L'alcalde de Tallin, l'estonià Janna Poska, és designat comissari del govern d'Estònia de manera provisional, tot esperant l'elecció d'una assemblea provincial. Les eleccions tenen lloc en maig al camp i l'agost i setembre a les ciutats. La nova Dieta està formada per 62 membres dels quals cinc són bolxevics, nou menxevics, vuit S.R., set representants del Partit demòcrata estonià, un representant de la minoria germanòfona i un altre de la minoria suedòfona. Apareixen dos nous partits amb ocasió d'aquesta elecció: el partit agrari al qual s'adhereix Päts que no ha pogut fundar el seu propi partit com desitjava i el partit laborista estonià. A les ciutats, a Tallinn i encara més a Narva, els partits bolxevics i l'S.R. són majoritaris, ja que es poden recolzar en una forta minoria russòfona i soldats sensibles a la propaganda bolxevic que reclama una detenció immediata dels combats. El partit bolxevic, que comptava amb 200 militants el març, arriba a 2000 a l'octubre. Fi setembre, els alemanys passen de nou a l'ofensiva ocupant l'illa de Saaremaa mentre que a Estònia s'instal·la l'anarquia.
A Petrograd, el govern provisional rus, que triga a portar a terme les reformes esperades i vol prosseguir la guerra amb Alemanya, perd tot suport popular. Lenin aconsegueix prendre el poder a Sant Petersburg aprofitant la feblesa de l'oposició en el transcurs de la revolució d'octubre i decideix negociar immediatament la pau amb Alemanya. Se signa un armistici el desembre mentre que l'exèrcit rus es desbanda: els soldats volen tornar a casa seva i massacren en certs casos els seus oficials. El 27 d'octubre, o sigui dos dies després de la revolució d'Octubre, un comitè militar revolucionari d'Estònia, dirigit pel rus Ivan Rabrxinski i l'estonià Viktor Kingissepp, expulsa el comissari del govern estonià Poska i pren el poder en nom del nou règim. Però els representants polítics estonians resisteixen: la Dieta refusa la seva dissolució i es proclama únic òrgan oficial del poder a Estònia en el transcurs de l'única sessió que mantindrà; els funcionaris es posen en vaga mentre que el consell municipal de Tallinn aconsegueix rebutjar la seva dissolució fins al gener. Les eleccions constituents que havien de tenir lloc sobre el conjunt del territori de l'Imperi rus són guanyades pels bolxevics. A Estònia, aquests han sabut seduir la població gràcies a les promeses de pau, d'autodeterminació dels pobles i de reforma agrària. Obtenen un 40% dels vots contra un 24% al conjunt del territori rus. El Bloc democràtic de Tönisson obté un 23% dels vots i el Partit laborista un 22%. Enfortits per aquest èxit local, els bolxevics decideixen endegar un segona votació per escollir una assemblea constituent estoniana. Però la votació, que comença el 21 i 22 de gener, s'anuncia molt menys favorable per als bolxevics i aquests decideixen interrompre-la amb el pretext d'un complot dels germano báltics i dels nacionalistes i proclamen l'estat de guerra. A començaments de gener, l'assemblea constituent panrussa, on els bolxevics són minoritaris, havia estat dissolta per aquests últims. El comitè dels Antics, emanació de la Dieta estoniana, decideix a començament de desembre de mobilitzar un embrió d'exèrcit nacional. La idea de la independència comença a prendre cos al si dels polítics estonians, que tret dels bolxevics, no esperen res de positiu de l'evolució en curs a Rússia. Representants de la Dieta proposen formar una federació amb els països escandinaus que rebutgen aquesta idea. Es produeixen contactes amb les potències occidentals per sondejar l'opinió dels seus responsables polítics
Les amenaces comencen a precisar-se al si d'Estònia on els bolxevics cometen actes violents contra els sacerdots, practiquen nacionalitzacions i confiscacions arbitràries i deporten 550 germano-bàltics culpables, segons ells, de traïció. Les negociacions començades el novembre de 1917 entre el govern rus i Alemanya per a la firma del Tractat de Brest-Litovsk no avancen. Trotski, que condueix en nom de la Rússia bolxevic les negociacions amb els alemanys des de novembre, intenta mantenir un difícil equilibri, ja que les condicions imposades per Alemanya són particularment difícils. El comandament alemany fa avançar llavors les seves tropes en territori rus i ocupa sobretot el conjunt de Livònia. Finalment sota la pressió de Lenin, lúcid sobre les capacitats de l'exèrcit rus, se signa el Tractat de Brest-Litovsk el març de 1918: Rússia ha de cedir més d'un quart del seu territori, sobretot Ucraïna, Polònia, Finlàndia i Lituània.; Quant al territori letó, Curlàndia i Zemgale són col·locades sota l'autoritat alemanya, Letgàlia és unida al territori rus mentre que els habitants de la Livònia (i d'Estònia) són convidats a optar per un dels dos bàndols. Quant al territori estonià, els habitants de Livònia i d'Estònia han de passar a formar part de Rússia mentre que els territoris situats més al sud, sobretot Riga, són cedits als alemanys. Però els partidaris d'un Estat bàltic unificat (Baltikum) sota la tutela alemanya arriben a convèncer Berlín de renegociar el tractat; l'agost els delegats russos accepten, en el marc d'una clàusula addicional, renuncien a la seva sobirania sobre el conjunt de les províncies bàltiques.

### La guerra d'independència (1918-1920)

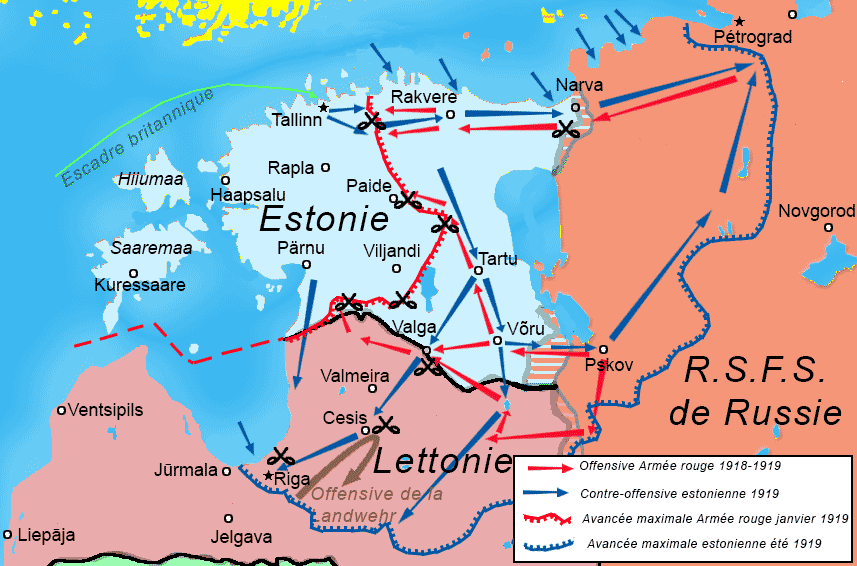
Desenvolupament de la guerra d'independència

L'ocupació alemanya d'Estònia durarà 9 mesos fins a la derrota de l'Imperi alemany el novembre de 1918. Els germano-bàltics reprenen el poder de la regió sota la tutela de les autoritats militars alemanyes i anul·len totes les mesures preses a favor dels estonians des del començament de la revolució. Aproximadament 2.000 bolxevics i nacionalistes estonians són executats, entre els quals sens dubte Vilms. El país és saquejat pel nou ocupant a qui li manca de tot. El sistema educatiu és germanitzat i l'ensenyament a la universitat de Tartu, que ha estat reoberta, es fa d'ara endavant de nou en alemany. Els dirigents germanòfons creen l'abril un Consell Nacional (Landesrat) que representa les tres províncies bàltiques, i que està sobretot compost de 35 representants germano-bàltics (per a les 3 regions) i de 13 representants estonians. El Consell proposa a l'emperador Guillem II de Prússia de crear un gran ducat bàltic (Baltikum). Els dirigents alemanys, que han pres altres compromisos en el marc del tractat de pau amb Rússia i que tenen una confiança limitada en els dirigents locals, no donen el seu vistiplau fins al setembre després d'haver renegociat la cessió del conjunt dels països bàltics pels russos: la creació del Baltikum és proclamada el novembre, en el mateix moment que l'Imperi alemany s'esfondra. Durant aquest període, els dirigents estonians, que han passat a la clandestinitat, s'han posat en contacte amb els dirigents d'Itàlia, França i el Regne Unit, que accepten reconèixer el principi d'una independència d'Estònia. L'11 de novembre, mentre els alemanys vençuts sobre el front occidental deposen les armes, el govern provisional estonià surt de la clandestinitat i Päts, que ha estat alliberat, es posa al capdavant. El 21 de novembre els ocupants alemanys li remeten oficialment el poder quan el règim imperial allemany s'esfondra.
Els dirigents bolxevics intenten aprofitar-se de la nova situació i denuncien el 13 de novembre el tractat de Brest-Litovsk. A mitjan novembre, un Comitè revolucionari provisional d'Estònia es proclama l'únic poder legal a Estònia i demana a l'Exèrcit Roig d'alliberar el país. Els soldats russos passen a l'atac el 22 de novembre a la regió de Narva però són rebutjats pels exèrcits alemanys que no s'han anat encara del territori. Un nou atac el 28 de novembre permet la presa de Narva i, a començament de gener, l'Exèrcit Roig ocupa aviat tot l'Est d'Estònia.

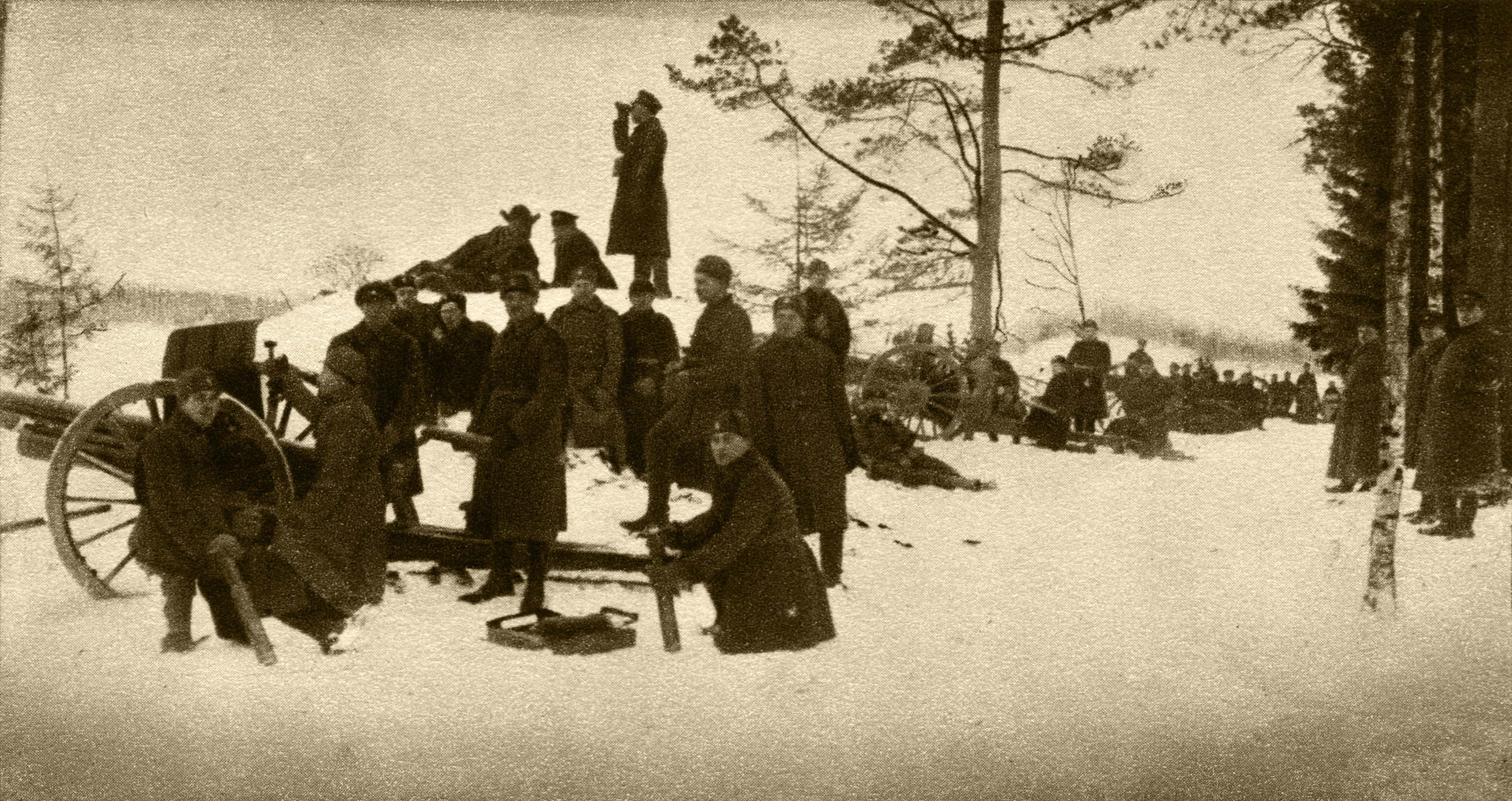
Bateria d'artilleria estoniana sobre el front prop de Narva el 1919

El govern provisional intenta mobilitzar sense gran èxit els estonians i demana l'ajut de Finlàndia i de la Gran Bretanya. Kignissep organitza un aixecament probolxevic a Tallin que fracassa. Finalment, es basteix un exèrcit estonià i al seu capdavant, es posa el tinent-coronel, al seu cap, el Tinent Coronel Johan Laidoner, antic oficial de l'exèrcit rus. Aquest reprèn l'ofensiva al capdavant d'una divisió estoniana ajudada de voluntaris més o menys ben organitzats. La contra-ofensiva es desenvolupa al llarg de les vies ferroviàries i és recolzada per trens blindats. L'exèrcit estonià reprèn en principi el control de l'eix Tallinn-Narva amb el suport de comandos desembarcats sobre la costa, que sembren el pànic sobre les defenses de l'enemic. Després l'exèrcit estonià es gira cap al sud i progressa al llarg de la via ferroviària que condueix a Riga. El jove exèrcit guanya avantatge en el transcurs de dues enganxades a Voru i Valga. Una esquadra britànica fa escala a Tallinn el desembre de 1918 per rebutjar tota temptativa d'atac soviètic pel mar i portar municions i armes, mentre que Finlàndia envia material i consent un préstec. Voluntaris letons i escandinaus venen a prestar ajuda a l'exèrcit estonià. L'1 de febrer, aquesta coalició ha aconseguit rebutjar l'Exèrcit Roig fora del territori estonià.

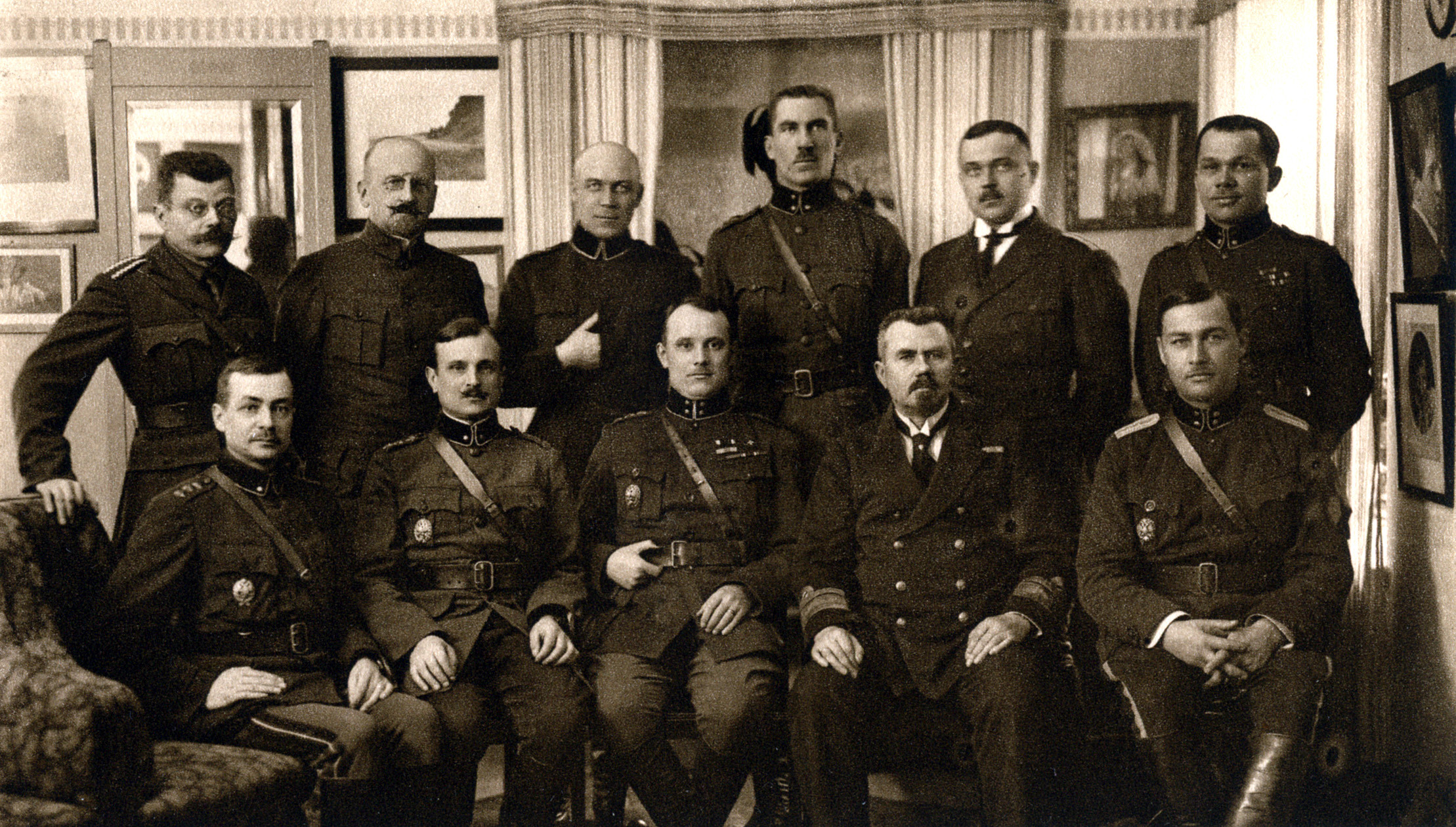
Estat major de l'exèrcit estonià el 1920

El febrer de 1919, l'Exèrcit Roig reprèn l'ofensiva al sud-est. El maig, els estonians aconsegueixen rebutjar aquesta en territori rus on rep el suport de l'exèrcit dels russos blancs de Nikolai Iudénitx. Però l'entesa entre els dirigents dels dos exèrcits no és perfecta, ja que Iudénitx, que lluita per restablir l'Imperi rus, és hostil a la independència d'Estònia. Una ofensiva conjunta contra Petrograd, recolzada pels aliats, fracassa, i l'exèrcit estonià es replega les seves fronteres. Al sud, l'exèrcit estonià s'ha de barallar contra els cossos francs alemanys i la milícia, composta de germano-bàltics comandats pel general alemany Rüdiger von der Goltz: aquests exèrcits, que han pres el poder a Letònia i intenten reconstituir un Estat germànic amb el suport oficiós dels dirigents alemanys, lluiten alhora contra l'Exèrcit Roig i els nacionalistes bàltics. Els estonians, amb el suport d'un batalló letó (5.000 homes en total), derroten els alemanys el 23 de juny de 1919 en el transcurs de la batalla de Venden. Aquesta victòria sobre l'enemic secular serà llavors celebrada com una festa nacional. El setembre de 1919, Estònia endega converses de pau amb Rússia, però la desaprovació de les potències occidentals i dels seus aliats bàltics i escandinaus, que esperen restaurar l'Imperi rus i no volen d'un reconeixement implícit del règim bolxevic, fa encallar les negociacions. L'Exèrcit Roig torna a l'atac a Narva amb efectius reforçats, 160.000 homes i 200 peces d'artilleria, i l'exèrcit estonià el rebutja amb dificultat. Les negociacions es reprenen el desembre de 1919 i, després d'aspres discussions, els estonians signen amb els soviètics el tractat de Tartu el 2 de febrer de 1920. Segons aquest, la Rússia soviètica reconeix la independència d'Estònia. La nova frontera afegeix al territori estonià una franja de terreny situada sobre la riba dreta del riu Narva així com el conjunt del país setu cap al sud-est, o sigui aproximadament el 5% de la superfície total d'Estònia. Els russos d'origen estonià, el nombre estimat dels quals és de 200.000, són autoritzats a entrar a Estònia: només la meitat dels que ho desitgen, o sigui 37.500 persones, aconseguiran tornar. La majoria de les batalles es produïen sovint entre els mateixos estonians. mobilitzava efectius poc nombrosos (alguns centenars d'homes), el que explica la modicitat de les pèrdues estonianes finals, aproximadament 3.600 morts.

## El primer període d'independència (1920-1939)

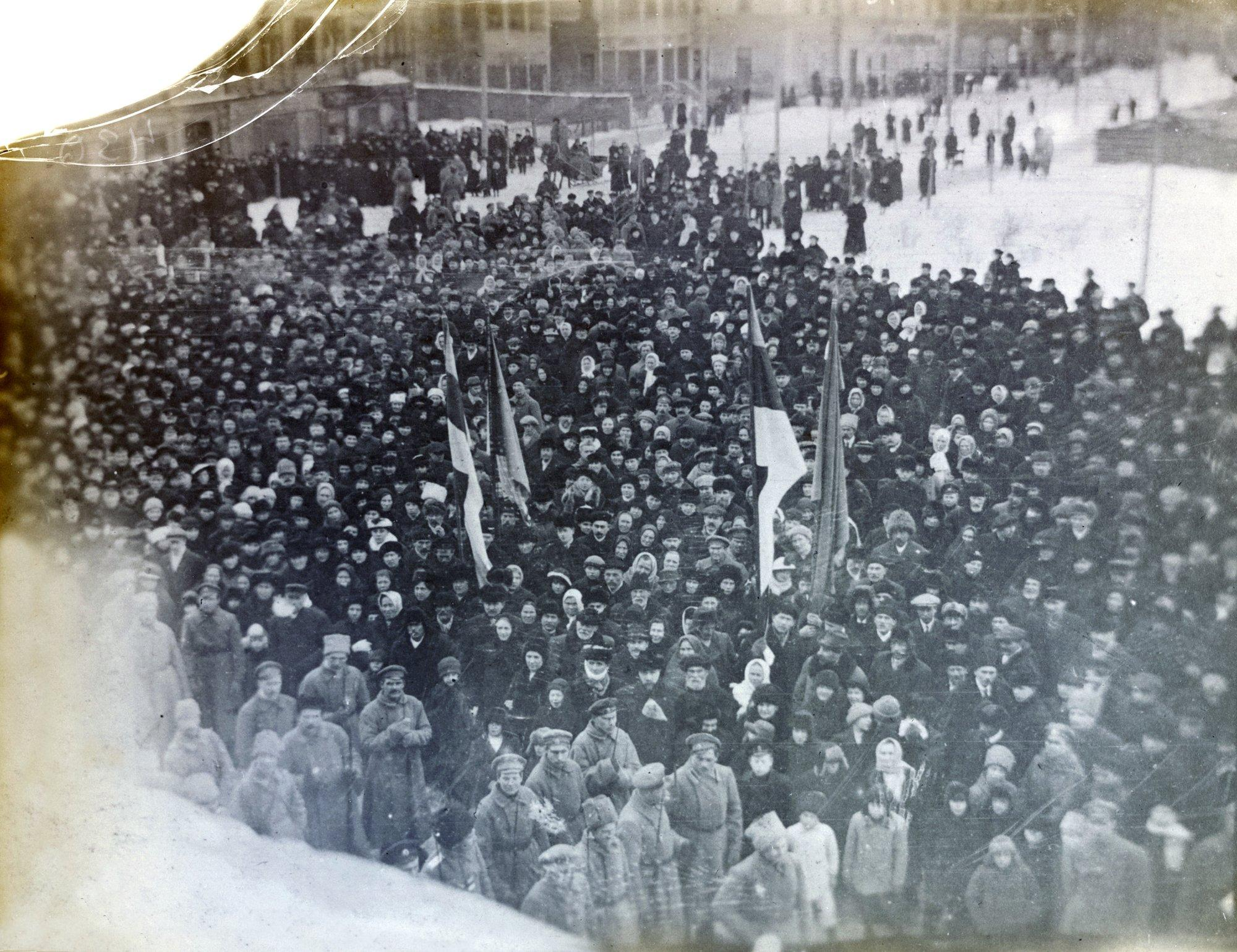
Declaració d'independència a Pärnu

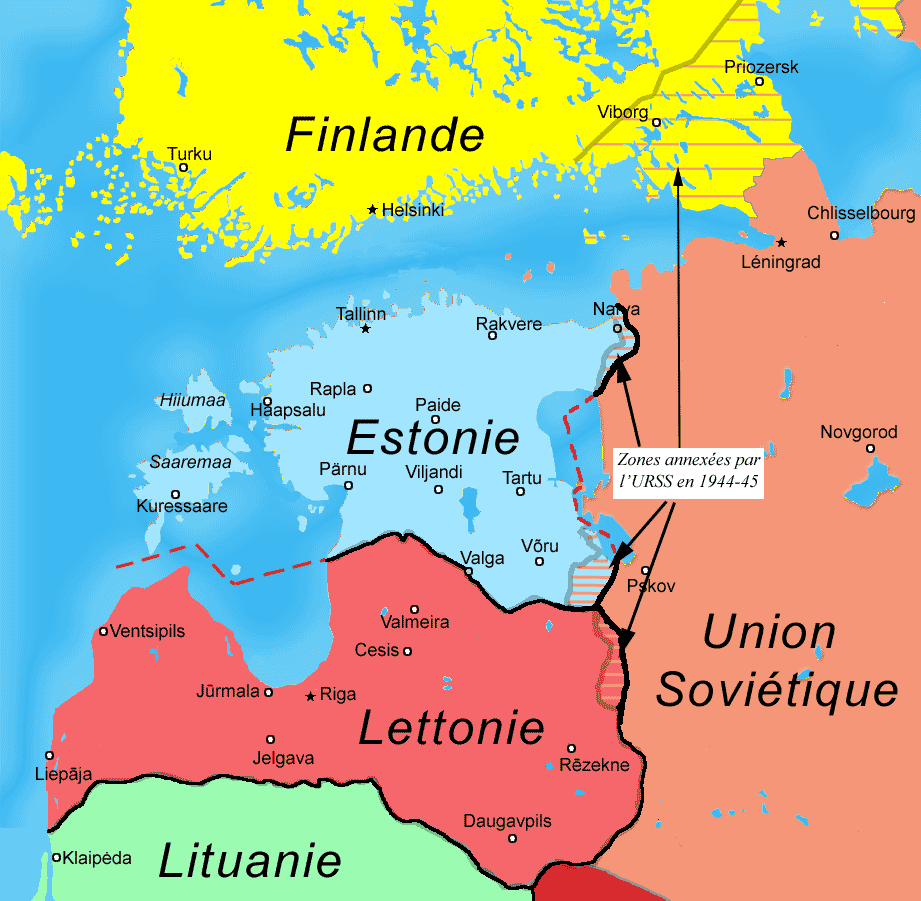
Territoris de Letònia i d'Estònia en l'època de la seva primera independència

### Les institucions d'Estònia
Les primeres eleccions de l'Estònia independent tenen lloc l'abril de 1919 així que l'Exèrcit Rogi ha estat rebutjat fora del territori nacional. L'assemblea constituent està formada per una majoria de socialistes reformistes (71 diputats sobre 120) escollits gràcies a un programa que proposava una reforma agrària i prometia feina per als antics combatents. El partit del Primer Ministre interí Päts no obté més que 8 diputats. L'assemblea triga un any a definir la constitució del nou país. Opta pel règim parlamentari el més proper als principis democràtics, qui es revelarà a la pràctica mal adaptat als temps de crisi que seguiran i a la immaduresa política d'aquest nou país. El poder legislatiu és representat amb una cambra única de 100 representants escollits per a tres anys amb escrutini proporcional. El cap de govern fa igualment de cap d'estat; pot ser revocat en tot moment pels diputats i no té dret de veto sobre les decisions legislatives. Els ciutadans disposen de drets extensos, entre els quals els de poder iniciar referèndums populars a condició de recollir prou de firmes. Una llei votada des d'octubre de 1919 confisca les terres de pràcticament tots els mõisads rurals que subsistien en aquell temps així com les de l'ambit de la Corona i de les Esglésies, o sigui en total el 55% de les terres cultivables d'Estònia. Aquestes són llavors redistribuïdes o són venudes als pagesos estonians. El 1925, es concedeix un estatut legal molt obert a les minories sueca, alemanya, russa i jueva.

### L'economia
Des de 1918 el país es dota d'una moneda, el marc estonià. Però els deutes contrets durant la guerra d'independència, l'absència de reserves monetàries i una reflació econòmica comporten que aquesta divisa sigui reemplaçada el 1927 per la corona. La grandària del mercat interior de Rússia havia permès edificar grans establiments industrials sobre el territori estonià però aquests desapareixen després de la independència. La megalòpoli de Sant Petersburg constituïa una sortida natural per als productes agrícoles de la regió però la política aïllacionista del règim soviètic comporta la ruptura dels importants vincles econòmics que existien abans : l'URSS no representa de mitjana entre les dues guerres més que un escàs percentatge del comerç exterior excepte durant una nova millora vinculada a la política de la NEP en 1921-1922. Estònia està pràcticament desproveïda de recursos naturals i el seu mercat interior és petit. Difícilment pot trobar noves sortides exteriors en aquesta època caracteritzada per l'ascens del proteccionisme als països occidentals. També els seus dirigents escullen desenvolupar l'agricultura d'acord amb el credo que volia que els estonians fossin un poble camperol.
Els agricultors, que representen un 67% dels actius, són llavors majoritàriament propietaris de la seva explotació (Un 83% contra un 40%abans de la independència) i són fortament motivats pels canvis intervinguts en la seva condició. El nombre d'explotacions experimenta un salt, de resultes de la redistribució de les terres de 33.000 a 10.000 i nombroses zones que fins aleshores estaven abandonades, són posades en conreu. El desenvolupament agrícola és facilitat per la creació d'un banc dedicat al finançament de les explotacions i el desenvolupament d'un moviment cooperatiu que aplega dos terços dels agricultors des de 1928. Però la mida reduïda de les explotacions, la feble viabilitat de les noves terres posades en conreu, l'absència de mecanització i infraestructures deficients desemboquen globalment en un fracàs econòmic, encar que l'agricultura estoniana aconseguís trobar sortides als mercats alemany i anglès. Per la seva banda, la indústria només ocupa 31.000 obrers l'endemà de la independència i coneix llavors un creixement lent. La torba i els esquistos bituminosos, fins aquí desdenyats, són posats en explotació, el que permet limitar les importacions de carbó. Al costat de la indústria agroalimentària, el sector dels subproductes del bosc es desenvolupa.
Estònia introdueix la jornada laboral de 8 hores des de 1918 i vacances pagades per als obrers en 1934. Els convenis col·lectius es generalitzen a partir de 1929. L'assegurança de malaltia esdevé progressivament obligatòria. Estònia és, com els altres països europeus, fortament afectada per la Gran depressió que es tradueix des de 1930 en un esfondrament de les seves exportacions. La corona és devaluada el 1933 d'un 35%. L'atur ateny valors inquietants mentre que el nivell de vida de l'estonià experimenta una forta baixada. Tanmateix, en la segona meitat dels anys 1930, l'economia del país es beneficia de la recuperació econòmica amb els seus principals socis i d'un clima polític apaivagat per l'arribada d'un règim fort. El balanç econòmic en vigílies de la Segona Guerra Mundial és a la fi relativament bo.
Les ciutats estonianes creixen : Tallin compta 144.000 habitants en vigílies de la Segona Guerra mundial contra 103.000 el 1919. És seguida per Tartu (60.000 habitants), Narva i Pärnu. Malgrat tenir un dels indexs de natalitat més febles d'Europa, els estonians de soca-rel formen d'ara endavant el 85,5% de la població (1934), seguits pels russòfons (8,2%), que apleguen poblacions d'orígens molt diversos : vells creients, russos blancs que havien fugit de la Revolució russa, obrers i artesans. L'estonització de les elits progressa ràpidament: la proporció de germanòfons al cos dels pastors passa d'un 54 a un 17%. Es constata el mateix fet en totes les professions liberals. D'altra banda, la proporció de germanòfons en la població disminueix, passant a l'1,5% el 1934: molts han emigrat i el seu índex de natalitat és encara més feble que el de la població de soca-rel estoniana.

### La vida política en el període d'entreguerres

#### Els començaments del règim parlamentari

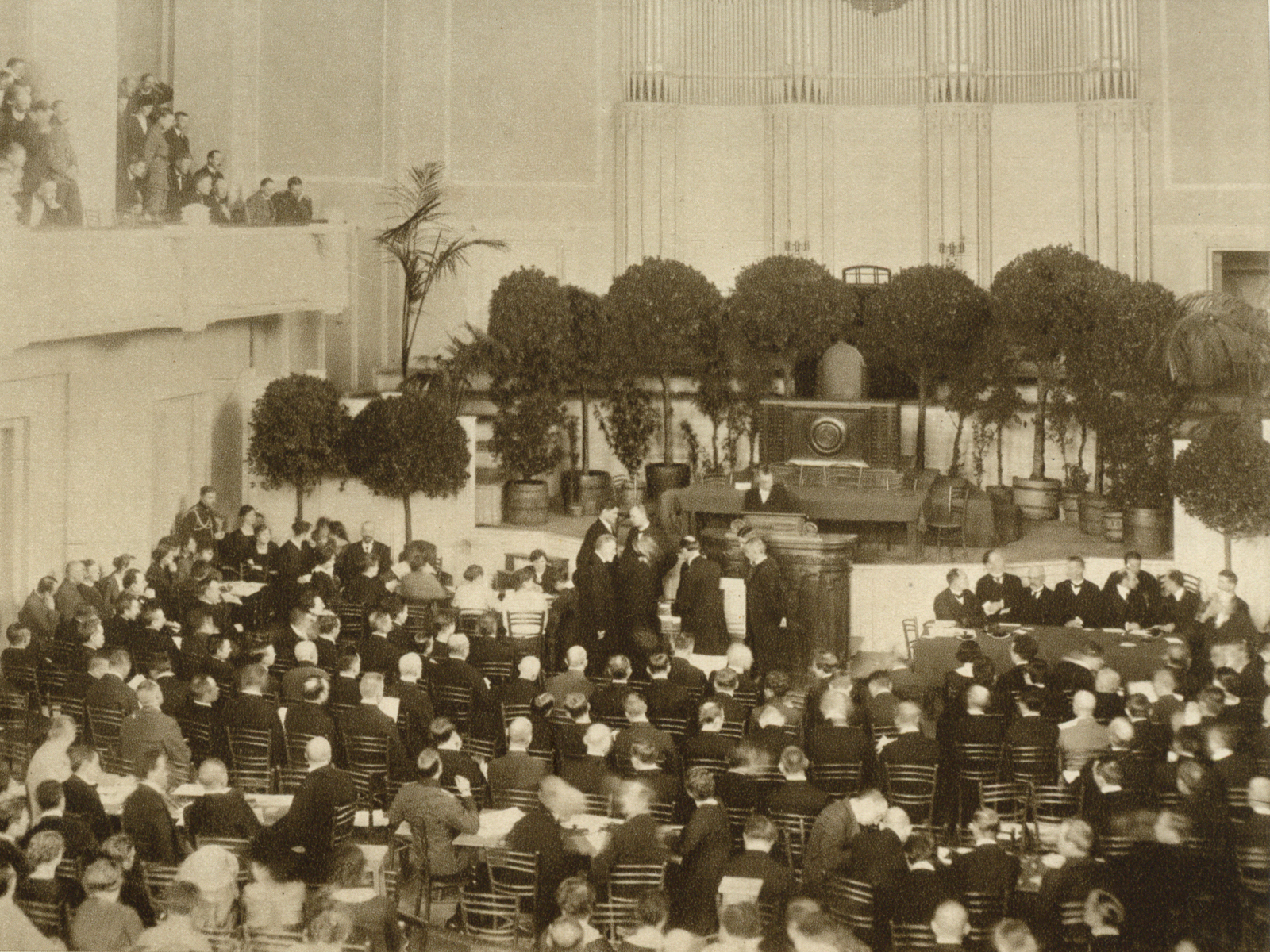
Primera sessió de l'assemblea constituent el 23 d'abril de 1919

Els principals partits polítics actius entre les dues guerres mundials són el Partit Agrari de Konstantin Päts situat molt a la dreta del ventall d'opcions polítiques, que col·loca la granja estoniana al cor de la nació, el Partit Popular (Rahvaerakond) de Jaan Tõnisson, nacionalista i liberal ben implantat entre la intelligentsia nacionalista i la burgesia urbana de la qual Poska és igualment membre, el Partit laborista estonià d'Otto Strandman que predica un socialisme no marxista i el Partit Socialdemòcrata Obrer Estonià d'August Rei dotat d'un programa socialdemòcrata, membre de la Segona Internacional però hostil als comunistes. Diversos petits partits representen grups d'interessos o minories lingüístiques. Els bolxevics estonians que han sobreviscut el conflicte funden clandestinament el novembre de 1920 el Partit Comunista d'Estònia que arriba a 2.000 militants el 1924. Kingnissep, el seu cap, és executat el 1922. El partit presenta malgrat tot candidats sota etiquetes de partits testaferros que aconsegueixen un 10% dels escons a les eleccions legislatives de 1923, i a les eleccions municipals que tenen lloc el mateix any, assoleix un 36% a Tallin i un 25% a Tartu. Moscou, que no ha renunciat als territoris bàltics, utilitza el partit per intentar organitzar un aixecament contra el règim en lloc el desembre de 1924. La temptativa, qui no pot aplegar més que 300 persones, fracassa i li seguirà una repressió severa que es tradueix en 155 condemnes a mort. Aquest episodi debilita considerablement la popularitat del partit fins al final del període
Al començament de l'existència d'Estònia, els partits de l'esquerra no comunista no aconsegueixen més d'30% dels vots mentre que la dreta agrària sedueix aproximadament un 25% dels electors. Els governs que se succeeixen durant els anys 1920 són generalment el resultat una coalició de centristes i d'agraris. La naturalesa del règim parlamentari establert així com la coexistència d'un gran nombre de partits (fins a 14 el 1923) no afavoreixen l'estabilitat governamental; com a França i a Alemanya a la mateixa època, la durada de vida dels governs és generalment breu (una mica més de deu mesos entre 1920 i 1934). La desfilada pel poder d'una classe política, dividida per conflictes interpersonals més que sobre programes, i campanyes de signatures incessants per a l'organització de referèndums, escantonen fortament la imatge del règim amb els electors; un corrent d'antiparlamentarisme guanya ràpidament popularitat al final dels anys 1920, més o menys com s'esdevé a la resta d'Europa.

#### L'ascens del populisme

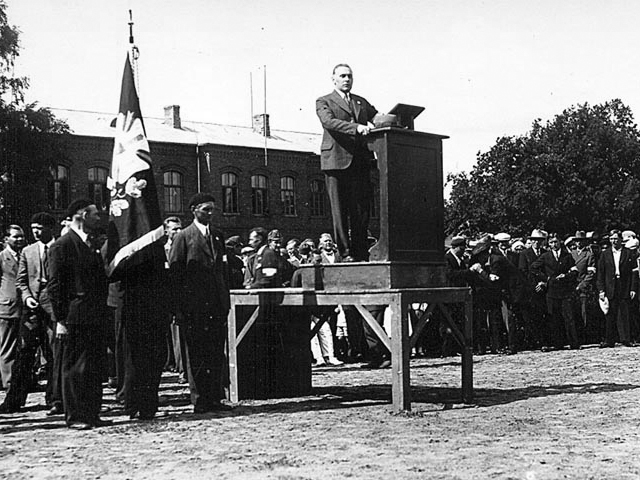
Reunió del moviment de la Lliga dels veterans : l'orador és Artur Sirk

Una associació d'antics combatents sap transformar llavors el descontentament general en un moviment polític. La Lliga dels veterans de la guerra d'Independència (Eesti Vabadussõjalaste Liit) pren el relleu el 1926 de diverses associacions del mateix tipus. Els seus objectius, més aviat corporativistes de manera inicial (prioritat als veterans de la guerra d'independència en el mercat del treball), es transformen en programa populista a partir de 1931: el moviment reclama una reducció dràstica del nombre de diputats, que considera inútils, la implantació d'un règim presidencial fort, l'anul·lació dels deutes de guerra i de les subvencions als partits oficials i a les organitzacions culturals, la lluita contra la corrupció. Per impedir a la Lliga llançar un referèndum en suport al seu projecte, els partits oficials sotmeten el seu propi programa de reforma del règim que no recull més que el 49,2% dels sufragis expressats. En un clima de crisi econòmica agreujat i d'inestabilitat governamental creixent (quatre gabinets se succeeixen en dos anys), el partit de Tönisson llança un nou referèndum el juny de 1933, que és aprovat pel 67,3% dels vots. L'agost, el govern dissol la Lliga i proclama l'estat d'emergència sense posar fi a l'agitació. Finalment el govern es resigna a sotmetre al vot les proposicions de reforma de la Lliga, amb el suport de Päts i Laidoner. La nova constitució és aprovada amb el 77,9% dels vots i entra en vigor el 1934. Tot esperant l'elecció d'un president, un govern de transició dirigit per Päts reemplaça el de Tönisson que, hostil al referèndum, ha hagut de dimitir. Els principals candidats a les primeres eleccions presidencials són Konstantin Päts, Johan Laidoner, August Rei, que representa l'ala esquerra, i finalment Andres Larka, president de la Lliga, considerat el gran favorit. Però Päts, que sap que no podrà guanyar-lo, decideix d'acord amb Laidoner prendre el poder en nom de la defensa d'Estònia. El 12 de març de 1934, restableix l'estat d'urgència que havia estat aixecat, designa Laidoner comandant de les forces armades i dissol la Lliga utilitzant el pretext fal·laciós que aquesta prepara un cop d'estat. Tots els responsables del moviment, tret de Larka, són detinguts. La Lliga no se'n recuperarà, atès que és desacreditada per una temptativa de cop d'estat duta a terme el desembre de 1935.

#### L'Era del silenci (1934-1939)

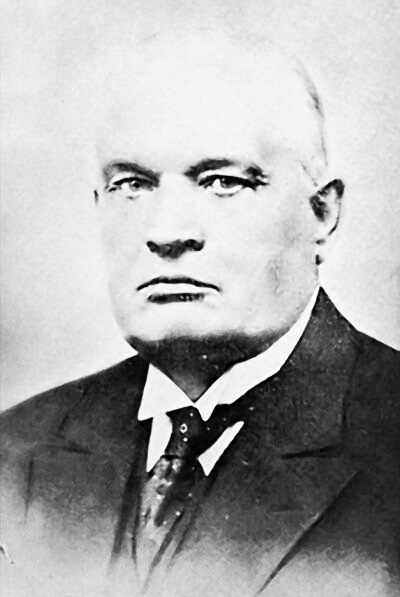
Konstantin Päts

El període següent, que es perllonga fins a la invasió soviètica de 1939 és anomenat l'«Era del silenci» (Vaikiv ajastu). El cop d'estat no suscita forta oposició. Els socialistes i els medis intel·lectuals contemplen alleujats com s'ha aparatat el perill del feixisme; nombrosos estonians temien que l'arribada al poder del moviment fos el preludi d'una guerra civil. La recuperació econòmica que es manifesta en aquesta època contribueix igualment sense cap dubte a calmar l'oposició. No obstant això, el règim que és establert per Päts no té res de democràtic: la constitució és suspesa i l'estat d'urgència és mantingut al llarg del període, els partits són prohibits i són reemplaçats per una única Lliga patriòtica. La censura és severa. Una oficina de propaganda està encarregada de posar per endavant la primacia del grup sobre l'individu, el patriotisme (200.000 estonians abandonen en aquell temps els seus patronímics amb consonàncies germàniques) i els valors rurals. Una nova constitució entra en vigor el gener de 1938. El nou règim és bicameral. La cambra baixa és escollida amb sufragi universal mentre que els 40 membres de la cambra alta o Consell d'Estat són designats per diverses institucions (cambres corporatives, institucions), el president s'encarrega de designar deu d'ells. El president és ell mateix designat per un col·legi de grans electors format pels membres de les dues cambres i representants de les col·lectivitats locals. Les primeres eleccions tenen lloc el 1938. Els opositors es poden presentar però els partits són sempre prohibits. Al final 28 escons sobre 80 són guanyades a l'oposició però deu d'aquests electes s'ajunten després al corrent majoritari.

#### Un context internacional cada vegada més amenaçant
El naixement de l'Estònia independent així com de les dels altres països bàltics es realitza a costa dels seus dos poderosos veïns, Alemanya i la Rússia soviètica. Aquesta situació perillosa sembla compensada al començament dels anys 1920 per la voluntat de França i el Regne Unit de mantenir un cordó sanitari al voltant de la Rússia bolxevic, del qual forma part Estònia. L'acostament amb Rússia, esperat algun cop, és tallat de soca-rel per la temptativa de cop d'estat de 1924 teledirigida des de Moscou. A partir dels anys 1930 la situació esdevé tibant a Europa amb la incapacitat de la Societat de Nacions per resoldre els conflictes, l'augment de poder de les dictadures i la crisi econòmica que revifa les tensions i paralitza les democràcies. Estònia intenta signar tractats de protecció bilaterals amb el Regne Unit o França però aquestes dues potències es desinteressen d'ara endavant de la regió. Una unió dels països bàltics, fomentada per les potències occidentals, no suscita més que un interès molt moderat dels dirigents estonians que consideren que les tres nacions tenen pocs objectius comuns. Estònia intenta en va arribar a un acord de defensa amb Finlàndia, que no hi veu cap interès, i amb la Suècia que es refugia darrere el seu estatut d'Estat neutral.

## L'era soviètica (1939-1991)

### La primera ocupació soviètica
Poc després del fracàs de les negociacions entre la Unió soviètica d'una part i França i el Regne Unit de l'altra, l'Alemanya nazi i l'URSS signen el 23 d'agost de 1939 el Pacte germano-soviètic. A més a més d'un acord de no-agressió, aquest tractat conté clàusules secretes que delimiten les zones d'influència d'Alemanya i l'URSS. Els dirigents soviètics no havien acceptat la independència dels països bàltics que priva la Unió soviètica d'un accés a un mar lliure de gels a la seva part occidental. Obtenen dels alemanys que Letònia, com també Estònia, sigui inclosa en la zona d'influència de l'URSS. L'1 de setembre, l'exèrcit alemany, que d'ara endavant ja no correrà més el risc d'haver de lluitar en dos fronts, envaeix Polònia, el que posa en marxa l'entrada en guerra de França i del Regne Unit i el començament de la Segona Guerra Mundial. Stalin, en comprovar que el conflicte es torna avantatjós per a Alemanya, declara al seu torn la guerra a Polònia el 17 de setembre de 1939 i ocupa la part oriental d'aquesta, conforme al pacte.
Estònia es declara immediatament neutral, però els dirigents soviètics exigeixen negociacions exercint un bloqueig marítim i terrestre del país per tal de donar suport a la seva demanda. El president Konstantin Päts, que sap que el seu país és aïllat, accepta signar el 28 de setembre un tractat d'assistència mútua que permet als soviètics instal·lar bases navals sobre el territori estonià. L'Exèrcit soviètic instal·la poc després tropes terrestres en violació d'aquests acords. Adolf Hitler ha negociat en el marc del pacte la repatriació dels germanòfons sobre el territori alemany: aquests han de convertir-se en els nous colons de l'Alemanya ampliada. La quasitotalitat dels germano-bàltics estonians, o sigui 20.000 persones, accepten respondre a la crida del govern nazi i es van d'Estònia entre octubre de 1939 i 1941, posant fi a una presència que havia marcat el país des del segle xiii.

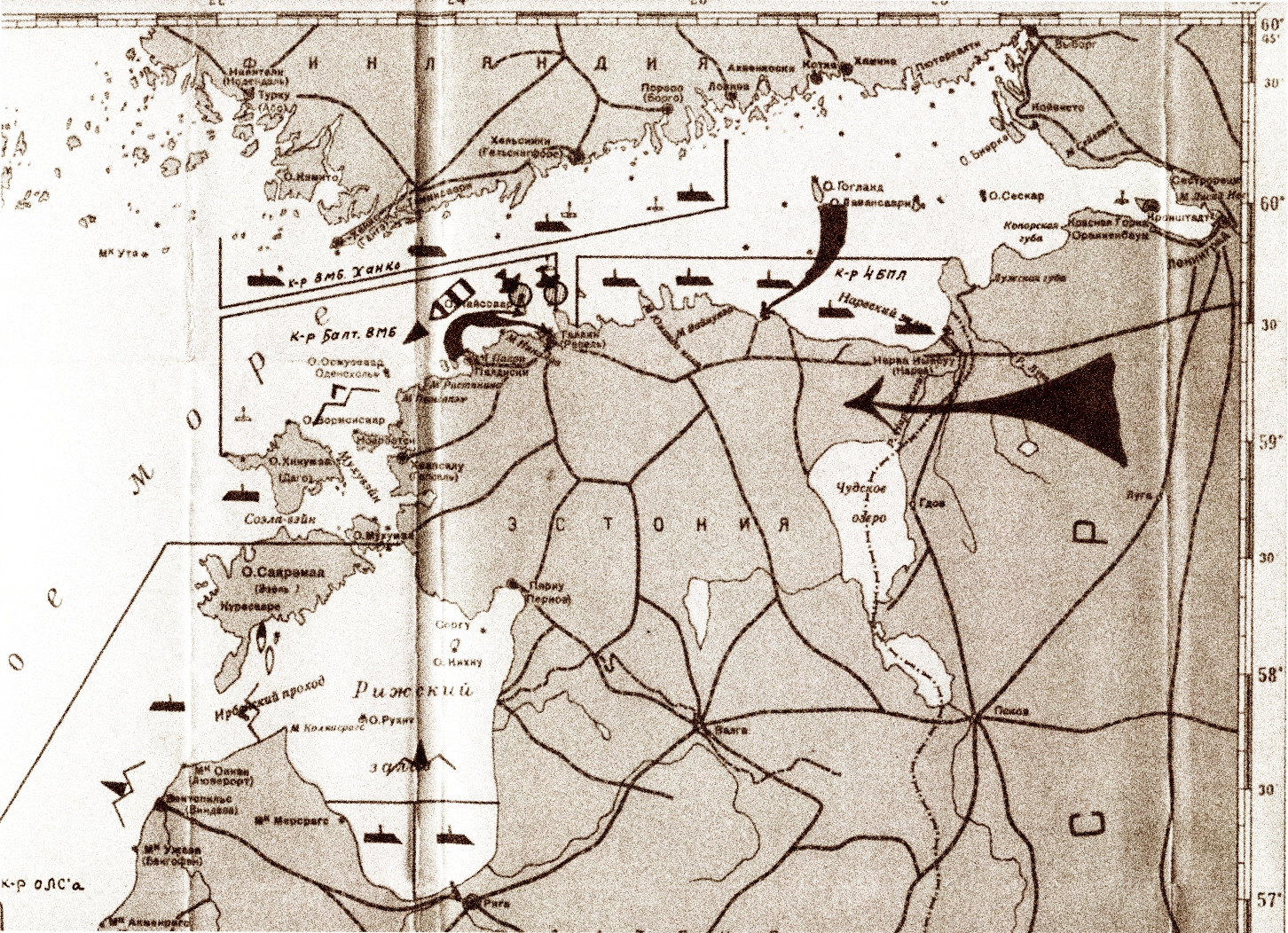
Pla del bloqueig i de la invasió d'Estònia per l'Urss (1940)

La derrota dels aliats sobre el front occidental permet a la Unió soviètica salvar l'etapa següent. El dia de l'entrada de les tropes alemanyes a París (14 juny de 1940), Moscou posa en marxa incidents a les fronteres dels països bàltics després adreça un nou ultimàtum pretextant que el pacte d'assistència mútua signat per aquests el 1934 constitueix una greu amenaça per a l'Urss. Als governs bàltics els és ordenat obrir la seva frontera a les tropes russes. Estònia, com els seus veïns, obtempera i, en la nit del 16 al 17 de juny, 4.000 homes i 600 tancs penetren sobre el seu territori sense trobar de resistència i prenen possessió dels principals punts estratègics. El general Johan Laidoner ha de signar la «imposició de Narva» que imposa la restitució de les armes, col·loca els mitjans de comunicació sota el control de l'URSS i prohibeix les reunions polítiques. El govern Uulots, sota la pressió de pseudomanifestants., deixa el lloc a un nou equip compost en part d'intel·lectuals no comunistes dirigits pel metge i poeta Johannes Vares. S'organitzen eleccions, àmpliament manipulades, a mitjan juliol: gairebé tots els candidats d'oposició són recusats; aquells presentats pels comunistes guanyen amb el 93% dels vots amb una participació d'un 84%. El president Päts és destituït de les seves funcions per l'assemblea i els diputats electes proclamen Estònia com a República socialista soviètica i demanen la seva incorporació a l'URSS. El 6 d'agost de 1940, Estònia s'integra oficialment la Unió soviètica. L'NKVD soviètic duu a terme una campanya de purgues. Els principals quadres dirigents estonians són detinguts i reemplaçats per comunistes, entre els quals nombrós estonians que havien residit a l'URSS. Els estonians detinguts són deportats a Rússia o de vegades són afusellats sobre el terreny. Estònia és dotada d'institucions soviètiques. L'assemblea pren la denominació de Soviet Suprem i l'executiu és confiat al Consell dels comissaris del poble dirigit per Johanes Lauristin. El partit comunista, que compta aproximadament amb 4.000 membres, és instituït partit únic.
L'economia és completament nacionalitzada tret del comerç al detall. En principi les propietats agrícoles no es veuen per aquestes mesures però aproximadament un quart de les terres són confiscades sota pretextos diversos. El mercat del treball és d'ara endavant administrat pels planificadors soviètics que redestinen els obrers estonians segons de la demanda. Prop de 2.000 obrers estonians són així deportats fora d'Estònia. El nivell de vida s'enfonsa. L'ensenyament de la història és completament revisat; s'endeguen cursos de marxisme-leninisme i de rus, mentre que els cursos de religió i de llengües antigues desapareixen. La premsa és col·locada sota el control de l'Estat. A la primavera de 1941, la tensió creixent entre l'URSS i Alemanya comporta un creixement de la repressió a totes les regions annexades recentment. Aproximadament 6.000 estonians són detinguts entre gener i juliol de 1941, després més de 9.000 persones (sigui 1% de la població estoniana) són detingudes el 14 de juny al final d'una operació acuradament preparada i qui afecta tots els països bàltics. Una gran part dels homes detinguts són executats sobre el terreny o en la Unió soviètica i la majoria de les dones i dels nens no sobreviuran la prova dels camps. Una setmana més tard, el 22 de juny, Alemanya posa en marxa l'Operació Barbarroja contra la Unió soviètica. Des de l'anunci de la guerra, les atrocitats es multipliquen sobre el territori estonià, mentre que 33.000 estonians són incorporats per força en l'Exèrcit Roig dels quals menys de la meitat tornarà viu del conflicte. Els exèrcits alemanys, que han enfonsat ràpidament el front soviètic, són acollits com a alliberadors pels estonians que veuen la fi del seu malson. Una força de guerrilla més de 10.000 Estonians contribueix espontàniament a l'alliberament del territori de l'ocupant soviètic. Els combats sobre el territori estonià, començats el 7 de juliol, s'acaben el 21 d'octubre. Els soviètics havien evacuat aproximadament 25.000 col·laboradors propers.

### L'ocupació alemanya (1941-1944)

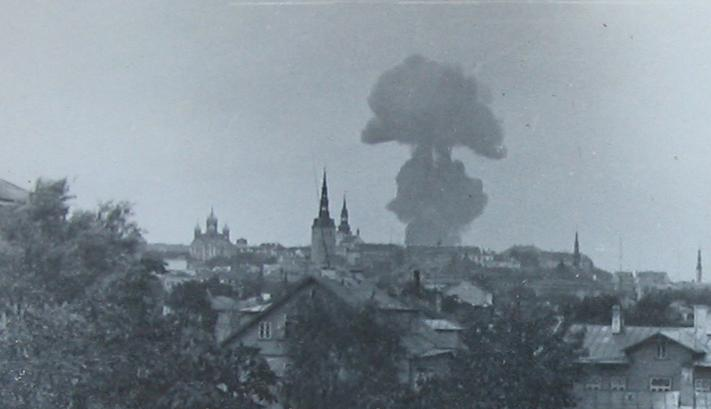
Tallin bombardejada pels alemanys en el moment de la invasió de 1941

A Alemanya no li passa pel cap retornar la seva independència a Estònia, ni que sigui de manera simbòlica. El país és unit administrativament al Reichskommissariat Ostland que comprèn igualment Belarús i els altres països bàltics; li és aplicat el programa de neteja ètnica Generalplan Ost. L'ocupant considera tanmateix els ugrofinesos, en la seva visió racista del món, com a part dels pobles nòrdics, i. per tant, superiors als eslaus i a fortiori als jueus; a més, aquests pobles han rebut d'una elit germanòfona, i durant diversos segles, l'ensenyament de l'exemple. Les exaccions durant l'ocupació alemanya són essencialment limitades a les minories que el règim nazi empaita : els jueus que no han fugit, o sigui un quart dels efectius que comptava més de 4.500 persones abans de guerra, són eliminats despietadament entre agost i desembre de 1941, així com un nombre de zíngars potser equivalent, i entre 4.000 a 6.000 comunistes, resistents i membres de batallons de destrucció. D'altra banda, una desena de milers de jueus procedents dels països veïns pereixen en camps de concentració instal·lats sobre el territori estonià, així com aproximadament 15.000 presoners de guerra russos. El 19 de setembre de 1944, en vigílies de la tornada de l'Exèrcit Roig, l'ocupant perpetra la major massacre que hagi conegut mai Estònia a Klooga, i elimina salvatgement aproximadament 1.800 persones, essencialment jueus. Una petita minoria d'estonians, motivada essencialment per l'anticomunisme, col·labora amb els alemanys. No obstant això les forces de seguretat estonianes tenen un paper actiu en les detencions i els autòctons forneixen la part més important dels guàrdies dels camps de presoners i camps de concentració.
L'ocupant accepta, a petició dels Estonians, la constitució d'una milícia encarregada de perseguir els comunistes i de mantenir l'ordre, però aquest cos, popular al començament de l'ocupació, perd ràpidament tot atractiu. L'agost de 1942, els dirigents nazis decideixen constituir un cos de la Waffen-SS estoniana que no aconsegueix reclutar més que 500 voluntaris. A partir de febrer de 1943, les classes 37 a 42 són mobilitzades pels alemanys sense gran èxit: si bé més d'un terç dels reclutes són malgrat tot incorporats o enviats a Alemanya a les indústries de guerra, prop de 6.000 joves s'uneixen a l'exèrcit finlandès que combat l'Exèrcit Roig, mentre que la resta pren el camí del maquis.

### La segona ocupació soviètica (1944-1991)

#### La invasió soviètica
A partir de 1943, les tropes alemanyes, que s'havien endinsat profundament al territori soviètic, retrocedeixen. A començaments de 1944, estableixen una línia de defensa sobre el riu Narva. Quan s'acosta l'Exèrcit Roig, que avança inexorablement, una crida llançada per Uulots, el cap de govern d'abans de la guerra, aconsegueix mobilitzar entre 38.000 i 4.0000 homes per rebutjar un invasor particularment temut. En total, prop de 70.000 Estonians lluiten al costat de les forces alemanyes i aconsegueixen bloquejar l'Exèrcit Roig durant sis mesos a l'est d'Estònia. Durant aquesta fase de la batalla, els bombardejos aeris soviètics destrueixen el centre de Narva i de Tallinn. Però l'evolució del conflicte sobre altres fronts i l'armistici demanat per la Finlàndia que fa pesar una amenaça sobre el conjunt de la costa bàltica comporten la retirada de les tropes alemanyes, i finalment Tallinn cau el 22 de setembre de 1944; la conquesta d'Estònia s'acaba el novembre de 1944. La invasió de l'Exèrcit Roig provoca un èxode massiu de la població que tem represàlies com les que han experimentat certs pobles caucasians de l'URSS en circumstàncies similars. Durant l'estiu del 1944, prop de 80.000 persones, o sigui un 9% de la població pren el mar i intenta escapar-se. Entre 4.000 i 7.000 d'elles pereixen de camí, víctimes dels caces bombarders soviètics que ataquen els vaixells carregats de civils. Un terç dels supervivents desembarquen a Suècia, la resta a Alemanya d'on la majoria arribaran llavors a Amèrica del Nord. Aquest èxode és una catàstrofe per a l'Estònia que perd una gran part de les seves elits intel·lectuals, del cos docent i dels dirigents religiosos ja delmats per les massacres precedents. Al final d'aquests esdeveniments, no queda més que un 25% del cos professoral a Estònia; el país ha perdut d'altra banda un 20% de la seva població d'abans de la guerra.

#### El temps de la repressió (1944-1949)

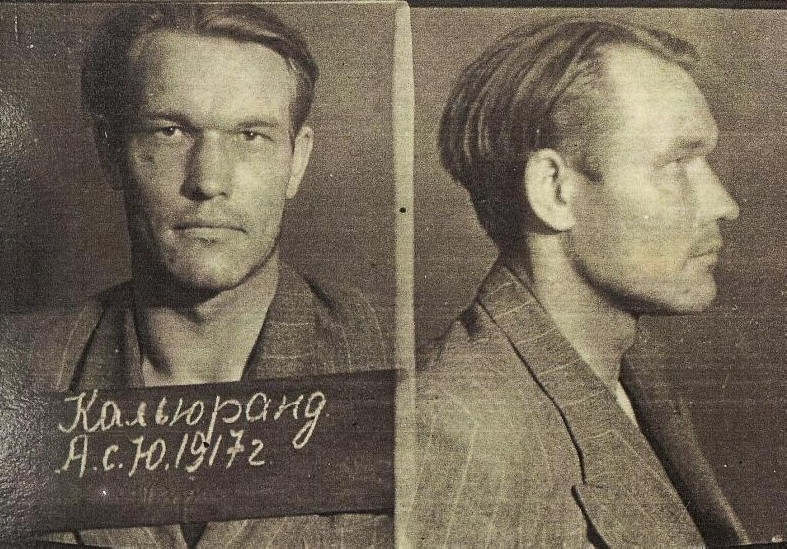
Ants Kaljurand un germà del bosc fotografiat poc abans de la seva execució pels soviètics (1952)

Abans fins i tot que els combats a Estònia no s'acabin, els dirigents soviètics decideixen d'amputar el país de diversos territoris, que representen un 5% de la seva superfície (la riba dreta del Narva i la regió de Petxori). Es tracta de llocs susceptibles de tenir un paper estratègic i que l'URSS desitja conservar en l'eventualitat de tractats de pau que l'obliguessin a restituir la seva independència a Estònia. Es reprenen campanyes de detenció que afectaran, entre 1944 i 1949, aproximadament a 75.000 persones, de les quals un terç és afusellat o mor en camps, mentre que la resta és deportada. Els estonians que han lluitat contra l'Exèrcit Roig i no han pogut fugir del país, així com una part dels que s'han negat a deixar-se enrolar pels soviètics, prenen el camí del maqui com en els altres països bàltics : els Germans del Bosc, que són en els anys 1945-1947 30.000 o sigui 4% de la població, lluiten amb l'esperança que les forces aliades vindran alliberar el país de l'ocupació soviètica. El moviment, bé que mal organitzat, mal armat i pràcticament desproveït de suport exterior, aconsegueix sobreviure i dur a terme accions fins a 1949. Per trencar alhora el moviment i la resistència a la col·lectivització agrària en curs, les autoritats soviètiques realitzen entre el 25 i 29 març de 1949 una deportació massiva dels pagesos més emprenedors i de les persones que tenen activitats polítiques o culturals: 21.000 estonians són enviats a Rússia d'Europa i a Sibèria, generalment en explotacions agrícoles. Tornaran progressivament, a partir de la mort de Stalin. El moviment dels germans del bosc, d'ara endavant pràcticament aïllat del seu suport logístic, i despietadament empaitat, es debilita progressivament llavors. Després de 1960, la repressió disminueix i les deportacions acaben.

#### Els òrgans de direcció de la República socialista soviètica d'Estònia

Els colors de l'RSS d'Estònia reemplacen la bandera tricolor adoptada en el moment de la primera independència

El país, convertit en República Socialista Soviètica d'Estònia, és dotat d'un consell dels ministres i d'una assemblea legislativa escollida per sufragi universal sobre una llista única que mai pràcticament no és convocada. El poder real és exercitat pel Partit Comunista d'Estònia que és una secció local del Partit comunista de l'URSS. En vida de Stalin (1945-1953), el partit no fa més que complir les instruccions vingudes de Moscou. Accedeix a una certa autonomia llavors en particular quan Nikita Khrusxov accedeix al poder (1956-1964). El partit, que compta amb 2.400 membres el 1946, n'aplega 113.000 en 1988. Però els èstonians es queden durant tot el període d'ocupació en minoria al si del partit i de la seva direcció. El 1953 no representen més que un 44% dels efectius del partit del qual un terç són «iestonians» (sobrenom donat als estonians criats o que han viscut a Rússia, als quals se'ls distingeix per la seva pronunciació de l'E a la russa); la proporció d'estonians de soca-rel creix després, però el 1981 no representen més que un 49% dels efectius del partit. Al comitè central i a la direcció del partit la proporció és encara més feble. Durant aquest període els tres dirigents que se succeeixen al capdavant del partit i que, amb aquest títol, exerciten el poder real sobre Estònia, són tots ells estonians russificats: Nikolai Karotamm que dirigeix el partit fins a 1950 ha passat 20 anys a Rússia, Johannes Käbin que pren el relleu i es manté en aquest lloc fins a 1978, ha viscut a partir de l'edat de cinc anys a Rússia i ha hagut de reaprendre l'estonià mentre que Karl Vaino, que reemplaça Käbin el 1978, va néixer a Rússia, arriba a Estònia als 24 anys no parlarà mai correntment la llengua del país Però no hi ha tanmateix un verdader rebuig del sistema, ja que prop d'un 20% de famílies estonianes compten almenys un membre en el partit en vigílies de la independència i una gran part de la intelligentsia estoniana s'hi adhereix. El moviment independentista de la fi dels anys 1980 serà d'altra banda àmpliament conduït per membres del partit comunista estonià com ara Edgar Savisaar que llavors assumiran de les responsabilitats al si del país novament independent.

#### L'economia col·lectivitzada

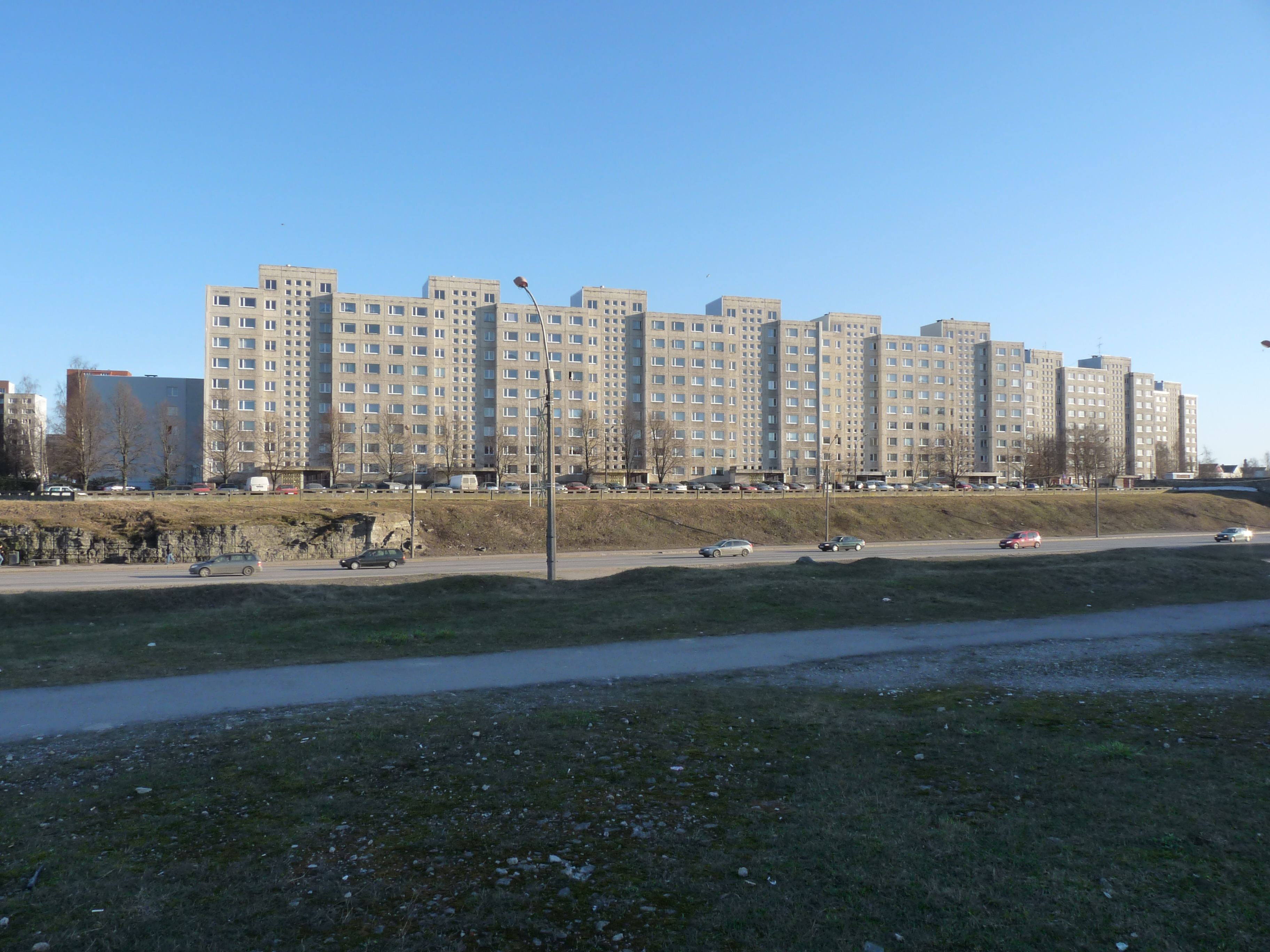
Gran conjunt típic del període soviètic (Tallin, Lasnamäe)

En finalitzar la guerra, Estònia està destrossada: les ciutats estan en gran part destruïdes (Tallin en un 50%, Narva en un 97%), així com els establiments industrials (45%). La indústria és nacionalitzada i Moscou dona prioritat a les inversions a la indústria pesant, en particular a les indústries energètiques: es desenvolupa l'extracció dels esquistos bituminosos de Virumaa. Dues centrals tèrmiques (el 1975) cremen una part de la producció i alimenten d'energia la megalòpoli de Leningrad. Després de la mort de Stalin, els responsables de la planificació soviètica decideixen especialitzar la regió en la producció de màquines-eines i de productes agroalimentaris. Els establiments industrials més importants són implantats a la regió de Tallin. El creixement de la indústria pesant molt forta (+36% entre 1946 i 1950 després +14% entre 1951 i 1955,+11,4% de 1956 a 1960, +4,4% de 1976 a 1980), que fa d'Estònia el millor alumne de totes les Repúbliques socialistes, necessita el recurs a una mà d'obra important que aflueix des de les regions russes veïnes. El preu ecològic és particularment pesat: la Virumaa és destrossada per les pedreres d'extracció a cel obert, les centrals tèrmiques, tenint en compte el combustible utilitzat, són particularment contaminants. El mar Bàltic i les costes són fortament degradats per les emissions industrials en absència de plantes depuradores.
L'agricultura no és immediatament col·lectivitzada, ja que l'organització del nou poder no està encara prou desenvolupada. Els primers kolkhozs apareixen el 1947; es generalitzen immediatament després de la deportació de 1949 destinada a trencar tota resistència i les últimes granges desapareixen el 1952. Estònia compta, el 1953, amb 934 kolkhozs agrícoles (152 el 1985), 84 kolkhozs de pesca (8 el 1985), 115 sovkhozes (152 el 1985), mentre que les terres individuals representen un 8% de la superfície cultivada (Un 4% el 1985). Com en la resta de l'URSS, la nova organització es tradueix en principi per una baixada d'un 10% de la producció agrícola entre 1950 i 1955. Malgrat la ineficàcia del sistema, la producció agrícola d'Estònia és, el 1980, d'un 75% superior a la de 1939. Els pagesos estonians treballen particularment fort sobre les seves parcel·les privades fins al punt d'esdevenir el primer productor de cogombres de l'URSS.
En els anys 1950, les dones són clarament més nombroses que els homes en la feina (Un 54% dels usos el 1954). Aquest desequilibri, que es troba en la composició de la població (Un 65% de dones el 1959), es desprèn alhora de l'emigració, de les deportacions i dels conflictes passats. La industrialització arrossega un fort creixement dels efectius del sector secundari, que superen el 1960 els del sector primari abans d'estabilitzar-se a un 35% dels llocs de treball. El 1980, el sector terciari representa un 50% dels llocs de treball, però la seva productivitat, com en tots els països socialistes, és particularment feble. A conseqüència d'aquest nou repartiment, les ciutats estonianes creixen ràpidament i la població urbana comprèn ja el 71% de la població el 1984 contra un 31% el 1945. El repartiment entre els centres urbans està molt desequilibrat: Tallin compta el 1980 42.000 habitants sigui un terç de la població d'Estònia.

#### La societat estoniana durant l'era soviètica
El nivell de vida, després d'haver abaixat immediatament acabada la guerra, augmenta de nou i és aviat més elevat a Estònia que en totes les altres repúbliques socialistes. Però la qualitat de vida resultant és, com en la resta de l'URSS, molt baix comparat als estàndards occidentals a la mateixa època: sovint hi ha escassetat d'aliments bàsics, la qual cosa dona lloc a un important mercat negre; els productes manufacturats són mala qualitat i els productes importats inexistents, excepte per a una minoria de privilegiats. A partir dels anys 1960, el creixement s'afluixa, després s'instal·la l'estancament en els anys 1980. Quan els primers contactes són represos amb Finlàndia en els anys 1980, els estonians comproven que s'ha cavat un fossat entre el nivell de vida dels dos països. Sota el nou règim la llibertat de moviment està restringida. Nombroses zones militars de la costa són la ubicació de diverses bases militars russes o ciutats tancades com Sillamaë, l'accés a les quals està prohibit. Per impedir les fugides cap a Suècia, la circulació a les illes i sobre la costa és limitada; només algunes platges són obertes al bany i només de dia. Dins del país, la circulació de les persones és controlada per un sistema de passaport interior i l'accés a l'allotjament és vinculat a la feina, la qual cosa posa tot trasllat difícil.

#### La immigració russòfona i la lluita per a la supervivència de la cultura estoniana
La immigració massiva dels russòfons al país acompanya la ràpida industrialització de la postguerra. La majoria dels immigrants són camperols que provenen de les regions russes veïnes, que desenvolupen feines poc qualificades a les fàbriques: entre 1945 i 1953, els efectius dels estonians de soca-rel, a conseqüència de les deportacions i dels exilis massius, passen de 855.000 a 780.000 mentre que 215.000 russòfons s'instal·len al país. Aquesta immigració continua després a un ritme més lent: 65.000 nouvinguts entre 1953 i 1959, 300.000 entre 1960 i 1989. La proporció d'estonians passa del 88,2% el 1934, al 74,6% el 1959, 68,2% en 1970 i 61,5% el 1989. Entre 1953 i 1989, la població total passa d'1,14 milions d'habitants a 1,565 milions, però aquest creixement demogràfic és pràcticament del tot per causa de la immigració, ja que l'índex de natalitat dels estonians és durant tot aquest període un dels més baixos d'Europa i no permet la renovació de les generacions (15 per a mil el 1970). La minoria russòfona és encara més visible en la mesura que està concentrada a les ciutats del nord i de l'est mentre que és absent del medi rural: és majoritària a Tallin (Un 53% el 1989) i forma verdaders enclavaments russos a les regions més industrials: 95% a Narva, 75% a Kohtla-Järve.
No hi ha una voluntat deliberada dels dirigents soviètics de fer desaparèixer la cultura estoniana. L'estonià continua sent la llengua d'ensenyament a les escoles estonianes així com a la universitat, contràriament, en aquest últim cas, al que passa a Ucraïna. Però el 1978, l'arribada de Karl Vaino al capdavant del Partit comunista d'Estònia és seguida per un canvi de política: l'ensenyament del rus es fa d'ara endavant des del primer any del primari. A partir de 1976, les tesis doctorals han de ser redactades en rus a les matèries científiques. El 1980, un 83% dels programes de televisió són en rus. En l'administració, els formularis en estonià desapareixen. Els discursos en el moment de les grans cerimònies són en rus. Però els estonians resisteixen: el 1979 la proporció d'estonians que declaren parlar el rus és la més baixa de tots els pobles de l'URSS (24%). Els russos instal·lats a Estònia anuncien el mateix desinterès per la llengua local amb un 13% de parlants en estonià.

#### La revolució cantant (1985-1991)

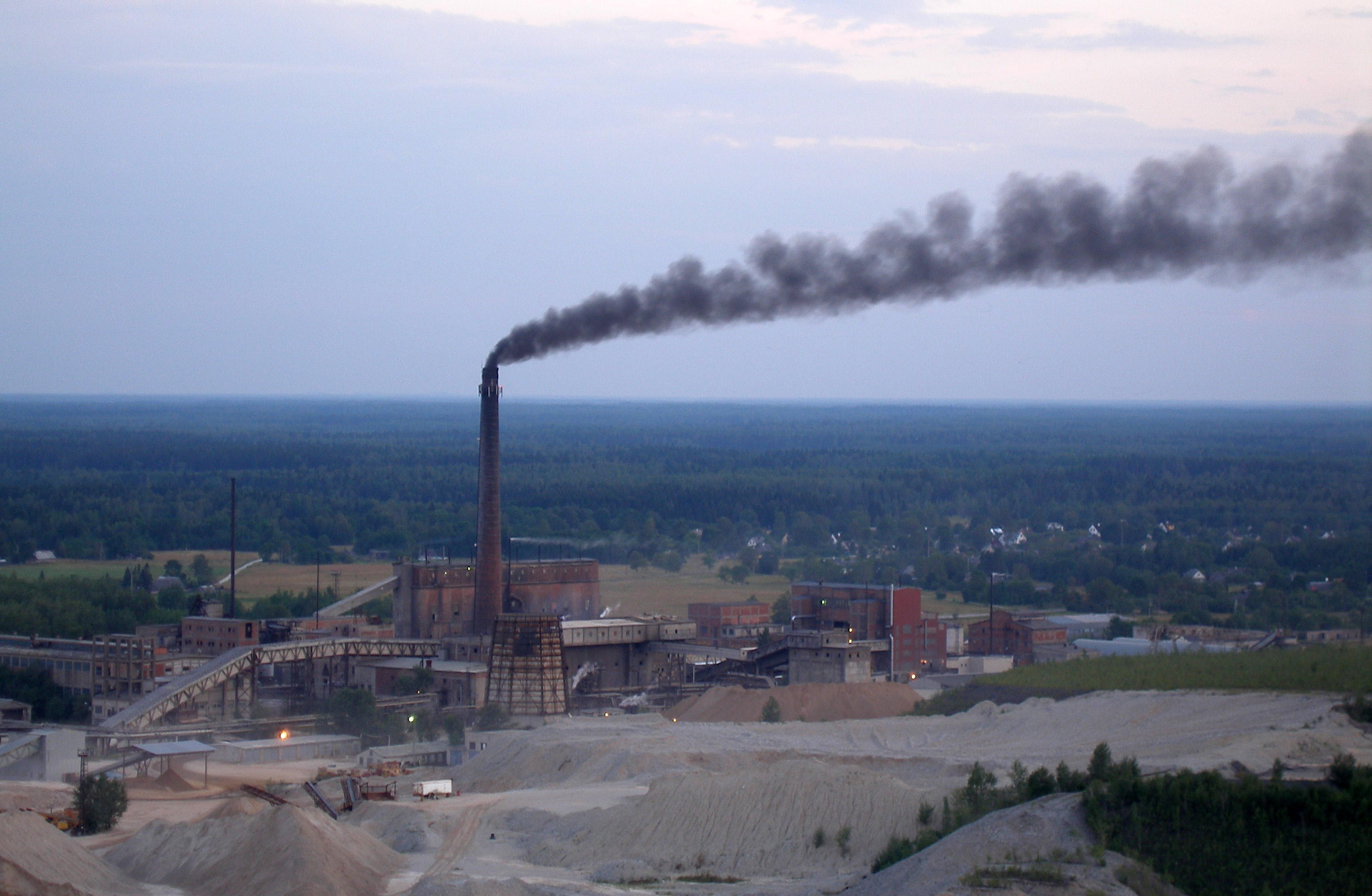
El moviment contra la implantació d'una mina de fosfats fet per primera vegada doblegar el poder comunista (aquí una fàbrica d'extracció de petroli a partir de l'esquist)

Mikhaïl Gorbatxov arriba al capdavant de l'URSS el 1985. Trencant amb els seus predecessors, aposta per un programa de transparència (glàsnost) per reconstruir (perestroika) el sistema econòmic soviètic poc eficaç i que ja no aconsegueix assegurar el creixement. En aquest context aparentment menys repressiu i mentre qel món es troba sota el xoc de l'catàstrofe nuclear de Txernòbil (abril de 1986), neix a Estònia un moviment ecologista Estònia contra l'obertura d'una nova mina de fosfats i per primera vegada des del començament de l'ocupació soviètica les autoritats retrocedeixen davant la pressió popular. A la mateixa època un grup estonià per a la publicació de les clàusules secretes del pacte germano-soviètic, del qual els dirigents soviètics continuen negant l'existència, organitza el 23 d'agost de 1987 una manifestació prop de la seu del govern que aplega diversos milers de persones i que no és reprimida. Les commemoracions sobre temes prohibits - guerra d'independència, deportacions de 1949 - es multipliquen en els mesos següents. La bandera tricolor estoniana, desterrada des de la invasió soviètica, és blandada regularment en els seguicis. Els estonians prenen el costum de reunir-se per cantar obertament cançons nacionalistes donant el seu nom a la revolució pacífica en curs: la Revolució Cantant. Els dirigents del Partit Comunista d'Estònia reaccionen amb moderació i intenten acompanyar el moviment. Edgar Savisaar, membre del partit i director del Comitè del Pla, crea el Front Popular d'Estònia destinat a donar suport a la perestroika i a ampliar l'espai de llibertat que s'acaba de crear per a Estònia. El juny de 1988, sota la pressió de Moscou que desitja obtenir l'adhesió de les poblacions al seu programa de reforma, el secretari de l'EPK, el russòfil Vaino, és apartat en benefici de l'estoniòfil Vaino Väljas. Però això no atura la radicalització del moviment. El Partit de la Independència Nacional Estoniana apareix l'agost de 1988 i reclama la independència nacional. La reivindicació és represa per un orador en el transcurs d'un festival de cant que reuneix 300.000 estonians. Per contra, i encoratjat pels serveis secrets russos, es crea al juny el Front Internacionalista o Interliikumine, organització similar a l'Interfront creada a Letònia: aplega els russòfons i iestonians hostils a l'ascens del «nacionalisme burgès» i a la « contrarevolució desbocada»,
L'octubre de 1988, Gorbatxov proposa una refundició dels textos constitucionals de la Unió soviètica que és rebutjada pels Estats bàltics, ja que, bé que liberal en l'esperit, arribaria a privar les repúbliques del dret de retirar-se de la Unió. El Soviet suprem d'Estònia adopta progressivament posicions cada vegada més nacionalistes, que duran el novembre a una votació on es restableix la sobirania jurídica d'Estònia. El gener de 1989, una llei votada reafirma que l'estonià és l'única llengua nacional i que els funcionaris i els empleats en contacte amb el públic n'han de tenir el domini. El març de 1989, s'organitzen per primera vegada eleccions verdaderament lliures per escollir els representants d'Estònia al Congrés dels representants del poble de l'URSS, que és el nou organisme representatiu central que ha implantat Gorbatxov. La consulta, que tindrà un 87% de participació, envia 27 representants del Front nacional sobre 36 delegats, i consagra la derrota dels conservadors. El 23 d'agost, data de l'aniversari del pacte germano-soviètic, sobre una idea llançada per Savisaar, d'un a dos milions de persones es donen la mà per formar una cadena humana quasi continua de Tallin a Vílnius, la Via Bàltica, per demanar la independència dels països bàltics. L'esdeveniment, que pel seu caràcter espectacular té un gran ressò en els mitjans de comunicació internacionals, interpel·la els dirigents dels països occidentals, fins aquí reticents a donar suport al moviment d'independència que podria travar la política d'obertura practicada per Moscou. El seu èxit referma d'altra banda la resolució dels Bàltics. Finalment el 23 d'agost del 1988, el contingut de les clàusules del Pacte germano-soviètic és publicat pel Soviet suprem de l'URSS. A conseqüència d'aquest anunci, el Soviet suprem d'Estònia declara el resultat de l'escrutini de juliol de 1940 il·legal i l'«alliberament» per l'Exèrcit Roig que l'ha precedit és redefinit com una annexió. Moscou intenta, en va, raonar amb els governs dels Estats bàltics en marxa cap a la independència, tot sostenint que aquesta no és viable tenint en compte la mida dels Estats i la imbricació de la seva economia en el conjunt de la soviètica.

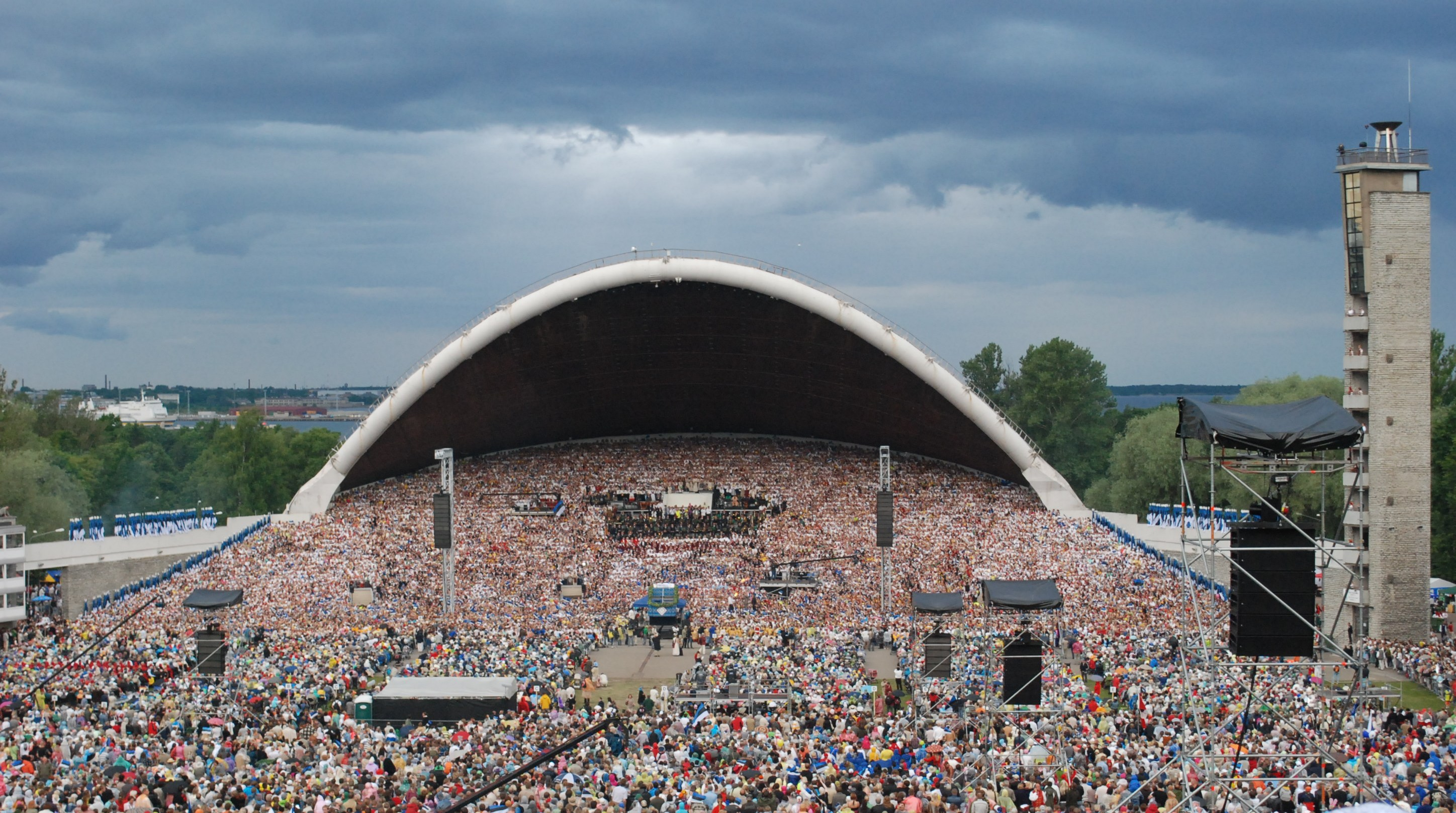
Els festivals de cant han jugat un gran paper en el despertar del sentiment nacional (aquí a Tallin el 2009)

Estònia és llavors en plena ebullició. Centenars de carrers i de llocs són rebatejats com, a Tallin, la posició de la Victòria (de l'Exèrcit Roig) que esdevé la posició de la Llibertat. Els programes escolars són expurgats dels afegitons o deformacions soviètiques, els testimoniatges escrits dels supervivents de la deportació als camps soviètics són publicats. Els diaris canvien de línia i de vegades de títol com Edasi («Endavant») que reprèn el nom del principal diari d'abans de la guerra Postimees. Al costat del Front nacional de Savisaar, apareixen nous partits. Es dibuixen dues vies cap a la independència: els partidaris d'un pas negociat sense ruptura amb el règim precedent són generalment procedents de l'ala reformadora del partit comunista com Savisaar; els membres sobretot del partit de la independència nacional, una part dels medis dissidents, els estonians emigrants rebutgen completament el règim i volen la tornada a la situació d'abans de 1940. En particular, consideren que els russòfons instal·lats sobre el territori des de 1944, còmplices d'una temptativa de genocidi cultural, no tenen el dret de participar en el debat polític. Aquest corrent minoritari de manera inicial, a qui es retreu que enverina les relacions entre les dues comunitats, és molt actiu amb els governs occidentals i soviètic. En aquest corrent, diversos comitès de ciutadans decideixen organitzar el març de 1989 eleccions sobre la base d'un col·legi electoral expurgat del seu component considerat com a estranger: els russòfons emigrats a partir del 1944 són exclosos mentre que els emigrants són convidats a participar en el vot. L'escrutini, que té lloc el 24 de febrer, data aniversari de l'acord de Tartu, és un èxit : 600.000 votants escullen un Congrés sense poder real però que reafirma el marc il·legal del règim imposat per la Unió soviètica. Una setmana més tard, les eleccions de l'assemblea oficial, el Soviet Suprem d'Estònia, apleguen 1.130.000 votants i consagren l'esfondrament de l'EPK, que no recull més que el 3,6% dels sufragis. El Front popular arriba al capdavant amb un 24% dels vots.

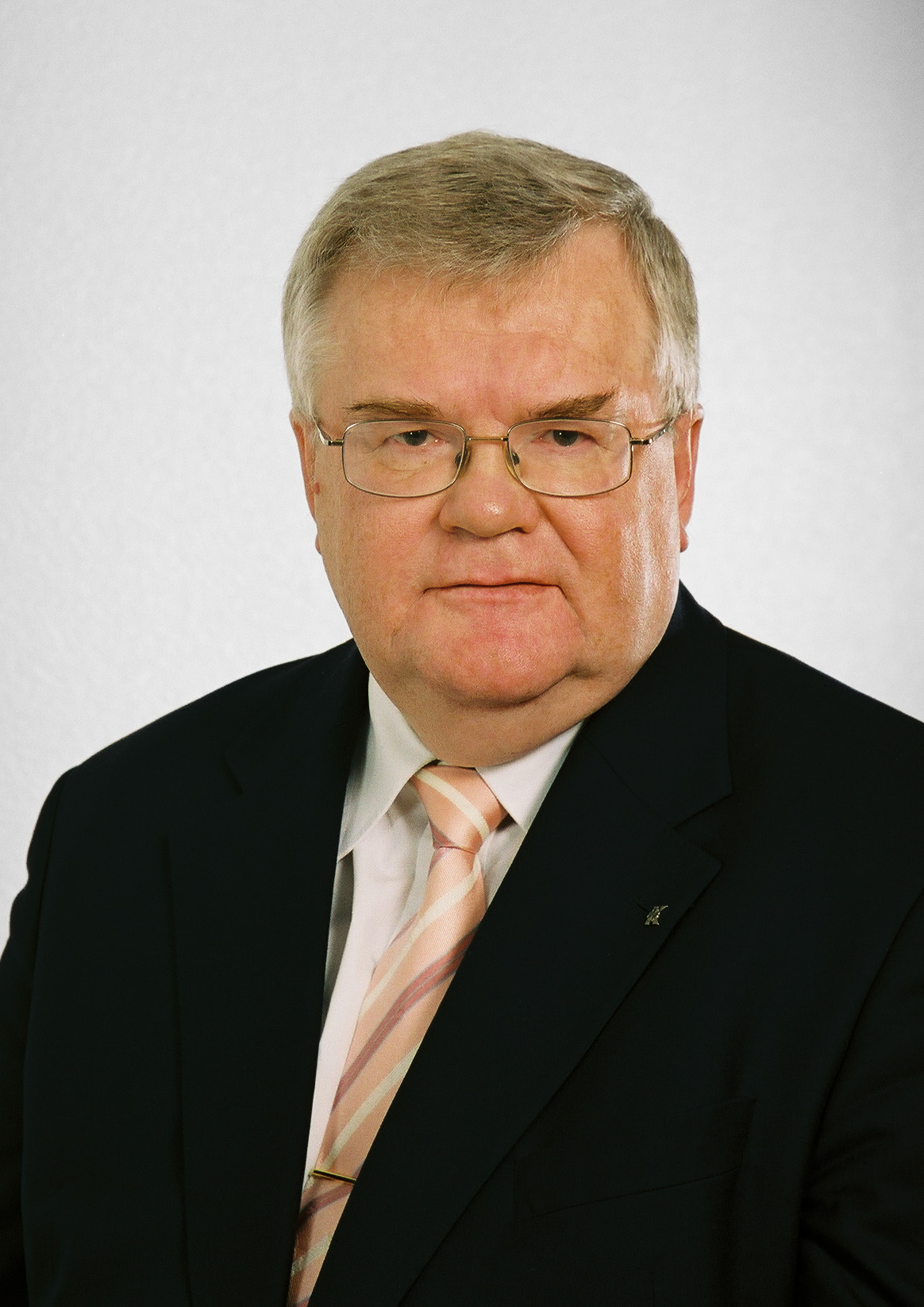
Edgar Savisaar, comunista reformador, és un dels polítics claus de la marxa cap a la independència

La posició dels partits moderats es radicalitza per diverses raons: l'URSS s'està esfondrant i la política de Gorbatxov està fracassant de manera manifesta; les negociacions amb Moscou sobre el nou estatut d'Estònia no avancen, la independència sembla una solució cada vegada més viable. Sota la pressió de l'opinió pública, la posició dels moderats s'acosta a la sorgida del Congrés. A finals de març, el Soviet suprem anuncia que Estònia començarà una fase transitòria destinada a preparar la independència. Aquest pas progressiu permet, contràriament als altres països bàltics que declaren de manera abrupta i unilateral la seva independència, de no xocar de front contra el «gran germà» soviètic i d'evitar les mesures de represàlia. Savisaar, qui ha abandonat la seva militància al Partit Comunista, esdevé Primer Ministre d'Estònia a començaments d'abril. Tracta, amb els altres dirigents bàltics, de negociar amb Gorbatxov la independència, però aquest s'atura per por de provocar una explosió completa de la Unió soviètica. La situació és tensa: manifestants vinculats a l'Interfront prosoviètic intenten en va prendre per assalt la seu del govern, es multipliquen les vagues i els moviments al carrer. Els 120.000 militars soviètics presents al territori estonià són sentits com una amenaça. L'esfondrament econòmic provocat per la sortida de l'economia dirigida accentua la tensió en el transcurs del primer trimestre del 1989. En els tres Estats Bàltics s'organitza un referèndum a començaments de març per determinar la independència. Els partidaris el guanyen amb un 78% dels vots. Un terç dels russòfons hi són favorables. El cop d'estat avortat del 19 d'agost de 1991, dut a terme a Moscou pels durs del règim soviètic contra Gorbatxov permet a Estònia salvar l'últim escull. El Congrés estonià i el Soviet Suprem reunits en sessió el 20 declaren el restabliment d'independència d'Estònia, és a dir que l'ocupació soviètica és tractada com un parèntesi il·legal, el que constituirà llavors una de les fonts de contenciós amb els dirigents russos. La independència és reconeguda des del 21 d'agost pel dirigent rus Borís Ieltsin. El 25 d'agost, Rússia reprèn la seva independència i la Unió soviètica és dissolta.

## La nova independència (a partir de 1991)

### La nova constitució de 1991

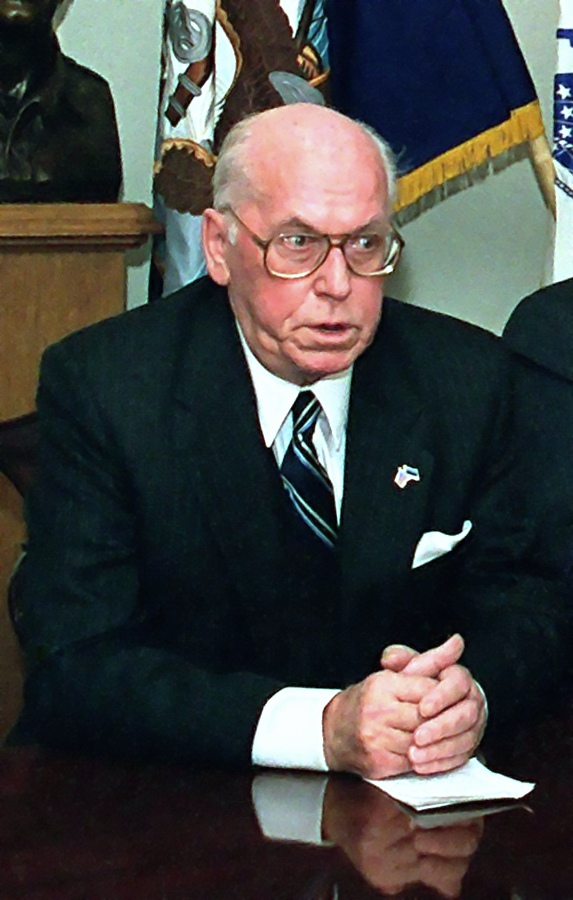
Lennart Meri primer president estonià des de la tornada de la independència

L'assemblea constituent formada per la reunió del Soviet suprem i del Congrés estonià escull no restablir la constitució de 1920 que havia portat en aquell temps a una paràlisi de l'acció governamental i no restableix tampoc la constitució autoritària imposada per Päts el 1937 i que estava encara en vigor en el moment de la invasió soviètica. La nova constitució estoniana opta per un règim parlamentari dotat d'una sola cambra composta per 101 diputats escollits per a quatre anys amb sufragi universal directe i proporcional. El President de la República, que ostenta poders de representació i de proposició, és escollit per un període de cinc anys pels diputats i el seu mandat és prorrogable una sola vegada. El poder executiu és dirigit pel Primer Ministre designat pel president i és responsable davant l'assemblea. Un Tribunal suprem controla el caràcter constitucional de les lleis i un canceller, designat per l'assemblea per a set anys, serveix de mediador entre l'Estat i els particulars. Estònia adopta una estructura centralitzada amb només dos nivells de subdivisió : el districte (maakond) i el municip rural (vald) o urbà (linnad). L'Església i l'Estat són separats i el dret de les minories és garantit per la llei.

### La vida política
La primera elecció legislativa té lloc el setembre de 1992 i porta al lloc de president Lennart Meri, fill d'un diplomàtic d'entreguerres, antic deportat, cineasta, etnòleg i novel·lista que va dirigir el 1990-1991 els serveis diplomàtics del país. Molt popular al seu país com a l'estranger, efectua dos mandats. Arnold Rüütel li succeeix el 2001. Aquest s'havia distingit en el moment del restabliment de la independència però la seva carrera política es veié esquitxada pel seu passat com a antic membre de la nomenklatura en el moment de la seva reelecció el 2006. Perdé les eleccions a mans de Toomas Hendrik Ilves, fill d'emigrant estonià, antic diplomàtic i diputat europeu. Des del restabliment de la independència, els partits formen coalicions fràgils, la qual cosa comporta una successió relativament ràpida de governs (11 entre 1991 i 2007). Els programes dels partits són molt propers i cap, per reacció envers el període soviètic, no anuncia una etiqueta veritablement d'esquerra. Hi ha consens sobre l'adhesió a l'OTAN, l'orientació liberal en matèria econòmica i social així com la desconfiança enfront de Rússia. El Partit del Centre Estonià d'Edgar Savisaar, d'altra banda alcalde de Tallin, es troba regularment al capdavant eleccions, però el seu líder, amb una reputació controvertida i ideològicament marcat pel seu enfrontament amb el Congrés estonià al començament de la independència, mai no ha pogut tenir la responsabilitat d'un govern.

### Una economia liberal puixant
Els governs estonians han donat una orientació particularment liberal a l'economia, i han optat per les tries més radicals de tots els antics països socialistes. El sistema fiscal definit el 1993, és d'una gran simplicitat: implica una taxa predial d'un 2%, un IVA d'un 18% i un impost sobre els ingressos dels particulars i de les empreses amb taxa única (Un 21% el 2008, un 18% en projecte) amb un base imposable molt àmplia. Els drets de duana, nuls de manera inicial, han estat alineats segons la legislació de la Unió Europea. Les inversions de les societats estan exonerades d'impostos i no hi ha impost sobre les successions en línia directa. La política pressupostària és d'una estricta ortodòxia sobretot via rebuig del dèficit. La corona ha reemplaçat el ruble. Des de 2004 el seu canvi ha estat vinculat a l'euro. Estònia ha sofert molt de temps d'una inflació bastant forta (8,2% el 1998) que li ha impedit adherir-se al sistema europeu de la moneda única. Havent-se afeblit aquesta, Estònia ha adoptat l'euro l'1 de gener del 2011.
La desnacionalització de l'activitat industrial ha estat duta a terme molt ràpidament en els anys 1990 sota la direcció d'una Agència de privatització que ha liquidat el conjunt del patrimoni industrial de l'Estat. Moltes empreses han estat tancades mentre que més de 10.000 de noves han aparegut en el transcurs del mateix període. L'Estat ha conservat tanmateix la propietat de certes revistes culturals, dels principals teatres i sales de concerts. En el camp, les terres han estat restituïdes als seus antics explotadors o als seus descendents. Aquesta tria, en part ideològica, és més aviat un fracàs, ja que la mida de les granges, generalment massa petita, així com la subinversió heretada del període soviètic, limita la viabilitat de les explotacions en el context d'una economia oberta. El sector primari no representa més que 4,5% dels llocs de treball (2004). A ciutat els terrenys i els locals comercials han estat tornats als seus propietaris de 1939 però aquest procés ha xocat amb l'allunyament dels emigrants i la desaparició d'una part dels deportats.
El sector secundari ha experimentat una reconversió total. La indústria pesant heretada de l'època soviètica ha desaparegut pràcticament en benefici d'indústries lleugeres com la construcció de telèfons portàtils per compte de la firma del veí finlandès Nokia. El sector de les explotacions forestals i l'obra pública són els dos sectors que asseguren el creixement més fort a nivell industrial. El país es continua recolzant en les seves importants reserves d'esquistos bituminosos per generar la quasi totalitat de la seva electricitat malgrat l'impacte ecològic negatiu. L'ocupació en el sector secundari, que va passar d'un 35% el 1985 a un 18%el 1998, s'ha redreçat a un 29% el 2003. L'àmbit dels serveis ocupava el 2010 els dos terços dels estonians. Tallinn intenta tenir un paper central en l'aspecte bancari a nivell de la regió. L'explosió del consum ha estat acompanyada d'una refundició completa del sistema de distribució que s'ha alçat a nivell del dels països més avançats. Les infraestructures han estat completament renovades : Estònia té una de les taxes de telèfon mòbil per habitant més altes del món.

El creixement del PNB durant els deu últims anys

Aquesta reorientació completa del mode de funcionament de l'economia ha estat un èxit a Estònia. La taxa de creixement, negativa fins al 1996, s'ha mantingut després en un valor particularment elevat, atenyent l'11,6% el 1997 excepte durant la crisi financera russa de 1998. La taxa d'atur, important al començament de la reconversió de l'economia, va caure al 6,3% el 2006. L'última crisi financera de 2008 ha afectat tanmateix, de manera important, l'economia del país amb un PNB que ha baixat de baixa de l'ordre d'un 14,1% el 2009 i una taxa d'atur que ha remuntat a un 10%. Els principals socis econòmics d'Estònia són al final del decenni, de major a menor importància, Finlàndia, Suècia i després Rússia i Alemanya. El canvi ha estat ben acceptat per la majoria de la població gràcies a l'augment del nivell de vida que l'ha acompanyat i que ha tocat totes les capes de la població. Contràriament al que ha passat en molts antics països socialistes, l'enriquiment de certes persones és generalment el fruit del seu treball i Estònia ha quedat, malgrat l'aparició de certes desigualtats, com un país sense classes socials, on les elits són força més accessibles que a molts països occidentals. Certes categories de la població no han aprofitat tant el nou ordre econòmic : els russòfons, generalment menys qualificats i afectats més fortament per l'atur, els jubilats, els ingressos dels quals són particularment febles i que pateixen un sistema embrionari de jubilació i de responsabilitat de les despeses de salut, i finalment els agricultors.

### La qüestió de la minoria russòfona
En el moment de la tornada a la independència, els russos representen un 40% de la població, una proporció enorme que no es redueix pas massa els primers anys, a conseqüència de la tornada d'alguns exiliats i de la sortida d'aproximadament 100.000 russòfons: el 1992 hi ha sobre el territori estonià 448.000 russos, als quals cal afegir 40.000 ucraïnesos i 42.000 belarussos, o sigui en total un 33,1% de la població. Després d'un debat agitat, l'assemblea legislativa estoniana posa a punt, a finals del 1992, una llei sobre la nacionalitat, que concedeix aquesta, de manera única, a les persones (o els seus descendents) presents sobre el sòl estonià abans del juny de 1940, el que exclou la major part dels russòfons. Diverses lleis es van aprovar en la mateixa època per reemplaçar el rus per l'estonià en l'espai públic i als documents oficials a nivell nacional i local. Malgrat els frens imposats per la llei sobre la ciutadania, el 1995, aproximadament 85.000 persones van adquirir la ciutadania estoniana. El mateix any, l'assemblea legislativa vota una llei que posa encara més difícil l'obtenció de la nacionalitat estoniana: els candidats han de residir a Estònia per un període de vuit anys, han de tenir un bon coneixement de la llengua i aprovar un examen cívic en estonià. Estònia és regularment estigmatitzada pels dirigents moscovites, a la recerca de mitjans de pressió, per «els seus atemptats contra els drets Humans». Ha moderat la seva legislació en part a petició del Consell d'Europa. El 2010 quedaven, tanmateix un 8% d'apàtrides en la població estoniana : aquests són russòfons que van perdre la nacionalitat soviètica en el moment de la desaparició de l'URSS i que no complien les condicions que els permetien accedir a la nacionalitat estoniana. Aquests russòfons estan generalment desitjosos d'integrar-se en la societat estoniana, malgrat un estil de vida més aviat comunitari. Però no estan tan preparats com els estonians nadius per adaptar-se a la transformació ràpida del país; l'antiga generació, arribada oficialment per «posar dempeus un país arruïnat i ajudar una població que havia tingut un comportament «dubtós» durant la Gran guerra patriòtica», no comprèn que es qüestioni el seu estatut.
| Estonians   | 969.976   | 87,6      | 992.520   | 88,1      | 892.653   | 74,6      | 925.157   | 68,2      | 947.812   | 64,7      | 963.281   | 61,5      | 935.884   | 68,2      | 921.484   | 68,7      |
| Russòfons 7 | 91.109    | 8,2       | 92.748    | 8,2       | 266.926   | 22,3      | 381.438   | 28,1      | 468.283   | 32        | 550.816   | 35,2      | 401.379   | 29,3      | 385.561   | 28,8      |
| Russos      | 91.109    | 8,2       | 92.656    | 8,2       | 240.227   | 20,1      | 334.620   | 24,7      | 408.778   | 27,9      | 474.834   | 30,3      | 354.660   | 25,8      | 342.966   | 25,6      |
| Jueus       | 4.566     | 0,4       | 4.434     | 0,4       | 5.433     | 0,5       | 5.282     | 0,4       | 4.954     | 0,3       | 4.613     | 0,3       | 2.178     | 0,2       | 1.830     | 0,1       |
| Alemanys    | 18.319    | 1,7       | 16.346    | 1,5       | 670       | 0,1       | 7.850     | 0,6       | 3.944     | 0,3       | 3.466     | 0,2       | 1.878     | 0,1       | 1.905     | 0,1       |
| Suecs       | 7.850     | 0,7       | 7.641     | 0,7       | —         | —         | 435       | 0.0       | 254       | 0.0       | 297       | 0.0       | 300       | 0.0       | —         | —         |
| Altres      | 15.239    | 1,4       | 12.816    | 1,1       | 31.109    | 2,6       | 35.917    | 2,7       | 39.229    | 2,7       | 43.189    | 2,8       | 30.752    | 2,2       | 28.635    | 2,1       |
| Total       | 1.107.059 | 1.107.059 | 1.126.413 | 1.126.413 | 1.196.791 | 1.196.791 | 1.356.079 | 1.356.079 | 1.464.476 | 1.464.476 | 1.565.662 | 1.565.662 | 1.372.071 | 1.372.071 | 1.340.415 | 1.340.415 |
| 85%         |           |           |           |           |           |           |           |           |           |           |           |           |           |           |           |           |

### La integració d'Estònia a Europa i a l'OTAN
Les relacions amb Rússia, òbviament tenses després del retorn a la independència, s'han refredat encara més després de l'arribada de Vladímir Putin al poder a Rússia. Aquest i el seu successor fan pressió sobre els països bàltics tot aprofitant el malestar de la població de parla russa. Els líders russos acusen Estònia d'oprimir la minoria de parla russa i d'encoratjar el ressorgiment del feixisme. No van dubtar a amenaçar amb el bloqueig del país el 2002. L'Ambaixada d'Estònia a Moscou va ser atacada el 2007 per membres de la Joventut Presidencial (Naixi), mentre que regularment es llancen ciberatacs des de territori rus contra llocs web estonians. Si bé Estònia ha renunciat als territoris perduts durant la rectificació de la frontera que va seguir la invasió soviètica el 1939, Rússia es nega a ratificar el tractat segons aquests límits. Conscient del que podria costar-li l'aïllament diplomàtic i militar contra un veí hostil, Estònia es va unir a l'OTAN el 2004, el que reforça la ira dels dirigents russos. La integració d'Estònia a la Unió Europea respon en part a la gestió de l'amenaça russa i el desig de tenir les seves arrels en l'oest d'Europa. Vigent des de 2004, ha rebut menys entusiasme en la població (67% vot a favor), que temia per la seva independència recentment recuperada, malgrat que tots els partits polítics havien donat suport al procés d'adhesió d'Estònia.